# 大岡越前 (テレビドラマ)
『大岡越前』（おおおかえちぜん）は、1970年から1999年にTBS系列の『ナショナル劇場』で月曜日の20時台に放送されていた時代劇テレビドラマ。放送開始前に番組タイトルの公募が行われた。なお、2006年3月20日には、ナショナル劇場50周年記念特別企画の1つとして、最終回にあたる2時間スペシャルが放送された。制作はC.A.L。全15部及び2時間スペシャルまで一貫して主演は加藤剛（全402話＋スペシャル1本）。なお、本項においては、最終回にあたる2時間スペシャルについては、便宜上単に「最終回」「最終回スペシャル」と表記することがある。また、本項において「再放送欠番」と書かれた回は、2021年現在、地上波放送等で放送されない回であり、一部のCS放送などでは放送されることがある。

## 製作
南町奉行大岡忠相を主人公とした日本の時代劇である。題名は公募が行われ、6万余の応募の中から決まった。
TBSの月曜日20時からの放送枠「ナショナル劇場」で『水戸黄門』、『江戸を斬る』などとともに放送され、約30年の間、同枠を支えたTBSの看板番組の一つである。2006年放映の2時間スペシャルを除外しても、『水戸黄門』の全43部に次ぐ全15部が放映されている（『水戸黄門』放送開始以後、同作の放送されない期間にもっとも多く放送された）。
本作の前年から始まった『水戸黄門』では、主演や主要キャストに代替わりがあったのに対して、この作品は、主演の加藤剛が大岡忠相役を一貫して29年（最終回スペシャルを含めれば36年）演じ、主要キャストも亡くなるまで同一の役でレギュラー出演を続けた人物が少なくない。
初期においては、享保の改革の諸政策の実現に奔走する若き大岡忠相と、それを支える親友・榊原伊織や家族、南町奉行所の部下たちなどを描き、その後は講談や落語の「大岡政談」を元にした時代劇に変化していく。
第1部〜第4部にかけては、忠相や榊原伊織らが物語の登場人物の中でも若手的な位置づけであり、（先に述べた）享保の改革の政策を実現化する努力や葛藤と、若い二人が家庭を持ち成長していく姿などが描かれている。第4部の時点でも、商人に転身した旧友・車屋藤兵衛の乱闘（ただし正当防衛ではあるが）に浪人姿の忠相自身が加勢する若気の至りがあったり、配下の同心が悪に加担して最後は切腹するエピソードがあった。初期は享保の改革の施策の成立過程をフィクションにうまく落とし込んだエピソードが多いのが特徴である。また、捕物時に捕り方に犠牲者が多数出る描写がしばしばあった。なお、第2部最終話（第28話）と第3部 第1話の間で、劇中では約6年の時間が経過している（長男の忠宣が6歳になっている）。
第5部以降の忠相や伊織は、演じる加藤剛・竹脇無我の年齢から中堅的な位置づけになり、講談や落語の「大岡政談」のように、忠相を完全無欠の人物のように描くように変わるが、親友・榊原伊織や同心、家族らのフォローがさりげなく描かれている。
第11部以降から最終話においては、忠相、伊織、辰三ら古参の顔触れは、年齢を重ねたベテランとして描かれていき、最終話を迎える。最終話は、かつて扱った題材を再利用したアナザーストーリーの側面があるが、主人公・大岡忠相が寺社奉行へ昇進する大団円で終了した。

## 各部の主な出演者・概要
放送日はTBSおよび同時ネット局を基準とする。
登場人物については大岡越前 (ナショナル劇場) の登場人物も参照のこと。

### 第1部
「大岡越前 第1部」（おおおかえちぜん だい1ぶ）は1970年3月16日から1970年9月21日までナショナル劇場で放送された時代劇。製作はC.A.L。全28話。

#### 概要
伊勢の山田奉行の直参旗本・大岡忠相は、殺生禁断の場で密漁する紀伊大納言吉宗を召し捕るが、白州では、公儀の名を騙る善悪の判断がつかない狂人として無罪放免にした。それから4年目の享保元年12月、八代将軍の座に就いた吉宗から、忠相に山田奉行解任と江戸出府の命が下り、忠相は親友の医師・榊原伊織と共に江戸に向かう。登城の沙汰が下り、死をも覚悟していた忠相だったが、吉宗から江戸町奉行を命じられる。忠相は与力の神山左門、同心の村上源次郎、岡っ引きの辰三、鳶の伊三郎、政吉らの協力を得て、江戸の町の治安を守るため、事件を鮮やかに裁いていく。さらに、伊織らの助言を元に町火消の創設や目安箱、小石川養生所の設置など享保の改革の施策実現に奔走する。また、忠相が世情を知るために着流しの浪人姿で町の様子を見て回っていた折に、病死した許嫁・千歳に酷似した大番頭吉本作左ヱ門の養女・雪絵と知り合い、互いに惹かれ合うようになった。その後、ある経緯で吉宗の目の前で二人は夫婦となった。そして、「天一坊事件」の発生で、天一坊側の首謀者で山内伊賀亮と名乗る男と対決する。

#### レギュラー出演者
- 大岡忠相：加藤剛
- 榊原伊織：竹脇無我（第1話 - 第23話、第26話 - 第28話）
- 雪絵：宇津宮雅代（第4話 - 第7話、第9話 - 第12話、第15話 - 第16話、第18話 - 第28話）
- 千春：土田早苗（第1話 - 第23話、第25話 - 第28話）
- すっとびの辰三：高橋元太郎（第1話 - 第22話、第24話 - 第26話、第28話）※第1部〜第2部のオープニングでは「辰三」と表記されている。
- 加代：武原英子
- 政吉：里見浩太郎（第2話 - 第28話）
- 弥助：鶴田忍（第2話 - 第28話）
- 徳川吉宗：山口崇（第1話、第5話 - 第6話、第23話、第28話）
- 大岡妙：加藤治子
- 鳶の伊三郎：中村竹弥
- 村上源次郎：大坂志郎（第1話 - 第16話、第18話 - 第21話、第23話 - 第28話）
- 神山左門：天知茂
- 大岡忠高：片岡千惠藏（特別出演）

#### 準レギュラー
- 中山出雲守：永井智雄（第3話、第5話、第9話、第19話 - 第20話）
- 吉本作左ヱ門：堀雄二（第4話 - 第5話、第12話、第21話、第23話）
- 有馬兵庫頭：中村錦司（第1話、第23話）
- 吉本家用人 喜内：丘寵児（第4話 - 第5話、第7話、第11話、第23話）
- 吉本家若党 太平：本郷淳（第4話 - 第5話）、森谷譲（第15話）、泉好太郎（第21話）
- 海野呑舟：志村喬（第11話）
- 吉本家女中 まつ：池田幸路（第11話、第16話）
- 竜吉：三角八郎（第4話、第12話）
- お菊：矢代久美子（第3話、第7話、第12話）
- 川原但馬：加賀邦男（第2話、第21話）
- 中山新八郎：杉良太郎（第18話、第22話）
- 石川近江守：永田光男（第21話、第28話）

#### スタッフ
- 脚本：池上金男、稲垣俊、津田幸夫、加藤泰、宮川一郎、葉村彰子
- 音楽：山下毅雄
- ナレーター：芥川隆行
- 題字：朝比奈宗源
- 助監督：渡辺譲（第3話）
- 撮影：河原崎隆夫（第3話）
- 照明：長谷川武男（第3話）
- 録音：渡部芳丈（第3話）
- 美術：鈴木孝俊（第3話）
- 記録：西野敏子（第3話）
- 編集：河合勝巳（第3話）
- 殺陣：近江雄二郎／東映剣会（第3話）
- 衣裳：佐々木常久（第3話）
- 美粧・結髪：（有）東和美粧（第3話）
- 装飾：川本宗春（第3話）
- 装置：林平（第3話）
- 邦楽監修：中本敏生（第3話）
- 進行主任：松岡茂（第3話）
- 現像：東洋現像所（第3話）
- 制作協力：東映
- プロデューサー：逸見稔、西村俊一
- 監督：山内鉄也、田坂勝彦、内出好吉、佐々木康、工藤栄一
  - 完全なEDが残っている回が、第3話「謎の父子鶴」のみのため、一部項目は第3話のみ掲載した。

#### 解説
- この部は、町火消の創設や目安箱、小石川養生所の設置など、享保の改革で実際に行われた施策を取り扱いながら、病死した忠相の許嫁（村上源次郎の娘（千春の姉）千歳）に似た大番頭吉本作左ヱ門の養女・雪絵との出会いから結婚に至るまでを、話数をかけてゆっくりと描いている。
- 第1部は、御上が定めた御定法（法律）を遵守しようとする忠相に対し、この御定法では救済されない人々による問題提起（例えば、第1部第10話「裁かれる者は....」で描かれた、貧しく薬も買えない病苦で自殺しようとした義母の自殺を幇助する娘の問題提起など）から、享保の改革で行われた施策などで、根本的に弱者を作らないように奔走する話が多い。
- 第1部では、たとえ、弱者を救済する義賊であっても、御定法を破った以上は御定法で裁き（例えば、第1部 第16話「義賊木鼠小僧」など）、超法規的措置で例外を作って解決することがほとんどない。ただし、御定法をただ守ることだけが正しいのか、また、冤罪問題、罪を犯す者の弱さなど、人が人を裁く難しさに、忠相自身が苦悩する姿も描かれているのが特徴である。
  - 初期（特に第1部）は、吉宗といった将軍であっても、御上（将軍・幕府）が定めた法を守ることに重点が置かれているのが特徴である。ただし、この「法」において守られない立場にある人の存在、力を付けてきた江戸市中の町人たちの（火災などへの）自衛意識の高まり、戦乱の世にあっては有効であった上意下達だけの命令系統の問題点などに焦点を当て、享保の改革で実際に実行された政策をフィクションに落とし込んでいくエピソードが多い。これらは第1部の28話中10話と1/3以上脚本を担当した稲垣俊が手がけた作品に集中している。また、稲垣俊は、この部のもう1つのテーマでもある雪絵との出会いから結婚までのロマンスの進展を描いた作品も担当している。稲垣俊が史実のフィクションへの落とし込みを担当する傾向は、第4部まで続くことになる。
- この部では、大岡政談で有名なエピソードである「三方一両損」や「子争い」も扱われているが、後の部のように単独で1話使うのではなく、数分程度の寸劇で使われている（「三方一両損」は第10話、「子争い」は第21話で数分程度の寸劇で済ませている）。
- 第1話から第7話までは、配役・脚本担当紹介のタイトルバックのみ横文字紹介で、配役紹介では写真入りのバックが使われていた。エンディングは縦書き紹介で、スタッフの前にゲストや端役が紹介されていた。
- 冒頭の第1話は、講談の「大岡政談」の終盤にあたる「（徳川）天一坊」の中にある「大岡、若さまを召捕る」を翻案したもので、この部の最後に「大岡政談」と同様に天一坊事件を扱うが、第1話でいきなり講談「大岡政談」の終盤のエピソードを大胆にも冒頭に移動させているのが特徴と言える。
  - 講談「大岡政談」の「天一坊」の「大岡、若さまを召捕る」は、まだ吉宗の父・徳川光貞が紀州藩第2代藩主だったころのエピソードのため、「若さま（藩主の息子）」である。本作では、吉宗が既に紀州藩主だったころと改変されている。
  - 第1話で、登城の沙汰が下りた忠相は、8代将軍となった吉宗と対面し、将軍であっても御定法を守らねばならないという意見は曲げなかった。その意気を汲んだ吉宗は、「大岡能登守改め越前守」「南町奉行に任ずる」とした。
  - 第1話では、忠相の町奉行就任が決まった際に、伊織に内与力（奉行直属の家臣の与力）になるよう依頼するが、伊織は「町人の目から見て忠相を助けたい。懐刀よりも転ばぬ先の杖になる。短い杖だが」と言って断り、寺子屋（手習い塾）を始めることになる。
  - 同様に、与力の神山左門は同心の村上源次郎に「与力というものはお奉行に仕えるのではない。奉行所に仕えるのだ」と告げるように、町奉行の組織（内与力との違い）について簡単な説明も描かれている。
  - 第1話にして、初期（第1部〜第3部）の「大岡越前」の登場人物が（雪絵や吉本作左ヱ門などを除けば）ほぼ網羅され、大体の人物像が分かるように作られている。
- 第2話「町火消誕生」で、伊織が作っていたポンプは「龍吐水」である。享保年間にオランダから伝わったという説もあり、蘭方医である伊織が作るのも不自然ではない（ただし、龍吐水は、明和年間に幕府が町々に給付した説が有力である）。
  - 定火消の抵抗が強かった町火消設立を政治的な駆け引きにより誕生させるなど、忠相のしたたかな面が描かれ（犯罪を犯した定火消関係者に対し、（家名断絶を防ぐ口実で）目付に報告する前に切腹を促し「潔く病死」した扱いにした）、その駆け引きに同行し、第1話で忠相をいささか懐疑的に見ていた神山左門も感心し、忠相に敬意を示す描写が最終シーンにある。
  - また、町火消設立に抵抗した定火消の旗本たちが、忠高に対し、忠相の取り組みをやめるよう説得を依頼するが、忠高はそのような助言はできないと一蹴するシーンがあり、三河武士としての誇り、忠相への信頼が描かれる。
  - 伊織の作った龍吐水で、子供のように水遊びに興じる忠相と伊織も描かれ、後述する辰三とのコミカルなシーンもあわせてストーリー構成の妙が光る。
  - 町火消の「いろは47組」は、伊織の下で手習をしていた辰三の「いろはにほへと」の文字から発想するという頓知の利いた場面もある。
  - 最終シーンでは、完成した町火消の人員および装備を、馬上の忠相が視閲する。ナレーション「この日、初めて江戸の空に翻った纏は、それからのち、町火消しの心意気を誇るが如く、いつの火事場にも町方へ降りかかる火の粉を払い続けたのである」。
- 第3話「謎の父子鶴」のオープニング・エンディングの配役やスタッフの紹介はノーカットでDVDボックスに収録されている。
  - なお、第3話「謎の父子鶴」劇中の謎かけに使われた「難波の葦は伊勢の浜荻」の「浜荻」を、「はまはぎ」と誤読して使われている（正しくは「はまおぎ」）。
  - この回で、村上源次郎の反対を押し切って、忠相が町の様子を見て回る事情が説明される。
  - 大岡忠相の格言として「甲子夜話」に「下情に通じざれば裁きは曲がる」というものがある。この回は、その格言をもとに、忠相が着流しの浪人姿で町の様子を見て回るという、このシリーズの「定番」を構築したものと言える。
  - 忠相の着流しの浪人姿の変装を担当したのは、伊三郎の娘・加代である。忠相自身が町の様子を見て回ることには村上源次郎の強硬な反対があり、伊三郎を頼ったためである。伊三郎は万一のために弥助に尾行させるが、忠相は弥助の尾行に気付き、まいている。
- 第4話「慕情の人」で、亡き許嫁で、村上源次郎の長女（千春の姉）・千歳に瓜二つの大番頭吉本作左ヱ門の養女・雪絵と遭遇する。
  - 第4話後半、村上源次郎が千歳の位牌を見ながら千春に「これで千歳が本当にいなくなってしまったような」としみじみと語る場面など、村上源次郎の寂しさも描かれている。
  - 第23話「越前の結婚」まで、かなり時間が経過するが、その主な原因は、忠高と吉本作左ヱ門の些細な原因（主に将棋）による喧嘩である。その間、忠高は吉本作左ヱ門を「モーモンガー」（関東地方で相手を罵倒するときに使われた言葉）と罵詈雑言を浴びせることが多い。
- 第5話「血の直訴状」において、忠相は吉宗に、（戦乱の世では有効であった）上意下達だけの命令系統の現状の問題点を指摘し、目安箱が設置される。
  - 史実では、目安箱と呼ばれるようになるのは、明治時代以降であり、当時は「箱」と呼ばれていた。
- 第10話は、放送時のタイトル表記は「裁かれる者は....」と記載されており、点は「.」4つである。
  - 義母の自殺幇助で捕らえられた大谷直子演じる菊には、お咎めなしと忠相は裁決するが、菊自身は自分に罪があるのだと忠相に訴え、その気迫の強さに忠相が圧倒され、狼狽する。このような悲劇を起こさないために、忠相や伊織は、貧しい病人の療養施設を作ることを決意する。これは、第11話で小石川養生所を設立する伏線になっている。
- 第10話〜第11話において、小石川養生所を設立するエピソードがある。2013年12月に時代劇専門チャンネルが主催したトークショーにおいて、加藤剛は、忠相の行った優れた政策として小石川養生所の設立を挙げており、さらに加藤剛が通った高校が東京都立小石川高等学校であり、高校時代は小石川養生所跡の「小石川植物園（御薬園跡及び養生所跡）」の脇を歩いて通学し、休みの日には植物園で写生などをしていたとのことで、不思議な縁を感じたとのことである。
  - 第11話「呑舟先生はどこだ」では、海野呑舟と雪絵の亡き実父が旧知の仲であることがわかる。当初、養生所の名称は伊織の案では「施薬院」であったが、呑舟は「施薬院とは薬を施すと書くんじゃろうが。施すとは何か―恵み与えることじゃ。お上が貧乏人に薬を与え施すのか？お上とは何じゃ？これは武士・侍か？労せず耕さず人斬り刀を持ち歩くだけの穀潰し。士農工商などと思い上がって万民を見下しておる。よいか、農工商の万民が耕す、紡ぐ、商わずば侍などは一日も立ちゆかぬ。そのくせ思い上がって施すなどとは片腹痛いわい。（略）例日なく耕す、紡ぐ、商う、そして病に伏し老いに倒れた百姓町人に報いるのが道じゃろうが」「薬を与えればそれで良いのか、（そうではないのであれば）なぜ、それでは施薬院などと言うのか？」「（伊織に対して）町奉行の懐刀などと思い上がっているから施薬院という妙な名前を付けるんだ」と伊織を一喝する。この発言を伊織から聞いた忠相は、海野呑舟の人となりの素晴らしさを理解し、「養生所」という名前を考える。呑舟は「生命（）を養う」という意図に感心し、養生所の肝煎になることを引き受ける。この際、忠相と雪絵が恋仲にあることを呑舟は察し、今は亡き友の娘の幸せに目を細める。
  - この回で小石川養生所が設立されたあと、本放送放映時の小石川養生所跡を映している。
  - 史実では、目安箱で小石川養生所の設立を提案し初代肝煎となる小川笙船の当初の提案は「施薬院」である。
- 第12話「すっとび辰の片思い」では、辰三の片思いの話から、忠相が雪絵に「千歳殿に瓜二つの貴女をではなく、雪絵という名の女人をかけがえのない人と思うようになっている」と告白する。なお、第4話「慕情の人」で、雪絵から紙入れを盗んだスリの竜吉が、村上源次郎の伝で紺屋で働くことになった後日談にもなっている。
  - 辰三が村上源次郎の岡っ引きになった経緯や、辰三の名前の由来も明らかになる。
- 第14話「地獄の使者」では、潜入捜査をした神山左門と忠相らの連絡に使い鳩（伝書鳩）が使われる。当時は大坂堂島の米相場の連絡に使われていたことがナレーションで説明される。
- 第15話「折鶴殺人事件」では、かつて長崎で抜け荷・殺人を犯し儲けた金を用いて江戸で店を開業した主人が、次々に「親の敵討ち」として殺されていく話で、後の部でもたびたびリメイクされる。
  - この回で、敵討ちを続けてきた小蝶一座に、雪絵がさらわれるため、このシリーズでたびたび作られる「雪絵誘拐」「長崎の敵を江戸で討つ」パターンが作られている。
- 第16話「義賊木鼠小僧」は、弱者を救済する義賊であっても、御定法通り裁き、偶像視される義賊に対する人身の移ろいを描く。第6部で一部改変されリメイクされている。この部でのあらすじは以下の通りである。
  - 義賊木鼠小僧が江戸市中を騒がせていたころ、子供たちは木鼠小僧に扮した遊びに夢中になっていた。日中は真っ当な小間物屋をやっていた木鼠小僧佐七は、浪人姿で町を歩いていた忠相と数回遭遇し雨宿りなどをしながら会話する。その際、佐七は忠相に木鼠小僧の素晴らしさを語るが、忠相は「木鼠小僧は哀れだ」「いくら義賊といえども、盗みは盗み」などと率直に話す。
  - 佐七と同じ長屋のおみよの一家が父親の薬代も買えないほど金に困っていたので、木鼠小僧佐七は、ある夜、さる屋敷に忍び込み、刻印が入っていた小判を盗みだし、おみよ宅に投げ込む。しかし、おみよは「盗みは盗みだからこのお金は受け取れない」と言い放ち、番所へ届け出ようとする。更に博打に夢中になっているおみよの兄・清次がその金を強引に奪って使い込む。使い込んだ小判の刻印は木鼠小僧が盗んだ証拠とされ、清次は木鼠小僧として捕まってしまう。無実の者を放置できない木鼠小僧佐七は、簡単に捕縛される道を選ぶ。
  - 江戸市中の人々に偶像視されている木鼠小僧佐七が捕まり、御定法通りに処断するかどうか苦悩する忠相は、佐七と二人だけで話す。佐七は、子供のころ貧困で苦しんだことを切々と語り、真っ当に稼いで買ったかんざしをおみよに渡すように頼む。忠相は、佐七のように貧しく生きる人がいる世相と御定法との間で苦悩するが、御定法を守るという忠相の信念を通し、死罪とする。木鼠小僧佐七を白州で裁いた直後、忠相（加藤剛）の目に涙がたまっていることが視認できる。
  - 木鼠小僧佐七が市中引き回しになる場面、おみよが佐七の引き回しの列に向かって外へ裸足で飛び出す。佐七は、その姿を見つけ一瞬ほほえみ、再度振り向いておみよを見つめ、晴れ晴れとした表情を浮かべる。
  - 木鼠小僧が処刑された後、まるで木鼠小僧がなかったかのような人心の移ろいに、村上源次郎は「もう盗んだ金とは関係ない顔をしている」と苦言を呈し、伊織や千春は、親たちが子供に木鼠小僧の真似をたしなめるようになった旨を語る。
- 第17話「幽霊小町」では、「気違い」を装う商家の娘へ伊織が診察に向かうが、忠相も老人に扮して診察に従うシーンがある。
- 第19話〜第20話「悪魔の人形使い」では、伊織が処方した薬がすり替えられて死者が出たため、伊織が北町奉行に捕らえられる。この部で強調される「御定法を守る」点から、忠相は超法規的措置でもって伊織を助けようとはせず、忠相や村上源次郎、辰三ら南町奉行所の捜査により伊織の無実を証明する。
  - 伊織は、正直にも、「医者といえども間違いがないとは言えない」と論理的には正しい証言をし、実際に（薬がすり替えられてはいたが）死者が出ているため捕らえられた。
- 第27話「天一坊事件（前篇）」は、オープニングのサブタイトルは「天一坊事件」とだけ記載されている。
- 第1部の白州で使われているふすまは「白地にグレー」。第6部で「白地に茶色」模様になる以外は概ね水色の模様である（第11部はグレー地に水色模様）。
- ポスターの書体は第1部と第3部〜第11部、第13部 - 第14部は縦文字である。
- 葉村彰子の項にあるように、この作品から、葉村彰子(集団ペンネーム)が登場。二作品提供されており、いずれも脚本としてであり、原案ではない。

#### 再放送と欠番
- 本放送に用いた素材は第3話を除き残っていない。第3話のDVDボックスの収録時間から、本放送の放送時間はCM等を除けば約48分と推測される。
- 再放送にあたって、放送時間が他の番組よりも若干長いため、上述の第3話を除いてオープニングとエンディングを短くする加工を行い、放送時間を約47分にカットしている。DVDボックスに収録された素材や時代劇専門チャンネルで使われている再放送素材は、これを用いている。
  - 現存する再放送素材の中で、一番オープニングが長いのが最終話の第28話で、次いで第26話である。
  - さらに、ナレーションや本編中の差別的表現を削除し、放送時間を約45分程度にカットした再放送素材も存在している。
- 第1話は、地上波において長年再放送されなかった（地域によって差があり、1990年ごろまでは再放送した地域もある。TBSでは1980年代夕方4時からの再放送枠で放送されており、その際差別的表現は音が消され無音化されていた。）。理由は山田奉行時代の忠相と伊織がお忍びで禁漁区で漁をしていた吉宗に対し、「白痴狂人」、「気違いを通り越して手のつけようのない馬鹿」などの差別的な表現を用いた発言をしているためである。
- 第3話は、第1話よりも早い段階で、再放送されない状況になっていた。忠相が町の様子を見て回る描写がないまま第4話が放送されていた。
- 他にも3話分（第11話、第13話、第17話）が欠番扱いである。差別的な表現や事実と異なる表現が含まれているためである。
  - 第11話は、むじなの京太郎が海野呑舟を「乞食医者」と呼ぶなど差別的な表現が多く含まれるためとみられる。
  - 第13話は、「盲の按摩」が殺される内容が問題となっているとみられる。
  - 第17話は、幽霊が出ると噂の商家の娘が「気違い」を装っているなど、差別的表現が多く含まれるためとみられる。
- 2006年3月に発売されたDVDボックスは全話収録されている。2008年5月に時代劇専門チャンネルにおいて第1話が放送された。CS放送のTBSチャンネルでは、2003年に放送された際には全話放送された。
- TBSチャンネルにおいて2012年1月18日より開始された第1部の再放送では、当初アナウンスされた2011年12月時点では、ホームページ上で、第1話から最終話まで、全話がオリジナルネガからの素材による放送とされていた。しかし、のちにこの表現が変更され、第1部をオリジナルネガからの素材による放送、という趣旨の文言に変更された。実際の放送では、欠番扱いとなっていた第1話、第3話、第11話、第13話、第17話は放送せず、ナレーションや差別的表現部分などを削除した回もあった（ただし、番組冒頭では「制作時の事情を考慮し…」というメッセージが表示された）。
- 時代劇専門チャンネルで2013年10月から全15部を放送することが決定し、第1部は全28話、欠番扱いされた作品も含めて、初めてのハイビジョンによる放送となった。先行して9月7日に第1〜4話が放送された。

  - 時代劇専門チャンネルのホームページでは、第3話の放送時間のみDVDボックスと同様に1分長く表記されていたが、実際は、ノーカットのオープニングと、エンディングでのゲストの配役紹介がノーカットで放送されたことによる（上述のDVDボックスの部分も合わせて参照のこと）。そのオープニングでは、口笛が強調されたテーマ曲で、主要キャストの顔写真が切り替わる際、CM入りに使われる十手の写真が挿入されていた。第3話では、加藤・竹脇・十手・土田ら・十手・中村・大坂・十手・片岡千恵蔵・十手、という流れであり、キャリアや主役などとの間を埋める形で十手の写真が用いられている。

#### エピソード
- 2013年12月に時代劇専門チャンネルが主催したトークショーにおいて、「大岡越前」の配役が決まり、加藤剛が片岡千惠藏と初めての挨拶をした際、「良い息子だ」と言われたとともに、麻雀ができるか（正確には、牌を返す仕草で「これはできるのか？」と）聞かれたとのこと。なお、加藤剛は麻雀ができない（ので仕草が何を指すのかも分からなかったため、千惠藏からは「大学で何を勉強していたんだ？」と言われたとのこと）。撮影の休憩時間には、出演者で、麻雀の卓を囲んでいたが、加藤剛は一度もその中に加わることはできなかった。

### 第2部
「大岡越前 第2部」（おおおかえちぜん だい2ぶ）は1971年5月17日から1971年11月22日までナショナル劇場で放送された時代劇。製作はC.A.L。全28話。

#### 概要（第2部）
江戸町奉行の大岡忠相は、庶民たちの生活という現実と、それを縛る法との矛盾をなくすため、尽力していく。親友の医師・榊原伊織、同心の村上源次郎や与力の神山左門らの協力、義賊だった三次を改心させ密偵とし、妻・雪絵ら家族に支えられて、江戸の町に起こる事件を解決していく。時代は享保の大飢饉と米騒動、はしか、赤痢、インフルエンザなど流行病への対策などに追われる。初孫を待ちわびる忠高たちに板挟みになる雪絵だったが、妊娠したことが分かった。また伊織は自らの医術の限界を忠相に打ち明け、長崎で医学修業することを決意し、村上源次郎の娘・千春と結婚して長崎へ旅立っていった。

#### レギュラー出演者（第2部）
- 大岡忠相：加藤剛
- 榊原伊織：竹脇無我（第1話 - 第2話、第4話 - 第5話、第7話、第10話、第12話、第14話 - 第16話、第18話、第20話 - 第24話、第26話、第28話）
- 雪絵：宇津宮雅代（第1話 - 第4話、第6話、第9話 - 第12話、第15話、第17話 - 第23話、第26話 - 第28話）
- 千春：土田早苗（第1話 - 第4話、第6話 - 第7話、第9話 - 第10話、第12話、第14話 - 第16話、第18話 - 第28話）
- 加代：武原英子（第6話、第19話）
- 以禰：望月真理子（第2話 - 第14話、第16話、第20話 - 第22話、第24話、第27話 - 第28話）
- 政吉：里見浩太朗（第6話、第19話）
- 猿（ましら）の三次：松山英太郎（第2話、第5話 - 第14話、第20話、第22話、第24話、第27話 - 第28話）
- すっとびの辰三：高橋元太郎（第1話 - 第16話、第18話 - 第28話）※第1部〜第2部のオープニングでは「辰三」と表記されている。
- 徳川吉宗：山口崇（第21話）
- 大岡妙：加藤治子 （第1話 - 第13話、第22話 - 第23話、第28話）
- 鳶の伊三郎：中村竹弥（第6話、第19話）
- 村上源次郎：大坂志郎
- 海野呑舟：志村喬（第1話 - 第5話、第7話 - 第8話、第10話 - 第12話、第16話、第21話 - 第22話、第27話）
- 神山左門：天知茂（第25話、第28話）
- 大岡忠高：片岡千惠藏（特別出演）（第1話 - 第5話、第7話 - 第8話、第10話 - 第13話、第20話、第23話、第28話）

#### 準レギュラー
- 吉本作左ヱ門：堀雄二（第17話）
- 中山出雲守：永井智雄（第7話 - 第8話、第18話 - 第19話、第28話）
- 老中・安藤対馬守：永野達雄（第2話 - 第3話、第7話、第11話、第13話、第19話、第28話）
- 有馬兵庫頭：中村錦司（第21話）
- 大岡家若党 伊助：高峰圭二（第1話 - 第2話、第18話、第28話）、鵜沢秀行（第9話）

#### スタッフ（第2部）
- 製作総指揮：松下幸之助
- 製作：松下正治、丹羽正治
- 原案：葉村彰子
- 脚本：葉村彰子、加藤泰、津田幸夫、宮川一郎、大西信行、国弘威雄、石川孝人、稲垣俊
- 音楽：山下毅雄
- ナレーター：芥川隆行
- 題字：朝比奈宗源
- 撮影：河原崎隆夫（第22話）
- 美術：鈴木孝俊（第22話）
- 録音：加藤正行（第22話）
- 照明：井上義一（第22話）
- 編集：河合勝巳（第22話）
- 助監督：曽根勇（第22話）
- 邦楽監修：中本敏生（第22話）
- 擬斗：近江雄二郎・東映剣会（第22話）
- 衣裳：佐々木常久（第22話）
- 美粧・結髪：東和美粧（第22話）
- 装置：舘清士（第22話）
- 装飾：川本宗春（第22話）
- 記録：竹田宏子（第22話）
- 進行主任：持田久仁（第22話）
- 衣裳制作：東京衣裳
- 現像：東洋現像所
- 特技：宍戸大全（宍戸大全がオープニングの配役名に残っているのは第22話だが、「特技」という扱いではない。役名のない俳優の扱いである）
- 協力：俳優座
- 制作協力：東映
- プロデューサー：逸見稔、西村俊一、郡進剛
- 監督：内出好吉、田坂勝彦、松村昌治、鎌田房夫、山内鉄也
  - 完全なEDが残っている回が、第22話「幻術師」のみのため、一部項目は第22話のみ掲載した。

#### 解説（第2部）
- 「ナショナルカラー劇場」としての枠内作品。
- 連座制の廃止、キリスト教に関係のない漢訳洋書の輸入制限の緩和、上米の制（に対する不満）など、享保の改革で実際に行われた施策が第1部に引き続き扱われている。
- 第1話「紫の女」は、同業者の罠によって「おつう」の父が委託金の横領の罪で死罪となり、母や家族も連座で重追放となった恨みを晴らそうとする話で、忠相が公事方御定書の編纂に関わっている描写もある。このエピソードで、享保の改革で実際に行われた連座制の廃止が描かれる。ただし、連座制の廃止は公事方御定書が仮成立した1742年とされており、この年は既に忠相が寺社奉行となっている。
  - なお、大岡忠相自身も、従兄の大岡忠英の事件の連座により閉門となる憂き目に遭っている。
- 伊織が小石川養生所に務めるようになる（第1部では一度「養生所に行っている」と説明されただけで、実際の治療は描かれていなかった）。手習い塾も継続し、看板は元のままである。
- 第1話では、伊織が焼死体を腑分けし（ただし、セリフで語られるのみで、腑分けのシーンそのものはない）、死因が焼死ではなく毒殺だと判明する。
- 第2話では江戸に麻疹が流行。海野呑舟の努力と忠相・伊織らの協力で患者を小石川養生所に収容（隔離）し、治療して流行が収まる。
- 同じ第2話で猿（ましら）の三次と以禰が登場し、準レギュラーとなる。二人の出会いも描かれており、第4組の交際関係となる（忠相・雪絵夫婦、政吉・加代夫婦、伊織・千春の3組が既存の交際）。
  - 以禰は海野呑舟の弟子となり、小石川養生所に務めるようになる（再登場は第4話）。
  - 三次は義賊として登場したが、改心して以禰の父親の冤罪を晴らす証言を行う。この際、真犯人らによって手傷を負わされており、小石川養生所で療養することになる。第5話で再登場、以後は小間物屋を表看板とし、忠相の密偵を務めるようになる。
- 第3話では清国からの使節が登場。彼らにすり替わり、島原の乱の残党の子孫が90年越しの復讐を果たそうとする。
- 第4話では、牢内で赤腹（赤痢）が発生。伊織の提案で牢を封鎖・隔離し、以禰と共に治療に当たった。
- 第5話では、忠相そっくりの香川小源太という浪人が登場する（加藤剛が二役を演じた）。ナショナル劇場の時代劇の定番である「レギュラーキャラクターと瓜二つのゲストキャラクター（レギュラー俳優の一人二役）」のエピソードである。
- 第6話「権三と助十」は、「大岡政談」の1つ「小間物屋彦兵衛（権三助十）」を翻案したものである（講談「小間物屋彦兵衛」の一挿話）。
  - 第1部 第18話「復讐の十手」で、中山新八郎の拷問による自白を戒めていた村上源次郎が、この回では、拷問による自白で小間物屋彦兵衛を冤罪・牢死（冤罪と判断した忠相が牢死扱いに偽装していた）にしてしまうため、若干不整合がある。ただし、この真相究明には村上源次郎が不可欠であることなど忠相は語ることから、強い信頼関係の証でもある。
  - 権三役の財津一郎が、「てなもんや三度笠」以降ギャグにしている「キビシ〜ッ!」というセリフがある。
  - 後の部でもたびたびリメイクされる。
- 第10話「下手人は火あぶり」では子役時代の声優堀川亮が、第16話「朝顔」でも子役時代の声優池田秀一が出演している。
  - 第10話「下手人は火あぶり」では、火付盗賊改方頭・近藤喜三郎の屋敷が役宅代わりになっており、史実的に正しい描写となっている。
- 第11話「騒乱」では、享保の大飢饉の原因や米価の高騰への対応なども描写されている（忠相の役宅に投げ込まれた投書が落語の「三方一両損」のサゲであったりする）。
  - この時期の、片岡千惠藏と近衛十四郎の共演も見所の1つである。
  - なお、この話で描かれた享保の大飢饉は1732年（享保17年）夏に発生しており、後の部で描かれるエピソードよりもかなり後に発生している。当然、フィクションとして割り切って考えるのが妥当である。
- 第15話「煙草屋喜八」は、「大岡政談」の1つ「煙草屋喜八」を翻案している。講談の「煙草屋喜八」は落語にも翻案され、単独か「松葉屋瀬川」「雪の瀬川」と上下に分けて演じられており、本放送当時は、これを得意とした6代目三遊亭圓生が演じたものが広く知られていた。そのため、内容は「大岡政談」とは若干の相違点がある。相違点は以下の通り。
  - 若旦那の身投げから助けるのは、大岡政談では、若旦那のなじみの幇間であり、喜八ではない。
  - 喜八の妻の養父は大岡政談では登場しない、また、大岡政談では、喜八の妻の奉公先の火付盗賊改方与力の横恋慕に呆れた中間が逃がしたため、喜八の妻は与力を傷付けてはいない。
  - 再吟味を願い出るのは、大岡政談では、喜八が助けた若旦那の父親であり、喜八の妻ではない。
  - 島田正吾が演じた「蛸の伊兵衛」は、大岡政談では「田子（たご）の伊兵衛」である。ただし、伊兵衛の行動は大岡政談と変わっていない。
  - 大岡政談では、再吟味となった責任を取るため、忠相が老中に辞職を申し出て、慰留され留任となるが、このドラマでは、そういった描写はない。
- 第18話「すっとび辰の失恋」冒頭で、忠相が「おたふく風邪」にかかる描写があり、「大人向けのおたふく風邪の薬」と称して榊原伊織がイギリスのウイスキーを持ち込むシーンがあり、村上源次郎も同席し、一緒にウイスキーを飲むのだが、村上源次郎はこのころはまだおたふく風邪に罹患しておらず（第5部 第3話「欲しかった思い遣り」で発症）、第5部を見た後の視聴者から見れば不用心な描写になっている。
- 第19話「新助そばの悲願」において、髪結床鶴吉が「駆けつけ」（火災発生時に奉行所に保管されている公文書の入った公用箱を待避させる役）の手札を頂戴したことが冒頭に描かれる。
  - 史実では、享保年間において髪結床は橋台で商売をしていることが多かったことから、延焼の防止のため取り壊す方針であったが、取り壊す代わりに髪結職人たちは橋梁の消防作業をすることを大岡忠相に申し出て認められた。その際、髪結株を持ち、橋の近くで商売をしている髪結職人を「橋火消」とし、山手で商売している髪結職人を「駆けつけ」とした。株仲間が廃止となる天保の改革までこの制度は継続することになる。
  - エンディングナレーションにおいて、忠相によって「駆けつけ役は奉行所手配の者に守られ、一団となって避難する定めに改めた」ことになっているが、時代設定が下った「江戸を斬る」などでも同様の話が作られている。
- 第21話「勇気ある挑戦」にて、吉宗が、第1部 第1話冒頭で自分を狂人と罵った榊原伊織が江戸に来ていることを初めて知る。
  - ただし、伊織と吉宗は、第1部 第28話「天一坊事件（後編）」にて、天一坊が偽者である証人を連れてきた際に、顔を合わせている。
  - この回の冒頭、伊織は自分の医術の限界から長崎に国内留学をすることを忠相に打ち明ける。その際、漢訳洋書が見られない問題点を指摘し、吉宗に対し挑発的にその問題を指摘した書状を目安箱に投げ込む。
  - この回の冒頭、「目安箱」がどのように扱われていたのか（例えば、吉宗自ら鍵を解錠した）ナレーションにて比較的詳しい説明があり、この説明は史実と一致している。なお、伊織の投書を読んだ吉宗が、中村錦司演じる有馬兵庫頭を呼ぶ場面でナレーションにて、有馬兵庫頭氏倫（有馬氏倫）、御側役（御側御用取次）の筆頭といった説明もある。
  - 伊織が目安箱に投げ込んだ文を直接読んだ吉宗は、激怒しつつも、伊織の主張を一部認め、キリスト教に関係のない漢訳洋書の輸入制限の緩和策をとることになる。
  - 呑舟から、流行性感冒（インフルエンザ）に効く薬として、「コールツバスト（あるいは「キナキナ」）」が挙げられていたが、キナ（quina）を指し、解熱作用に効くキナ樹皮のことである。後にキニーネの原材料としても使われていた。
- 第22話「幻術師」は幻術師の道場に「唯一神霊教」という記述があり、本放送直後に類似名の宗教団体神霊教の抗議によって欠番となった。C.A.Lのサイトでもあらすじが分からない状態であるが、概ね以下のような内容である。なお、この話の中で、幻斉が享保の改革における上米の制が小手先の策だと批判する描写がある。また、子供が生まれないことで悩む雪絵の描写もある（この次の回で懐妊が判明する）。なお、この回では尾張大納言宗春と表現されているが、徳川宗春の官位は、権中納言である。
  - 日野幻斉という祈祷師の祈祷を受ければ、必ず子宝が授かることが町中で話題になっていた。しかし一般の町人は相手にされず、祈祷を受けるには名だたる御屋敷の添え状が必要。源次郎と辰三は、大番組三百俵石川家の御新造様が、憔悴しきった顔で幻斉の道場から出るのを目撃する。その後、その御新造様は先祖代々の墓の前で自殺する。寺からの知らせで源次郎・辰三・伊織が駆けつけるが、御新造様は死亡する。
  - 源次郎はその内容を、忠相や忠高に話す。忠高は源次郎を「おしゃべり同心」と揶揄するが、忠高によれば、幻斉の祈祷により子宝に恵まれた旗本も多いという。しかし、伊織は何かカラクリがあるのではないかと疑問を持つが、伊織はそのカラクリについては説明ができない。このとき、忠相と雪絵の間に子供が生まれないことも話題になり、雪絵はその話を聞いてしまう。
  - 忠相もこれまでの記録を調べ、カラクリを明かした場合、（幻斉の手によって得た）幸せな母子がどうなるか危惧し、悩んだ末、源次郎と辰三に命じて、幻斉の道場を見張らせる。すると、幻斉の道場に尾張家の紋（尾州三つ葵）が入った駕籠が入る。尾張大納言宗春にも子供がいない。幻斉は側室の於京の方に子宝の祈祷（妊娠したように腹に帯を巻く）を施す。幻斉は、宗春に偽者の赤子を与えるつもりなのだ。
  - 幻斉は尾張大納言宗春と面会し、次期将軍になるようそそのかす発言をする。幻斉はその子供を将軍にし、将軍出生の秘密を知る幕府の影の実力者になる野望を持っていた。幻斉のこの企みを本能的に伊織は感づいて、忠相に警告する。
  - 雪絵は、子供が生まれない悩みから、吉本雪絵と旧姓を名乗って幻斉の道場を訪れ、それを伊織と三次に目撃される。雪絵は幻斉と対面するがすぐに返される。幻斉は雪絵の正体を調べるために影の者に追跡させる。
  - 雪絵が帰宅途中に伊織が呼び止める。影の者の追跡に気付いた伊織はそれを追い返す。幻斉の元で働く巫女・綾は、影の者に大岡夫妻の暗殺を指示する。影の者は、大岡夫妻就寝中を狙って暗殺を謀るが、失敗し忠相に殺される。この顛末を源次郎は、忠高・妙夫妻に話してしまう。
  - 忠高は、雪絵を追い詰めたと思い、夫婦で偽名を使って幻斉の道場に乗り込む。羽織の紋が「大岡七宝」であったため、幻斉には大岡忠高夫妻とばれてしまい、忠高夫妻は人質として幻斉の道場に閉じ込められる。幻斉は宗春と対面するため、尾張藩上屋敷に向かう。
  - 幻斉の訪問前に忠相は宗春と対面し、幻斉と縁を切るように説得する。尾張藩上屋敷に幻斉が到着すると、幻斉の前に現れたのは忠相。幻斉は忠相や尾張藩の手の者により殺されるが、忠相には父母が人質になっていることを告げる。
  - 幻斉の屋敷に急ぐ忠相、人質となった忠高夫妻のいる幻斉の道場の下には南蛮火薬が仕掛けられている。三次の手によって忠高夫妻は窮地から逃れられるが、幻斉の屋敷は大爆発となり消滅する。
  - 全面的に解決した団欒のひととき、忠相夫妻は必ず子供を作ると宣言する。
  - （ナレーション：幻斉のからくりを見破った忠相は、子宝だけは神頼み。口では約束したものの、神仏幻術で授かるものならば祈りもしようと言いたかった）
- 第23話「鬼の目に涙」では、第22話「幻術師」で忠相・雪絵の間に子供ができないことが描かれたが、この回で雪絵が懐妊したことが分かる。
- 第27話「小西屋事件」は、大岡政談（講談）で演じられる「小西屋嫁入（小西屋裁き）」を翻案したものである。
  - 「小西屋嫁入（小西屋裁き）」には、三次・以禰・海野呑舟が関わる部分が当然ながら存在しない。
  - 「小西屋嫁入（小西屋裁き）」では、お光に横恋慕した大家が医者の兄を使いお光の縁談先に「娘は頭の病」と告げて破談にし、破談になったお光が怒りのあまり横恋慕した大家を刺殺する。このドラマでは横恋慕した男が偽医者に扮して講談同様に破談させ、お光を襲い、お光は操を守るため偽医者を殺し自首する話になっており、お光の罪状は、講談よりも若干軽いものに改変されている。
  - 劇中、三次がお堀端で石を投げているシーンで、鴨に石をぶつけて殺したとして少年が捕らえられるシーンがあり、大岡政談の「鴨のお裁き」を臭わせている（単独で扱われるのは第6部 第10話「鷹の威を借る悪い奴」である）。
- ポスターの書体が第2部、第12部、第15部のみ横文字である。
- 本放送時の後提供はオープニングと同じような砂紋の背景に「世界に伸びる技術のナショナル」(上段)ナショナルマーク(中段)「松下電器・松下電工」(下段)と表記され、エンドタイトルは同じ背景に「大岡越前　終　TBS」と出ていた。

#### 再放送と欠番（第2部）
- 本放送に用いた素材は、本放送直後に欠番となった第22話「幻術師」のみ残っており、第2部において唯一カットされていない（放送時間は第1部 第3話と同様で約48分）。その他の回は第1部と同様にオープニングとエンディングを短くする加工を行い、放送時間を約47分にカットしている。DVDボックスに収録された素材や時代劇専門チャンネルで使われている再放送素材は、これを用いている。さらに、ナレーションや本編中の差別的表現を削除し、放送時間を約45分程度にカットした再放送素材も存在している。
  - 第5話「生きていた男」、第21話「勇気ある挑戦」、第22話「幻術師」は欠番になり、再放送されていない。2012年にTBSチャンネルでは引き続き欠番扱いとして放送はされなかった。
  - 第5話「生きていた男」は、気のふれた娘が登場し、差別的な表現や事実と異なる表現が含まれているためとみられる。
  - 第21話「勇気ある挑戦」は、第1部 第1話冒頭に繋がる話であり、かつ吉宗の台詞に差別的な表現が多いことが原因とみられる。
  - 第22話「幻術師」は、劇中に幻術師の「唯一神霊教」という看板が登場した。実際に存在する神霊教が本放送直後に抗議したため、欠番となった。なお、2006年11月21日発売のDVDボックスには当初全話収録されていたが、発売直後に神霊教が再度抗議を行った。そのため、現在販売されているDVDボックスでは削除されている。なお、時代劇専門チャンネルでも放送が見送られた。
- 2013年6月29日よりNHK BSプレミアムの名作時代劇第1弾として放送されたが、放送時間が約45分程度の再放送素材が使われた。エンディングの後に出演者の顔写真が紹介されていた。

### 第3部
「大岡越前 第3部」（おおおかえちぜん だい3ぶ）は1972年6月12日から1973年1月15日までナショナル劇場で放送された時代劇。製作はC.A.L。全31話。

#### 概要（第3部）
第2部最終話（第28話）で医学修業のため榊原伊織・千春夫妻が長崎に旅立ってから6年経過し、長男・忠宣も6歳となった。小石川養生所の肝煎・海野呑舟の体調が優れず、長崎から伊織・千春夫妻を呼び戻した。大岡忠相は息子の忠宣の成長とともに、父親としての魅力も増し、家庭人として、庶民のひとりとしての忠相を、“夫婦の愛、親子の愛、友情”などをテーマに描がれている。この部では、爆死した池田良助の息子・池田大助を内与力にした。また、伊織をはじめ、同心・村上源次郎や与力・神山左門らの協力を得て、事件の解決にあたる。

#### レギュラー出演者（第3部）
- 大岡忠相：加藤剛
- 榊原伊織：竹脇無我（第1話 - 第3話、第5話、第7話 - 第9話、第12話、第15話 - 第17話、第20話、第23話、第26話、第28話、第30話 - 第31話）
- 雪絵：宇津宮雅代（第1話 - 第15話、第18話、第20話、第22話 - 第24話、第26話、第29話 - 第31話）
- 千春：土田早苗（第1話 - 第5話、第7話 - 第17話、第19話 - 第21話、第23話 - 第24話、第26話、第28話、第30話 - 第31話）
- 加代：武原英子（第1話、第24話）
- 以禰：望月真理子（第1話 - 第5話、第7話 - 第13話、第15話 - 第17話、第19話、第21話、第26話 - 第28話、第30話 - 第31話）
- 政吉：里見浩太朗（第1話、第24話）
- 猿（ましら）の三次：松山英太郎（第1話 - 第13話、第16話 - 第19話、第21話、第26話 - 第31話）
- すっとびの辰三：高橋元太郎（第1話 - 第15話、第18話 - 第26話、第28話 - 第31話）
- 池田大助：原田大二郎（第1話 - 第5話、第7話、第10話 - 第19話、第21話 - 第23話、第26話 - 第27話、第29話 - 第31話）
- 大岡忠宣：大川辰五郎（第1話、第3話 - 第4話、第6話 - 第8話、第11話〜第15話、第18話 - 第26話、第29話）
- おはな：田坂都（第1話 - 第18話、第20話 - 第22話、第25話、第28話 - 第31話）
- おきん：桜むつ子（第1話 - 第2話、第5話 - 第7話、第11話、第29話）
- 大岡妙：加藤治子（第1話、第3話、第8話第30話 - 第31話）
- い組の伊三郎：中村竹弥（第1話、第23話 - 第24話）
- 徳川吉宗：山口崇（第1話、第3話、第17話、第22話）
- 海野呑舟：志村喬（第1話 - 第2話、第9話、第28話、第30話 - 第31話）
- 村上源次郎：大坂志郎（第1話 - 第13話、第15話 - 第26話、第28話 - 第31話）
- 神山左門：天知茂（第1話、第10話、第27話、第30話 - 第31話）
- 大岡忠高：片岡千惠藏（特別出演）（第1話、第3話、第8話、第18話、第30話 - 第31話）

##### 準レギュラー
- 老中 戸田山城守：神田隆（第11話、第18話、第31話）
- 有馬兵庫頭：中村錦司（第17話）
- 中山出雲守：永井智雄（第24話）

#### スタッフ（第3部）
- 製作総指揮：松下幸之助
- 製作：松下正治、丹羽正治
- 原案：葉村彰子
- 脚本：葉村彰子、加藤泰、津田幸夫、池田一朗、さわさかえ、宮川一郎、大西信行、稲垣俊、飛鳥ひろし、石川孝人
- 音楽：山下毅雄
- ナレーター：芥川隆行
- 題字：朝比奈宗源
- 撮影：萩屋信、平山善樹、脇治吉、柾木兵一、河原崎隆夫、原田裕平、玉木照芳、木村誠司
- 美術：鈴木孝俊、塚本隆治、宇佐美亮、中島哲二、角井博
- 録音：渡部芳丈、草川石文、小野岡道秀
- 照明：井上義一、佐々木政一、真城喩、伊勢晴夫、林春海、藤井光春、椹木儀一
- 編集：河合勝巳
- 助監督：居川靖彦、髙倉祐二、上杉尚棋、渡辺譲、古市真也、内沢豊、曽根勇
- 邦楽監修：中本敏生
- 擬斗：近江雄二郎、土井淳之祐、谷明憲
- 衣裳：上野徳三郎
- 美粧・結髪：東和美粧
- 装置：青木茂雄、曽根美装
- 装飾：関西美工、川本宗春
- スプリクター：竹田宏子、小池光子、石田芳子、浅野秀子、川島庸子、土橋喜久子、野口多喜子、平井宇津江
- 制作進行：上田耕太郎、今井正夫、持田久仁、山田勝、河野荘一、藤野清、北村良一
- 演技事務：松岡茂、上ノ山敏
- 衣裳制作：東京衣裳
- 現像：東洋現像所
- 協力：俳優座
- 制作協力：東映
- プロデューサー：逸見稔、西村俊一、郡進剛
- 特技：宍戸大全
- 監督：内出好吉、小野登、鎌田房夫、山内鉄也、松尾正武

#### 解説（第3部）
- この部以降は「ナショナル劇場」の枠内作品となる。
- この部は、第2部最終話から6年経過した設定となり、この部のみ忠相の息子忠宜が登場する。
- また、第2部最終話で医学の修業のため長崎に旅立った榊原伊織・千春夫妻が、第1話で江戸に戻ってくる。
- 独り身になった村上源次郎は、家事手伝いのため、おきんを雇っている。
- この部から、役宅に奉公するおはなが登場する。図らずも、第2話「江戸わずらい」では、江戸わずらい（脚気）の解決のヒントを与えることになる。
- この部でも、第1部〜第2部で、大岡忠相が実際に施策が扱われるが、既にドラマ化済みのものを除いて扱っているため、後述するが旧悪の設定などに留まっている。
- 大岡忠相や大岡政談を扱った他の時代劇などには登場する「池田大助」が登場する唯一の部である。なお、「池田大助」は、上方落語「佐々木政談（佐々木裁き）」（江戸時代末期、旗本家来から町奉行・外国奉行に大出世した佐々木顕発をモデルにした落語）を江戸の古典落語に翻案し、登場する奉行を大岡忠相に替え、後に3代目三遊亭金馬が「池田大助」と改題し、野村胡堂の時代小説などでも使われ、一般に定着したものである。
  - ただし、落語「池田大助」は、作中では頓知頓才の子供で、忠相が近習に取り立てた際の名前を題とした噺だが、このドラマの池田大助は、第1話で爆死した池田良助の息子という設定である。
- 猿の三次は、第2部の小間物屋から料理屋に商売を変えている。料理屋の暖簾には「めし」と大きく書かれ、端に「三次」と書かれた将棋の駒が描かれており、後に定着する「たぬき」ではない。
- 第1話の殺陣のシーンで、越前が頭突きを披露している。
- 第2話「江戸わずらい」は、タイトルの通り「脚気」がテーマである。上述で触れたが、おはなが養生所で飼っていたニワトリに、精をつけて良い卵を生んでもらおうと白米だけを与えたことにより、ニワトリも脚気と同じ症状になったことから、玄米にあって白米にない「ヌカ」という解決策が見つかる。
  - エンディングナレーションにて、「脚気」の解決はオランダの医師アイクマン（クリスティアーン・エイクマン）の研究によるものと紹介がある。
  - エイクマンが脚気の原因を発見した経緯は、インドネシアに赴いた際、ニワトリに与える米を変えてみて、精米した白米を与えたニワトリに脚気の症状が現れたことから、玄米に含まれる特定の成分が精米には含まれていないことを断定し、ビタミンBの発見への道標を作った。したがって、この回はエイクマンのエピソードを元に作られている。
  - 脚気の原因はチアミンの摂取不足であり、1910年に鈴木梅太郎は米ヌカからチアミンの抽出に成功している。
  - この回では、初期の「大岡越前」では少ない（が、後の「大岡越前」や他の娯楽時代劇ではよく見られる）「○○屋も悪よのぅ」「いえいえ＊＊様にはかないませんよ」というやりとりが見られる。
- 第3話「天下の果し合い」は、忠相とともに白装束を着けて尾張藩上屋敷に乗り込む南町奉行の結束の固さや吉宗と尾張大納言宗春との刀ではなく腕による「果たし合い」、忠高の身分に分け隔てなく接するさまが描写がされた。
  - 本作の脚本は池田一朗（小説家としては隆慶一郎と名乗った）が担当しており、彼の作品における人物描写でも、とりわけ「男の生きざま」「義理人情」「男の友情」を描いた作品には秀作が多い。
  - 水戸黄門で使用されているものに酷似した三つ葉葵（尾州三つ葵）の印籠[1]を、尾張大納言宗春が腰につけている場面が出てくる（第2部第22話「幻術師」にも、尾州三つ葵が描かれた駕籠が登場する）。
  - 物語の冒頭に出てくる落書は、「公方さまは乞食に似たり、尾張は天下に似たり」と書かれている。実際に尾張大納言宗春の政策により名古屋の町が活気を得て繁栄していたころ、江戸市中でも「天下、町人に似たり。尾州、公方に似たり。水戸、武士に似たり。紀州、乞食に似たり」という落書があった。
  - 第2部第22話「幻術師」と同様に、徳川宗春の官位が「大納言」と表現されているが、正しくは権中納言である。没後75年にして「権大納言」を贈位された。
- 第5話「無情の捕縄」では、困窮した母子の境遇と辰三の過去を重ね、辰三が苦悩する。この回において、辰三が村上源次郎配下になった経緯が分かる（辰三は、父親に死なれ、病気の母を抱え困窮し他人の懐を狙ったところを村上源次郎に阻まれた）。
- 第6話「狐火の五千両」は、第14部第11話でそのままリメイクされ、第7部第20話「辞世に託した三千両」でも設定を若干変更して翻案されている。なお、狐火の五郎蔵に忠相が処刑時に臆病者として振る舞って欲しいと頼む部分は、アメリカで1938年にギャング映画として公開された「汚れた顔の天使」（原題：Angels with Dirty Faces(英語版)）の結末と類似している。
- 第10話「江戸のごみ」では、潜入捜査中の神山左門が池田大助をかばうために、大助を殴りつける。左門の真意が分からない大助を諭すように、村上源次郎が神山左門を「かみそり左門」と呼ばれるようになった経緯を語る。
- 第14話「忠相旅日記」において、忠相が地方御用掛に命じられ、武蔵野新田の支配について言及がなされている。史実でも、享保7年（1722年）に大岡忠相は、地方御用掛を拝命して農政にも携わり、役人集団を率いて武蔵野新田や上総国新田の支配、小田原藩領の酒匂川普請などに携わっている。
- 第15話「天狗の眠り」の劇中にて、喘息の治療に用いられていた「曼陀羅華（まんだらげ）」「キチガイナスビ」と称されるチョウセンアサガオを麻酔薬（麻沸薬）に使用する話が登場する。エンディング前のナレーションにて、本種を精製して世界初の全身麻酔手術に成功した江戸時代の医学者・華岡青洲も紹介されている。
  - なお、第10部第18話「志保が試した麻酔薬」で、アヘンを麻酔薬にするエピソードがある。
- 第16話より、朝比奈宗源による題字が変更となる。
  - それ以前のタイトルの「越」には、点が多いという視聴者の指摘があり修正している。
  - 後述するが、第4部以降、さらにタイトル文字が書き直されるため、題字としては使用期間が短く、第5部以降のCMに入る前のアイキャッチに使用されることになる。
- 第20話「ゆすり」において、忠相は15年前の貨幣偽造の罪を自首した男を時効にする判例を作り、10年以上の罪については今でいう公訴時効とした。徳川吉宗の時代に大岡忠相も編纂に参加した公事方御定書が成立し、「旧悪」という時効制度ができる（ただし、時効は12か月である）。また、このエピソードでは伊織が刑死者の腑分けを提案しており、エンディング前のナレーションにて、忠相の死（宝暦元年）から3年後の宝暦4年（1754年）に日本で初めて刑死者の解剖を行った山脇東洋らが紹介されている（加えてその20年後に「ターヘル・アナトミア」を翻訳した「解体新書」が杉田玄白や前野良沢らの手によって刊行されたことも紹介される）。なお、第1部の解説でも書いたが、第14話やこのエピソードを担当している脚本の稲垣俊は、「大岡越前」第1部から第4部にかけて、実際に大岡忠相の関わった施策を扱った回を多く担当した。
  - 伊織は、藤岡重慶が演じる蝮の吉五郎を腑分けのターゲットにしており、慈悲のある軽い量刑の裁きの後も口惜しむ。その際、忠相は伊織に「腑分け」についても御上に申し入れていたことを打ち明ける。御上の沙汰は「時機を待て」であり、小石川養生所の医師が腑分けを行うと迷信深い町人達に誤解を招くから、と説明されている。伊織は「お主（忠相）のような友達を持ったおかげで、日本で初めて腑分けをした男にはなれんらしい」「俺は生まれ変わってでもやる。いや俺が生まれ変わらんでも誰かが必ずやる。医を極める学問とはそういうものだ」と語る。
  - 上述の通り、この回で伊織が提案した腑分けは、史実通り宝暦年間に山脇東洋らによって行われたことが紹介されるが、後の部（第6部第24話「死体が歩いた長屋露地」）にて、伊織と親しい医師・新三郎（おらんだ新三）が腑分けを行うエピソードがある。
- 第21話「人情大工裁き」は、古典落語（与太郎噺）「大工調べ」の翻案である。ただし、家主（大家）が質の鑑札無しで、久造の大工道具を質草に取ったことを咎める大岡裁きについては、この時代「質屋」なる金融業を開く場合には、盗品の取引を防ぐため、鑑札（株）が必須だが、この場合は大家が質屋を開いたわけではなく、債権（この場合はたまった長屋の店賃）の権利を行使しただけであるため、質の鑑札は不要と考える落語家もいる[要出典]。なお、この回を担当した脚本の大西信行は、寄席研究家正岡容の門下であり、落語などの寄席芸能の造詣が深い。
- 第22話「血ぬられた密書」は、吉宗がにわかに病気となったとき、後に9代将軍となる徳川家重派と後に御三卿田安家初代当主となる次弟の宗武派による吉宗の後継争いを描いたもので、家重派として大岡忠光が登場する。のちに忠光は家重の側用人となる。ドラマでは、忠光が忠相を「叔父上」と呼んでいるが、実際は、叔父・甥の関係ではない。ただし、ともに大岡忠世の子孫に当たる関係であり、個人的にも親交があったとされる。
  - 劇中、切腹となった家重派の側近は田沼祐一郎とナレーションで紹介されるが、史実には存在しない。なお、吉宗や家重の近習として、田沼意次の父田沼意行が仕えていることを念頭に置いたものと考えられる。
- 第30話〜第31話「享保太平記」は、大岡政談の中で、大岡忠相が唯一町奉行時代に裁いたとされる白子屋事件や、忠相の実母（このドラマでは妙）が遠州掛川藩主北条出羽守の孫娘という設定を織り交ぜ、エンディングナレーションでは後に忠相が寺社奉行に出世することを言及していることから、初期「大岡越前」最終話とも言える大作となっている。
  - 大岡忠高の妻・忠相の実母は、遠州掛川藩主出羽守北条氏重の「娘」で、氏重の5人の子が全て女子で、死後は嗣子なく改易となった。
  - 第30話では、潜伏探索中の三次が火付盗賊改方に捕らえられ、拷問にかけられるが、与力・神山左門の指摘である「火付盗賊改方は拷問する際に老中の裁可が必要」なのは史実通りである。
- 与力の神山左門、鳶の伊三郎と政吉夫婦、以禰が出演する最後の部である。（但し伊三郎のみ最終回スペシャルでは伊吹吾郎で復活している）
- この第3部より、第1話のタイトルがないまま本編に入る形になる。この流れは、1973年9月24日放送の「江戸を斬る―梓右近隠密帳―」、1974年4月1日放送の「水戸黄門第5部」へと継承されていく。
- 本放送時の後提供とエンドタイトルは前部と同じだが、テーマ音楽のアレンジBGMが付きエンドタイトルから「TBS」のマークが省かれた。

#### 再放送と欠番（第3部）
- 第15話までは、第1部〜第2部と同様にオープニングとエンディングを短くする加工を行い、放送時間を約47分にカットしている。DVDボックスに収録された素材や時代劇専門チャンネルで使われている再放送素材は、これを用いている。
  - さらに、ナレーションや本編中の差別的表現を削除し、放送時間を約45分程度にカットした再放送素材も存在している。
  - 2013年にTBSチャンネルで放送されたものと、2013年〜2014年に時代劇専門チャンネルで放送されたものでは、使用されている放送素材が違う。前者において顕著なのは、第16話のエンディング短縮、第17話のエンディングナレーションカットだが、そのいずれもが、2014年時代劇専門チャンネル再放送においては、第16話では十手の写真を挟んでからエンディングに入り、第17話ではこれに加えて、ナレーションもカットされずに放送されている。なお、TBSチャンネル放送時の素材は約46分であるのに対し、時代劇専門チャンネル放送時の素材は約47分と、そもそも素材自体が1分長いものを使用している。
- 1972年10月6日（第16話）放送分より、『JNNフラッシュニュース』の枠拡大で20:00 - 20:55に変更となり、本放送が短くなった。第16話以降は、再放送素材も、本放送と同じオープニング・エンディングになった。それゆえ、脇役・裏方も含めた詳細な配役名が見られるようになっている（DVDボックスに収録された素材や時代劇専門チャンネルで使われている再放送素材も同様）。
- 第3話「天下の果し合い」、第12話「誘拐」は再放送から外されることがある。2007年11月24日に発売されたDVDボックスには全話が収録されている。
  - 第3話「天下の果し合い」では冒頭に江戸市中の落書の中に「乞食」という表現があること、また中途で差別用語『つんぼ桟敷』が出てくることが、見送りの要因となっているとみられる。
  - 第12話「誘拐」は放送禁止用語の使用や、女児を誘拐した後で目潰しを行い、盲妹にして外国に売り飛ばすという非人道的な表現が見送りの要因とみられる。

### 第4部
「大岡越前 第4部」（おおおかえちぜん だい4ぶ）は1974年10月7日から1975年3月24日までナショナル劇場で放送された時代劇。製作はC.A.L。全25話。

#### 概要（第4部）
大岡忠相は人情深い奉行として慕われており、大罪を犯した男の息子、相良俊輔の身柄を引き受け、優秀な頭脳を見込んで内与力として登用することにした。村上源次郎には再婚話が出て、後添えをもらった。猿の三次は船宿を始めることになり、南町奉行所の仲間たちの憩いの場のような存在になる。そして、三次がかつて世話になったお葉という女盗賊も改心して仲間に加わる。冤罪問題、罪を犯す者の弱さなど、裁くことの難しさを感じる忠相は、江戸の町が真の意味で平和になることを願い職務に勤める。この部では、相良俊輔と綾との淡いロマンスが描かれ、また物価高に対応する忠相の姿も描かれているのが特徴である。

#### レギュラー出演者（第4部）
- 大岡越前：加藤剛
- 榊原伊織：竹脇無我（第20話）
- 徳川吉宗：山口崇（第1話、第4話、第8話、第12話、第17話、第19話〜第20話、第25話）
- 雪絵：宇津宮雅代（第1話〜第8話、第10話、第12話〜第13話、第14話、第16話、第18話〜第25話）
- 猿（ましら）の三次：松山英太郎（第1話〜第8話、第10話、第12話〜第15話、第18話、第20話、第22話〜第25話）
- 千春：土田早苗（第4話、第6話、第18話、第20話）
- 美乃：本山可久子（第3話 - 第4話、第6話、第12話、第14話 - 第16話、第18話、第20話、第22話、第25話）※初登場際の姓は藤枝、第4話以降「村上」姓
- 綾：吉沢京子（第3話 - 第4話、第6話、第12話、第14話 - 第20話、第22話、第25話）※初登場際の姓は藤枝、第4話以降「村上」姓
- すっとびの辰三：高橋元太郎
- 相良俊輔：三浦友和
- 文吉：三ツ木清隆（第7話 - 第9話、第11話、第14話 - 第16話、第18話 - 第19話、第21話、第23話 - 第25話）
- お葉の妹 お千代：沢田亜矢子（第2話 - 第3話、第5話、第7話 - 第9話、第11話、第14話 - 第17話、第19話 - 第25話）
- おはな：結城しのぶ（第1話 - 第2話、第6話、第8話 - 第25話）
- お葉：江波杏子（第5話 - 第6話、第10話、第24話）
- 北町同心・戸賀崎新兵衛：佐藤允（第2話、第6話）
- 伊東洪庵：高松英郎（第11話、第21話）
- 大岡妙：加藤治子（第1話、第3話 - 第4話、第8話、第14話、第19話 - 第20話、第22話、第25話）
- 海野呑舟：志村喬（第2話 - 第3話、第5話、第7話、第9話、第11話、第19話 - 第20話、第24話）
- 村上源次郎：大坂志郎
- 大岡忠高：片岡千惠藏（特別出演）（第1話、第3話 - 第4話、第8話、第13話 - 第14話、第18話 - 第20話、第22話、第25話）

#### 準レギュラー
- 中山出雲守 : 永井智雄（第2話）
- 有馬兵庫頭 : 中村錦司（第1話、第17話、第19話 - 第20話）

#### スタッフ（第4部）
- 製作総指揮：松下幸之助
- 製作：松下正治、丹羽正治
- 原案：葉村彰子
- 脚本：植木昌一郎、加藤泰、津田幸夫、さわさかえ、宮川一郎、安藤日出男、大西信行、稲垣俊、木下亮
- 音楽：山下毅雄
- 題字：朝比奈宗源
- ナレーター：芥川隆行
- 撮影：萩屋信、河原崎隆夫、脇治吉、並河孝治
- 美術：鈴木孝俊
- 録音：渡部芳丈、西川潔、面屋竜憲、神戸孝憲、加藤正行
- 照明：井上義一、真城喩、伊勢晴夫、岩見秀夫、井口雅雄
- 編集：河合勝巳
- チーフ助監督：居川靖彦、矢田清巳、髙倉祐二、渡辺譲
- 擬斗：菅原俊夫
- 邦楽監修：中本敏生
- 衣裳：東京衣裳
- 美粧・結髪：東和美粧
- 装置：青木茂雄、野瀬善和
- 装飾：関西美工
- 記録：川島庸子、木下洋子、大原より子、石田照
- 演技事務：本多和雄
- 制作進行：杉浦満洲男、山田勝、持田久仁、上田耕太郎
- 現像：東洋現像所
- 協力：俳優座
- 制作協力：東映
- プロデューサー：逸見稔、西村俊一、郡進剛
- 特技：宍戸大全
- 監督：内出好吉、倉田準二、山内鉄也、松尾正武

#### 解説（第4部）

「大岡七宝」第4部のオープニングなどで使われた、大岡忠相が用いた図案の家紋

- 榊原伊織を演じる竹脇無我は、第4部と同時期に放映された日本テレビ製作の「鞍馬天狗」の主演とスケジュールが重なったため、伊織は長崎へ留学中という設定となり、第20話のみ登場した。
- 土田早苗演じる伊織の妻・千春と、志村喬演じる小石川養生所の肝煎・海野呑舟が出演する最後の部となる。
- （役名表示される）与力がレギュラー出演する部としては最後となる（それ以降の部では準レギュラー）。
- この部のみ、オープニングやエンディングの背景やCMに入る前のアイキャッチが、大岡忠相が用いた家紋「大岡七宝」をデザインしたものに変更されている（その他の部は、オープニングやエンディングの背景はお白州の砂をイメージした砂模様、アイキャッチは第1部第1話〜第7話のオープニングにて使われた十手が使われている）。オープニングタイトルは家紋を中心に据えたものを使用し、配役や脚本、監督の紹介の間は、「水戸黄門」の木彫りの三つ葉葵を連想させるような、家紋の位置をずらしたものが数カット使用されている。
  - オープニングやエンディングで使われる文字が、第1部〜第3部までは手書きの筆文字であったが、第4部から写真植字に近い筆文字の書体に変わった。
- 朝比奈宗源による題字がこの部でも書き直され、その後の各部やNHKのリメイク版でも使用されるように定着することになる。
  - さかのぼって第1部〜第3部のDVDボックスのパッケージやDVD盤面のロゴ、メニューなどでも利用されている。
- この部以降、オープニングの配役名のうち大岡忠相が「大岡越前」に変更される（第3部までは「大岡忠相」と記載されている）。
- この部では、三次は船宿を開いているが、船宿の名前は「喜楽」であり、後に定着する「たぬき」とはまだ命名はされていない。
- この部では、南町奉行所の白州に掲げられている額の文字が「天地有情」の4文字に変わる（第3部までは「恬無者」3文字、恬憺虚無あるいは恬惔無為の意であるかの額がかかげられていた）。「有情（うじょう）」は、仏教用語の「人間や動物など心・感情・意識をもつもの」を指し、「この世は生命のいとなみで満ちている」といった意味である。
- 第1部〜第3部では、大岡政談の各エピソードを単独の回で使用することは少なかったが、この部以降、単独回にするケースが増える。
  - 史実のフィクション化が、第19話〜第20話「天下を盗る（前編・後編）」（株仲間の成立）をもって終了する。
- 第1話は、室鳩巣の門下にあった相良俊輔が内与力の見習いになる経緯が描かれる。父親の相良小左衛門は、吉宗の江戸の町のお忍びの徘徊の際に命を狙ったが、最後は捨て身で吉宗と忠相の命を救った。
  - なお、冒頭、吉宗のお忍びの徘徊の際に、辰三が吉宗と気付いていないが、第1部〜第3部で既に顔を知っている描写があることから不整合となる。また、雪絵と大奥の滝川とも第1部第23話「忠相の結婚」で面識があるはずだが、面識のない描写となっている。これらは一例ではあるが、第4部以降は、第1部〜第3部の初期の「大岡越前」の設定との不整合が目立つようになる。
  - 俊輔と村上源次郎は、第3部の池田大助の場合と同様、若い上役と年長の下役という関係から、「村上さん」「相良様」と呼び合い、互いに敬語を使っている。自信喪失した俊輔に源次郎が平手打ちを食わせる場面も描かれた。
  - この回に登場した早瀬主水は、自己紹介において「松平長八郎の使いの者」と称している（松平長八郎は文久年間に実在する人物だが、松平長七郎の風説やそれをモデルにした村上元三の小説等が元になって大衆演劇でも使われている）。
- この部のみ、村上源次郎が男やもめから美乃と再婚に至るが、第5部以降は美乃と再婚した設定が抹消される。
  - 再婚に至る過程は第3話〜第4話で描かれるが、この部の第1話から再婚に至るまで、源次郎は無精髭を生やし、衣服がボロボロになるまで使っている描写がなされ、再婚の伏線となっている。
  - 第4話では、美乃の娘・綾が再婚話に抵抗する描写がなされるが、同様の境遇にあった娘おいとの話（おいとが14歳のころ、母・おときがヨイトマケの仕事で知り合った小頭と再婚する話があったことに反対し、後悔した旨）を聞いて、再婚を認めることになる。
  - 祝言では、当初、伊織・千春夫婦は来ない予定であったが、伊織が路銀を工面して長崎から千春のみ戻ってくる。
  - 再婚するまで、辰三は村上源次郎宅で食事をとっていたが、源次郎の再婚後は遠慮する描写がある。
- 第5話「艶ぼくろの女」で、盗賊の仲間で、かつて盗賊時代の三次を助けたことがある、お葉が密偵に加わることになり、通常時は「喜楽」で働いている。
  - お葉を演じる江波杏子が当時映画の「女賭博師」の「昇り竜のお銀」で人気を博していた時期の放映であり、第10話「大江戸無法地帯」では、女賭博師に扮し、忠相の潜入捜査に加担している。
  - 後述するが、第24話にてお葉は忠相をかばい死亡する。
- 第6話以降、この部の特徴の1つである物価高対策について言及されるようになる。なお、享保の改革において、当初はデフレ政策をとったため米価が下がり、財政に困窮する武士および農民（この描写は第1部〜第3部に描かれている）を救済しようと試みた。この部では物価高対策を扱っている。この対策に向けて実現に奔走する姿を描く。この部では、登場人物に室鳩巣（享保19年没）や荻生徂徠（享保13年没）が登場するが、時系列的には整合が取れている。
  - なお、本放送放映前年に発生した1973年の第1次オイルショック（石油危機）による物価高（狂乱物価）や、石油のなどの浪費の忌避といった放映当時の世相を反映しながら、物価高対策を描いていると考えた方が良い。
  - 第17話のエンディングナレーションでは、劇中の物価高を「狂乱物価」と表現している。「狂乱物価」は本放送放映当時、福田赳夫大蔵大臣の作った造語。
  - 第17話「友情」において、吉宗が荻生徂徠を柳沢吉保の側近であったとして毛嫌いする発言があるが、実際の吉宗は、荻生徂徠を信任し、諮問させている。
- 第9話「母子しぐれ」では、当時存在しなかった「佃の人足寄場送り」などの台詞が登場する。また、第12話「暗闇八百八町」でも「佐渡送り、水替人足を申し付ける」という台詞が出ているが、この制度を発案したのは石谷清昌（勘定奉行）によるもので、忠相死後の1778年に始まっているため、これも忠相の在任時は存在しない。
- 第14話「巷談 縛られ地蔵」は、講談「大岡政談」に存在したもので、元は北宋の判官包拯の故事（「包公案」）からできたものである。この「大岡越前」では、あまり扱われなかった題材でもある（リメイクは第9部第14話「縛られたお地蔵様」のみ）。
  - この回のラストに、地蔵に最初に縄をかけた辰三が願をかけるが、それが成就するのは第9部である。また、第9部のリメイクでも最初に地蔵に縄をかけたのは辰三であり、別の願をかける。
- 第17話、第19話〜第20話の脚本を担当した稲垣俊は、その後は、第7部第9話「天下一品意地くらべ」まで脚本を担当しない。同氏は第1部では最も多く脚本（連名の第1話を含めれば10話）を手がけ、また、伊織が強く関与する話や友情を描いた作品を比較的多く担当しており、第20話ではこの部で唯一伊織が登場することからも、初期の「大岡越前」の骨格作りを担当したキーマンとも言える。以降、「大岡越前」は、同心たちの家族を描いたファミリードラマ化が進み、大岡政談の再度の翻案・過去作の使い回しが増えていくことになる。
  - 第17話はじめに、村上源次郎が剥がそうとした落書は、「わるくもなし　沙汰ほどにないもの　飛騨がからくりと　大岡越前守」であり、当時江戸市中で実際に書かれた狂歌である。
  - 第17話にて、この物語の冒頭の山田奉行になる前の（20年前の）忠相の友人（車屋藤兵衛）が登場し、抜本的な物価高対策の話となる第19話〜第20話の伏線となっている。
  - 第17話にて、荻生徂徠に紹介された車屋藤兵衛は、忠相と20年ぶりに再会した「かわぞえたくま」であることが分かる。同じ道場で剣術修業に励み、町内のごろつきと喧嘩した仲で、忠相とともに小十人組を務めていた（史実でも大岡忠相は小十人組頭を経験している）。
  - 第19話〜第20話「天下を盗る」で、忠相と車屋藤兵衛が物価高対策として提案したものは、劇中の台詞と史実の整合性が取れるものがあり、享保8年（1723年）10月、忠相らが作成した七か条からなる「物価引き下げに関する意見書」と合致する。当時としては流通革命ともいうべきもので、忠相らは、幕府主導で商業の統制を図るため商人を組織化した方が望ましいとして、生活必需品を扱う商人は幕府に冥加金を収めさせ、問屋・仲買・小売まで「仲間」を作り販売権の独占などの特権を認めるが、相場書を提出させ、相場が高くなった場合は仲間で吟味して高くなった理由を提出させる。このような政策をとれば、物価を統制することができると考えた。忠相は、享保9年（1924年）、生活必需品を取り扱う問屋を集め、問屋・仲買・小売りという流通機構の根幹を確立させようとした。結果として、忠相の意見は全面的に受け入れられ、享保9年（1924年）に「物価引き下げ令」として発布された。忠相の意見書で提案のあった仲間は後に発展して株仲間となる。享保の改革で忠相が実際に物価高対策として提案し採用されたものである。第1部の解説に書いたとおり、脚本担当の稲垣俊らしく、第1〜3部の傾向と同様、史実をうまくフィクションに落とし込んだストーリーを作り上げている。
  - 第20話「天下を盗る―後編―」が、土田早苗演じる千春が登場する最後の回となる（第5部以降病死した設定となるため）。
- 第23話「持った病の人助け」は、大岡政談（落語）の1つ「五貫裁き」を翻案している（毎日一文ずつ返す設定などは落語と同じ）。
- 第24話「姿なき怪盗」で、江波杏子演じるお葉は、背後から斬られそうになった忠相を身を挺してかばい斬られた。養生所に運ばれ海野呑舟の手当を受けるが、手当の甲斐なく絶命することになる。
  - お葉は、お葉の実妹で養生所手伝いのお千代と文吉の祝言を見ないまま帰らぬ人となる。
  - 第1部から小石川養生所の肝煎だった海野呑舟を演じた志村喬も、忠相の身代わりとなって斬られたお葉を治療するシーンが最後の出演となった。
- のちに切られ役として有名になった福本清三がオープニングには紹介がなく第1話、第6話などに出演し、第12話「暗闇八百八町」では配役名がない形で紹介されている。
- 汐路章、川谷拓三は、第10話のオープニングで、配役名がない形で紹介されている。
- 関西地区に於けるテレビネットワーク腸捻転の解消に伴い、朝日放送で放送された最後の部である。次の第5部より毎日放送に移行する。
- この第4部からポスターの「放送開始」の書体が太くなった。

#### 再放送と欠番（第4部）
- 第13話「除夜の鐘」は2004年のCS放送・TBSチャンネルでの放映までしばらく再放送されず、2014年の時代劇専門チャンネルでは放送されているが、地上波では2020年現在も再放送されていない。なお、2014年の時代劇専門チャンネルの放映時には、通常の再放送欠番回と同様に「現代においては不適切な表現がある」との注釈があり、按摩や妾という単語を差別ととらえる人への配慮とみられる。
- 第4部のDVDボックスは、ナレーションのカット・差別表現部分の加工処理がされており、現存する完全な素材を用いていない。
- 2014年2月から時代劇専門チャンネルで放送されている素材は、DVDボックスで使用された素材ではなく、ナレーションや差別表現などのカットのないものである。

### 第5部
「大岡越前 第5部」（おおおかえちぜん だい5ぶ）は1978年2月6日から1978年7月31日までナショナル劇場で放送された時代劇。製作はC.A.L。全26話。

#### 概要（第5部）
大岡忠相は鋭い観察力で悪人達からは恐れられ、また町民たちからは人情深い奉行として慕われている。忠相の親友・榊原伊織は、長崎で妻・千春を亡くすが、医学の知識を深め江戸へ帰ってきた。村上源次郎はじめ、若手同心の風間駿介、すっとびの辰三など真面目で明るい仲間たちと力を合わせて難しい事件を次々解決していく。この部では、若手同心の成長を描いており、また、忠相の態度も人情味ある裁きが増えていく。

#### レギュラー出演者（第5部）
- 大岡越前：加藤剛
- 榊原伊織：竹脇無我（第1話 - 第2話、第5話、第8話、第10話、第14話、第19話、第26話）
- 雪絵：宇津宮雅代（第1話 - 第4話、第6話、第9話、第11話 - 第13話、第15話 - 第26話）
- 風間駿介：和田浩治（第1話 - 第10話、第12話 - 第26話）
- 猿（ましら）の三次：松山省二（第1話 - 第11話、第13話 - 第16話、第18話 - 第22話、第24話 - 第26話）
- すっとびの辰三：高橋元太郎
- 高坂千絵：山口いづみ（第1話 - 第3話、第5話、第7話、第10話 - 第11話、第14話 - 第15話、第19話、第21話、第26話）
- お花：遠藤真理子（第1話 - 第6話、第12話 - 第13話、第15話、第17話 - 第18話、第20話 - 第26話）
- おとき：榊千代恵（第1話 - 第10話、第13話、第16話、第18話 - 第21話、第24話、第26話）
- 工藤新吾：藤間文彦（第1話 - 第3話、第5話 - 第8話、第10話 - 第11話、第13話 - 第15話、第18話 - 第19話、第26話）
- 与力：疋田泰盛
- 同心：木谷邦臣、森源太郎、山田良樹
- 徳川吉宗：山口崇（第1話、第9話、第14話、第26話)
- 大岡妙：加藤治子（第1話、第4話、第14話 - 15話、第19話、第23話、第26話）
- 村上源次郎：大坂志郎（第1話 - 第4話、第6話 - 第9話、第11話 - 第12話、第16話 - 第20話、第22話 - 第23話、第25話 - 第26話）
- 大岡忠高：片岡千惠藏（特別出演）（第1話、第4話、第9話、第11話、第14話 - 第15話、第19話 - 第23話、第26話）

#### 準レギュラー
- 中山出雲守：永井智雄（第12話）
- 安藤対馬守：幸田宗丸（第3話、第12話）
- 有馬兵庫頭：志摩靖彦（第1話）、有馬昌彦（第9話、第26話）

#### スタッフ
- 製作総指揮：松下幸之助
- 製作代表：松下正治、丹羽正治
- 製作：山下俊彦、神前善一
- 原案：葉村彰子
- 脚本：植木昌一郎、加藤泰、津田幸於、廣澤榮、大西信行、山内鉄也
- 音楽：山下毅雄
- 題字：朝比奈宗源
- ナレーター：芥川隆行
- 撮影：萩屋信、原田裕平、脇武夫、山岸長樹
- 美術：鈴木孝俊、高見哲也
- 録音：面屋竜憲、渡部芳丈、神戸孝憲、加藤正行
- 照明：金子凱美、伊勢晴夫、真城喩、大谷康郎、北口光三郎
- 編集：河合勝巳
- チーフ助監督：矢田清巳、髙倉祐二、金鐘守
- 擬斗：菅原俊夫（東映剣会）
- 邦楽監修：中本敏生
- 衣裳：佐々木常久、植田光三、東京衣裳
- 美粧・結髪：東和美粧
- 装置：青木茂雄、野瀬善和
- 装飾：関西美工
- 記録：石田照、森村幸子、藤原凪子、満尾敦子、川島庸子、梅津泰子、佐久間良子
- 演技事務：山下義明
- 進行主任：山田勝、杉浦満洲男
- 現像：東洋現像所
- 協力：俳優座、京都大覚寺
- 制作協力：東映
- プロデューサー：逸見稔、西村俊一、郡進剛
- 特技：宍戸大全
- 監督：内出好吉、倉田準二、山内鉄也、松尾正武

#### 解説（第5部）
- この部は、第1部で稲垣俊に次いで2番目に多く脚本（9話）を担当した津田幸於（津田幸夫）が比較的多く担当しており、初期に近い描写がある。
- オープニング/エンディングの背景は、第1〜3部を踏襲したものに戻るが、第1〜3部までは白州をイメージした砂の模様が渦状で青と緑色で構成されていたが、第5部では砂の模様が直線状や弧状になり、青地だけになっている。
  - 番組冒頭に流れるオープニングジングルが、CM挿入前のアイキャッチで流れるジングル（オープニングよりも短め）が使われている回がある。
- 第4部から変わった朝比奈宗源による題字が継続して使用されている。CM挿入前のアイキャッチは、第3部までのアイキャッチの十手をかたどったデザインで、文字の部分のみ変更があり、第3部後半に修正された「大岡越前」の題字が使用されている。
- オープニングの配役紹介の順番に一部変更があり、竹脇無我の出演時は、大坂志郎の後に紹介されるようになった。ただし、片岡千恵蔵が出演の場合は、従来通りである。
- 南町奉行所の白州に掲げられている額の文字が「守道有天知」に変わる。書き下すと「道を守れば天の知る有り」であり、意味は「人としての道さえ守れば、天が知ることになる（から、幸福が訪れるだろう）」である。
- 第4部を20話を除き休演した榊原伊織が復帰し、海野呑舟（志村喬）は第4部第24話以降登場しないため小石川養生所の所長になった。また伊織の妻・千春も長崎留学中に病死（享年28）した設定となり、第2話にて伊織が墓前に参る場面が描かれる。
- この部から和田浩治演じる同心・風間駿介が登場した（第9部まで出演）。好評につき風間を主役としたスピンオフ作品「疾風同心」「八丁堀暴れ軍団」も制作された（放送は東京12チャンネル）。
  - 村上源次郎に代わり風間駿介が定廻り同心となり、村上源次郎は、忠相の側で主に奉行所内で働く臨時廻り同心となる。第1話では定廻り同心だったころを懐かしむ源次郎に対し、忠相が「南（町奉行所）の生き字引」「源さんに臨時廻りを勤めてもらったのは、いつも私の側にいて欲しいからだ」と語っている。
  - 村上源次郎配下だった辰三は、風間駿介の側につくことが増える。
  - ただし、村上源次郎は、第2話以降も定廻り同心に近い役割を演じており、この部ではまだ過渡期とも言える。
- 第4部で後添えをもらった村上源次郎の設定は、この部以降継承されない。
- 奉公人のおはな役が遠藤真理子に変わり第10部に至る（ただし、第5〜6部の表記は「お花」）。このころから、辰三との距離が縮まり始める。
- 猿（ましら）の三次役の松山英太郎はプロデューサーに転身するために降板し、実弟の松山省二と交代（第6部から復帰）する。
  - この部より、三次の飯屋の名前が「たぬき」として定着する（第10部を除く）。
  - この部のみ、三次の妹「おとき」が登場し、通常は「たぬき」で働いている。
- この部のみ、大部屋俳優4人が名前の設定されない与力、同心役でレギュラー出演し、オープニングでは配役名のない状態で紹介されている。
- 第1話に登場する高坂左内は、厳しい拷問や冤罪などを作ったため、南町奉行所から罷免された元同心で、その妹・高坂千絵は、小石川養生所で働くことになる。高坂千絵は、次第に伊織に惹かれていくことになるが、伊織の亡き妻・千春の思いには打ち勝てないでいる。
- 第2話「すり替えられた薬」、第10話「殴りこみ仁術」にて、雪絵の養父・大番頭吉本作左ヱ門役だった堀雄二が武蔵屋宗兵衛役でゲスト出演している（ただし、第10話のオープニングやC.A.Lの公式ページは「山城屋」と紹介されているミスがある）。
- 第3話〜第4話にかけて、小石川養生所にかかっていれば悲劇が防げたであろう話になっている。初期にかけては、小石川養生所の役割が広く知られている描写が多かったが、後戻りしている状況にある。第1部第10話「裁かれる者は....」で小石川養生所設立の発端となる話があるために不整合がある。
- 第3話「欲しかった思い遣り」では、村上源次郎が「おたふく風邪」にかかる描写がある。第2部第18話「すっとび辰の失恋」にて、忠相がおたふく風邪にかかり、榊原伊織が持ってきた薬（実はイギリス人が飲むウイスキー）を源次郎が一緒に飲む描写がある。その際には、おたふく風邪に伝染しなかったようである。
- 第4話「恐怖！雨の夜の辻斬り」では、火付盗賊改方の役宅がある描写となっている（池波正太郎の「鬼平犯科帳」と同様の描写）。この作品の初期は、火付盗賊改方頭の屋敷がそのまま役宅代わりに使われている描写があり、時代考証から見ても正しい描写となっていたが（例：第2部第10話「下手人は火あぶり」等）、他の時代劇の影響を受け、時代考証的には後退している。
- 第11話 「白州に哭いた母二人」では、第1部第21話「父なればこそ」で数分の寸劇として扱われた大岡政談の「子争い」を1話分の題材としている。
  - 白州では、忠相が「海の向こうの王」の故事として「娘引き」を2人の母親に説明した上で、それに倣い両側から手を引かせている（旧約聖書の列王記にあるソロモン王の英知（ソロモン裁判）や、その翻案である北宋の判官包拯の故事、南宋の判例集「棠陰比事」を指す。ただし、ソロモン王の場合は「剣で両断して、片方ずつ母親に与える」というものである）。エンドナレーションでは「娘引き」は「中国の故事に倣った」と明言されている。
  - このエピソードでは、生母と養母の区分が書付（誓約書）により明確な状態で白州に持ち込まれている。
- 第12話「唐獅子の復讐」は、復讐劇としては第1部第15話「折鶴殺人事件」の翻案である（長崎で抜け荷の疑いをかけられた者の敵討ち）。
- 第17話「帰って来た木鼠小僧」は、講談「大岡政談」の「盗賊・雲霧五人男(雲霧仁左衛門)」に出てくる「木鼠小僧吉五郎」を扱った「盗賊・雲霧五人男」の後日談となっており、第1部第16話「義賊木鼠小僧」の木鼠小僧佐七との関連性は不明である。
  - 木村功演じる木鼠小僧吉五郎は、7年前に北・南町の両奉行所の雲霧仁左衛門一味の捕縛から逃れた唯一の賊（義賊）で、越後出雲崎の代官所から逃がれ7年間、名前を変え田畑を耕し、村を襲う押し込み強盗から救い、強盗を更生させてきた。雲霧一味の捕縛の7年後、江戸に「帰って来た」設定であり、第1部の木鼠小僧佐七との共通点は「義賊」だけである。
  - 冒頭、村上源次郎が仏壇の位牌に話しかける描写があるが、亡き妻と千春の位牌しかなく、この2人にのみ話しかけており、忠相の許嫁で千春の姉だった千歳への言及がない。
  - この回では、旗本・水野一学の知行地の年貢50両を納めに来た藤原釜足演じる甚兵衛が、木鼠小僧吉五郎の娘・お芳によって50両入った財布を掏られる。その後、村上源次郎がお芳を捕らえ、50両は見つかったものの、今度は甚兵衛の行方が分からなくなる。甚兵衛は、水野家に経緯を話したものの水野家の用人にきつく咎められ、甚兵衛が身投げしようとする。その場に居合わせた木鼠小僧吉五郎と忠相に助け出されるが、吉五郎は妻女のために持ってきていた50両を老人・甚兵衛に手渡す。木鼠小僧吉五郎は、当初の目的通り、奉行所に名乗り出て、死罪獄門を言い渡されるが、罪状書に老中の裏判がなかったため、解き放ちとなった。忠相の意図としては、「旧悪を裁くのはたやすいが、悔い改めようとしている悪人達に絶望だけを与え、刑罰がかえって悪を作り出す元になる」とのことで、第3部第20話「ゆすり」の「旧悪」を踏まえたものかは不明である。
  - この話では村上源次郎がギックリ腰となり、木鼠小僧吉五郎の娘・お芳に介抱されるシーンでは、亡き娘・千春の姿と重ねて見ている場面がある。なお、本作のスピンオフ作品「疾風同心」で、大坂志郎演じる村瀬源兵衛（「疾風同心」では大坂志郎の役名は変更となっている）の娘が香織という名で、この回のお芳役の西崎みどりが演じた。
- 第23話「裁けなかった恋の道」の白州の裁断では、第3部第21話「人情大工裁き」と同様、質屋の鑑札がない家主（大家）が、ため込んだ店賃の質草としたことを問題視している（この点は第3部第21話の解説を参照されたい）。
  - 悪役に「丁の目の半次」が登場するが、その後の部でも度々この名前が悪党の名前で使われる。第12部で猿の三次にかわり「たぬき」を引き継いだ左とん平が演じる丁の目の半次と同じ通り名であるが、関係は不明である。
- 第26話「目黒に消えた公方様」が放送ライブラリーで視聴可能である。
  - サブタイトルの通り、古典落語の「目黒のさんま」をベースにしている。落語の「目黒のさんま」では殿様の設定がさる大名の殿様であることが多いが、本放送の時期は存命であった8代目林家正蔵（彦六）が殿様の設定を将軍様としてよく演じていた。
- 老中役で幸田宗丸が、北町奉行役で永井智雄が出演する回があるが、オープニングでは役者名の紹介のみで配役名の紹介がなかった。

#### 再放送と欠番（第5部）
- 第4話「恐怖！雨の夜の辻斬り」、第12話「唐獅子の復讐」、第15話「天下御免の偽名医」は2004年までしばらく再放送されなかった。なお、第4話「恐怖！雨の夜の辻斬り」は、2014年の時代劇専門チャンネルの放映時には、通常の再放送欠番回と同様に「現代においては不適切な表現がある」との注釈があり、精神障害者に対する誤解を招く表現（雨が降れば気が触れた者の気が高まる、など）があるためと見られる。他作品は現段階では不明である。
- 第5部のDVDボックスは、ナレーションのカット・差別表現部分の加工処理がされており、現存する完全な素材を用いていない。
- 2014年3月から時代劇専門チャンネルで放送されている素材は、DVDボックスで使用された素材ではなく、ナレーションや差別表現などのカットのないものである。

### 第6部
「大岡越前 第6部」（おおおかえちぜん だい6ぶ）は1982年3月8日から1982年10月11日までナショナル劇場で放送された時代劇。製作はC.A.L。全32話。

#### 概要（第6部）
大岡忠相は鋭い観察力で悪人達からは恐れられ、また町民たちからは人情深い奉行として慕われている。一方、忠相の親友・榊原伊織は、長崎へ留学している。伊織が不在の小石川養生所を任された雪絵の乳姉弟・橋本悟は、腕は良いが気の弱い性格で、養生所をあずかるには荷が重すぎたため、養生所は玄庵門下の医師の専横状態となっていた。そこへ伊織に付いて医術を学び、伊織とは義兄弟の契りを交わした新三郎が長崎からやって来た。新三郎は、蘭方に関しては伊織も及ばぬ腕というお墨付きで、伊織が長崎からよこした名医である。新しいメンバーとともに、村上源次郎はじめ、同心の風間駿介、すっとびの辰三など真面目で明るい仲間たちと力を合わせて難しい事件を次々解決していく。

#### レギュラー出演者（第6部）
- 大岡越前：加藤剛
- 新三郎（おらんだ新三）：西郷輝彦（第1話 - 第2話、第4話、第7話、第9話、第12話、第15話、第18話、第20話 - 第21話、第23話 - 第25話、第27話、第29話、第31話 - 第32話）
- 雪絵：宇津宮雅代（第1話 - 第18話、第21話、第23話 - 第25話、第27話 - 第32話）
- 風間駿介：和田浩治
- 猿（ましら）の三次：松山英太郎（第1話 - 第5話、第7話 - 第19話、第21話 - 第26話、第28話 - 第30話、第32話）
- すっとびの辰三：高橋元太郎
- お花：遠藤真理子（第1話 - 第8話、第10話 - 第12話、第14話、第17話 - 第18話、第20話、第21話、第24話 - 第25話、第27話、第30話 - 第32話）
- いね：仁和令子（第1話 - 第2話、第4話、第7話、第9話、第12話、第15話、第18話、第20話 - 第21話、第23話 - 第25話、第27話、第29話、第31話 - 第32話）
- おきみ：岡田美佐子（第1話 - 第5話、第7話 - 第14話、第16話 - 第19話、第22話 - 第26話、第28話 - 第30話、第32話）
- 大岡妙：加藤治子 （第1話、第3話、第8話、第10話、第14話、第16話 - 第17話、第27話 - 第28話、第31話 - 第32話）
- 徳川吉宗：山口崇（第1話 - 第2話、第13話、第27話）
- 村上源次郎：大坂志郎（第1話 - 第20話、第22話 - 第32話）
- 大岡忠高：片岡千惠藏（特別出演）（第1話 - 第3話、第8話 - 第10話、第14話、第16話 - 第18話、第27話 - 第28話、第31話 - 第32話）

#### 準レギュラー
- 有馬兵庫頭：志摩靖彦（第2話）

#### スタッフ（第6部）
- 製作総指揮：松下幸之助
- 製作代表：松下正治、丹羽正治
- 製作：山下俊彦、小林郁、逸見稔
- 原案：葉村彰子
- 脚本：植木昌一郎、津田幸於、廣澤榮、柴英三郎、櫻井康裕、大西信行、飛鳥ひろし
- 音楽：山下毅雄
- 題字：朝比奈宗源
- ナレーター：芥川隆行
- 撮影：片山顕、萩屋信、原田裕平、古谷伸
- 美術：鈴木孝俊、高見哲也
- 録音：面屋竜憲、神戸孝憲、中川清
- 照明：真城喩、伊勢晴夫、大谷康郎、武邦男
- 編集：河合勝巳
- チーフ助監督：髙倉祐二、矢田清巳、金鐘守、山本憲
- 擬斗：菅原俊夫、三好郁夫
- 邦楽監修：中本敏生
- 衣裳：東京衣裳
- 美粧・結髪：東和美粧
- 装置：青木茂雄、磯谷幸一
- 装飾：関西美工
- 小道具：高津商会
- 記録：大原より子、小川加津子、石田照、川島庸子、原淳子、梅津泰子、中嶋俊江
- 演技事務：山下義明
- 進行主任：杉浦満洲男、山田勝
- 現像：東洋現像所
- 協力：俳優座
- 制作協力：東映
- プロデューサー：西村俊一
- プロデューサー補：大庭喜儀、今井正夫
- 特技：宍戸大全
- 監督：工藤栄一、倉田準二、山内鉄也、松尾正武、居川靖彦、岡本静夫

#### 解説（第6部）
- 「水戸黄門第12部」の後番組として放映された。第5部が「水戸黄門第8部」の後に放映されて以来、約4年ぶりとなる。以後、第9部までは『水戸黄門』と交互に放映された（本シリーズ休止期間は、「水戸黄門第9部〜第12部」と西郷輝彦主演の『江戸を斬るIV〜VI』が交互に放映されていた）。
- 第6部のポスターから、それまでの「○月○日放送開始」に変わって「○月○日スタート」という表現が使われるようになった（本シリーズでは第15部まで踏襲された。なお第6部の後番組は「水戸黄門第13部」であったが、そちらでも「○月○日スタート」を使っている。『江戸を斬る』シリーズでは、IVから「○月○日スタート」が使われていた）。
- 第6部から「原案：葉村彰子」とオープニングに表示されるようになる。
- 第3部からチーフ助監督を務めていた居川靖彦が、第6部から監督に昇格している。
- オープニングテーマ曲がこの部から変更となる（詳細はテーマ曲を参照）。またオープニングの配役紹介などで用いられている文字が、第4部 - 第5部の楷書の筆文字の写真植字のようなものから、崩された行書に近い楷書体の筆文字の写真植字のようなものに変わった。
  - 雪絵・妙など、武家の女性の配役表示から苗字がなくなる(ただし、第9部の立花千鶴は第9部のみ苗字が示された)。
- 宇津宮雅代が演じる雪絵、片岡千惠藏が演じる大岡忠高は、この部が最後の出演となった。
- 西郷輝彦演じる蘭方医の新三郎（苗字は設定されていない）が第1話で初登場し、小石川養生所の責任者となる。以後のシリーズにも登場した。通称は「オランダ先生」（第4話のサブタイトルが「オランダ先生拳法仁術」）。この部での新三郎のキャラクターは、『江戸を斬る』で西郷自身が演じた遠山金四郎の町人姿の時を髣髴とさせるような江戸っ子キャラクターとなっている。
  - 第1話では「長崎から江戸にやってきた」が、長崎弁などは使っていなかった。第31話で「江戸へ帰って」と述べており、「長崎帰り」である。
  - 西郷にとっては、『水戸黄門』以外の作品でナショナル劇場での4作連続レギュラー出演となった。
  - 第27話での描写（老中および村上源次郎のセリフ）から、(この部では)身分は町人である。
  - 第1話では榊原伊織からの紹介状を持参しており、伊織とは義兄弟であり、また蘭方医としての腕前は伊織以上と書かれている。
  - まだ聴診器が発明されてない時代だが、ゴム管のようなものが付いた聴診器を新三郎が使うシーンがある（第27話）。
  - 拳法も身に着けており、本シリーズでは珍しく素手で立ち回りを行うキャラクターである（本シリーズの戦闘要員は武士階級が多く、戦闘時以外でも帯刀していることが多いため、事を構える場合には抜刀することも珍しくない。侍以外でも、岡っ引きの辰三は十手や棍、元盗賊の三次は短刀と、立ち回りの際は得物を手にしている）。
- 小石川養生所の職員として「いね」が登場するが、演じた仁和令子は『江戸を斬るV』（1980年）にお志乃役でレギュラー出演しており、西郷とは共演済である。
  - 新三郎の依頼で、他の医師の調合した薬を分析しており（第7話「勇気ある証言」）、単なる介護人ではなく、ある程度の医学の心得があることが描写されている。
  - 第4部、第5部では男性職員の準レギュラーも存在していたが、本作では特定のキャラクターはいね（と新三郎）しか登場しない。
- 猿（ましら）の三次役は松山英太郎に戻った。店の名は「たぬき」のままであるが、妹はおらず言及もない。店員は女性（おきみ）がひとりいるののみ。なお、第4部、第5部では女性の協力者（三次の過去を知る密偵役）が店員を兼ねていたが（第4部では女将）、この部では類似のキャラクターは不在であり、あくまでおきみはただの店員である。
- 第5部で風間駿介はお見合いをし、また別に恋仲の女性もいたが、その設定は受け継がれていない。
- 第6部では、忠相が裁断を下すお白州の背面のふすまの模様が、白地に茶色模様である（その他の部は水色が使われていることが多い）。
- 第3話「意地っ張り三方一両損」にて、大岡政談で有名な「三方一両損」が単独で使われた最初の回である。財布を落とした左官の男と拾った大工の男に、それぞれ村上源次郎と忠高が加担したため騒動が大きくなった。その上、財布を拾った大工の男が財布を落とした左官の男の妹と夫婦になる約束をしていて、板挟みになる設定である。
  - 後にも三方一両損を扱った回があるが、登場人物を一部置き換えて、財布を拾った男が財布を落とした男の妹と夫婦の約束をしている筋が同一な点では、第10部第4話「華のお江戸の意地競べ」がリメイクと言える。
- 第5話「義賊業平小僧」の脚本を担当したのは津田幸於（幸夫）であり、第1部第16話「義賊木鼠小僧」の脚本を担当した津田自身の改変作品となっている。業平小僧を演じた林与一は、オープニングの出演者の紹介では、村上源次郎役の大坂志郎よりも後のトメ（最後）に表記された。

【類似点】
- 幼馴染みが捕まったため自首した業平小僧佐吉が、御定法通り死罪となる点。
- 裁きの前に、忠相に、貧乏の身の上を語る点。
- 墜ちた偶像に対する「人の心の移ろい」を指摘する点（「義賊木鼠小僧」では村上源次郎の嘆きであったが、この回は忠相の発言）。

【相違点】
- 盗賊の「業平小僧佐吉」に対して、同心である風間駿介の「盗賊への憎しみ」の視点が強く描かれたこと。
- 業平小僧佐吉の自首の前に、忠相が佐吉の長屋を訪れ、自首を勧めたこと。
- 業平小僧佐吉の市中引き回しのシーンはない。ただし、佐吉に投げ込まれた小判で借金を返済し、業平小僧として誤って捕縛された幼馴染みは改心し仕事に励んでいることが分かる（佐吉の位牌も幼馴染み宅にある）。

- 第6話では松坂慶子がメインゲスト・おせい役で出演している、松坂は、西郷輝彦主演の『江戸を斬るII - VI』でヒロインの「おゆき」（金四郎の妻）を一貫して演じていた（ただし、この回は西郷や、同様に同作通してのレギュラーだった松山英太郎は登場していない）。オープニングの出演者の紹介では、松坂は村上源次郎役の大坂志郎よりも後のトメに表記された（『江戸を斬る』VIと同様）。
  - おゆきは「3つの顔を持つ女」と言えたが、おせいも同じである。普段の町娘、隠された（高貴な）身分、そして裏の顔である。なお、おゆきの裏の顔は「紫頭巾」としての剣客活動だが（もちろん人助けである）、その際は目元以外は隠していた（ニセの紫頭巾のエピソードの際は、本物・偽物ともに華を出していることもある）。おせいの裏の顔である「占い師・安倍晴子（よみは「あべのせいこ」。安倍晴明の子孫、という触れ込み）」も、目元以外は隠されていた。
- 第8話は「娘引き」のアレンジとなっている。母親が両側から手を引く代わりに、「右の乳首のほくろ」が証拠（キーワード）になっている。これを白州で確認するように産みの母が迫り、育ての母が断る。この結果、忠相が「若い娘に、人前で肌をさらせとは何事か！」と実母の非難し、養母に軍配を上げるという結果に終わっている。
- 第9話「千両富は俺のもの」は、第5部第13話「消えた千両富くじ」のリメイクとなっている。
- 第10話「鷹の威を借る悪い奴」は、大岡政談の「鴨のお裁き」（城の濠に遊ぶ鴨を殺したものは厳罰に処すという法のもとで、 蜆売りの子供が誤って鴨を殺したが、忠相が鴨の死体を触り「体がまだ温かくまだ死んでいない」という嘘で子供を救う裁き）を元にしながら、鴨を横流しした役人を裁く話である。
- 第11話「江戸っ子駕籠」は、第2部第6話「権三と助十」で扱われた大岡政談の「小間物屋彦兵衛（権三助十）」の翻案である。第2部第6話「権三と助十」よりも大岡政談に近い内容になっている。
  - 忠相がたまたま乗り合わせた駕籠かきが真相を語る部分などは。大岡政談そのままである。
- 第13話「情が仇の蕎麦がき代」でも、辰三が吉宗の顔を忘れている描写があり、第4部第1話「大岡越前」と同様の不整合な描写となっている（後の部にも引き継がれている）。
- 第14話「父の死を願った息子」では、本放送放映時に問題になってきた老人の認知症（痴呆症）をテーマに、老化症状が出てきた忠高の経験談（味覚の変化、物忘れ、忘れていたことを一時的に思い出すこと）などを織り交ぜた話となっている。父を殺したと自白した息子・茂助だが、父親（茂十）が息子夫婦に迷惑をかけないよう石見銀山（ヒ素）の毒入りの餅で自殺したことが分かったため、息子の茂助を無罪放免とした。しかし、茂助が、茂十の生前「父親の死を願った」という法にはない罪を、これから一生背負わせる裁きでもあり、重いストーリーとなっている。
  - 冒頭、石見銀山（ヒ素）入りの餅を茂十が自ら食べるかどうか確かめるため、石見銀山を少量混ぜた餅を忠相・風間・辰三の3人が試しに口にするシーンがあり、あまりの不味さに忠相と風間が吐き出したものの、辰三は飲み込んでしまうというコミカルなシーンがあり、テーマの重さを若干和らげている。
- 第15話「大岡越前を殺せ」では、必殺シリーズを想起させるシーンや設定がある（金で殺しの依頼をする、元締めを介する他、仕事人）という呼称も使用されている）。また、第4部第9話「母子しぐれ」と同様、この時代にはない「人足寄場」が台詞の中で登場する。
- 第16話「因業大家と人情大工」は、古典落語（与太郎噺）「大工調べ」の翻案で、第3部第21話「人情大工裁き」のリメイクにもなっている。第3部第21話はほぼ、落語の「大工調べ」と変わらない。ただし、この話では、大工の留吉に金と知恵を与えるのは、留吉に屋根の修理を頼んだ忠高であり（落語や第3部第21話「人情大工裁き」では、大工の棟梁）、家主（大家）六兵ヱは忠相の父親と知りながらあえて訴え出るように設定が改変されているが、質屋の株がないことをとがめる結末は変わっていない（この点は第3部第21話の解説を参照のこと）。なお、第3部第21話と同様、大西信行が脚本を担当している。
  - 大工の留吉が忠高の屋敷の屋根板をはがした後、（大家に大工道具を取られたため）修理に来ないまま雨が降り始め、雨漏りのする屋敷の中で相合傘をしている忠高と妙の姿は、コミカルでもありチャーミングな印象を与える。
- 第20話「死を賭けた潜入」では、後に立花千鶴役でレギュラー出演する舟倉由祐子(この時点の名義は舟倉たまき)がゲスト出演した。
- 第20話では、深川の潜入捜査に忠相は前もって田所新兵衛という隠密廻り同心を潜入させていた。江戸町奉行の同心は、三廻(さんまわり)とも呼ばれ、この物語では、定廻り同心（第4部までの村上源次郎、第5部以降は風間駿介）、臨時廻り同心（第5部以降の村上源次郎）は描かれていたが、この回で初めて隠密廻り同心が活躍らしい活躍をしている（第1部第14話「地獄の使者」で初登場していたが、この時の安達（池田駿介）は早々に正体を暴かれ、殺されている。なお、後任を与力の神山左門が務めた）。
  - 第1部〜第3部は、隠密廻り同心のような役割を神山左門が担っていた。また、後の第12部〜第13部では、与力の片平弥平次が担うこともある。この他、大部屋俳優が隠密廻り同心を演じることはしばしばあるが、悪人に抹殺されたことも多い。
- 第24話「死体が歩いた長屋露地」では、第3部第15話「天狗の眠り」の解説に書いたとおり、新三郎が「おかん」の死因の特定のため腑分けを行う。第3部「天狗の眠り」ではエンディングナレーションで腑分けに関して史実を言及するが、この回では一切触れられていない。また、おかんの死体を運んだ者は「寄場送り」の裁きとなっており、第4部以降の史実軽視の傾向がこの部でかなり強くなっている。
- 第27話「殺生禁断！鯉の罠」では、吉宗が高熱を発し倒れる。将軍家御典医の見立ては「しわぶき病」と言っている。漢字で書くと「咳病」であり、いわゆる「風邪」である。しかしながら、吉宗の症状は一向に回復せず、忠相は江戸城内に小石川養生所の医師・新三郎を連れ、治療させる。この展開は、第4部第20話「天下を盗る―後編―」で忠相が伊織を城中に入れる展開に類似している。また、ことの発端である、吉宗が殺生禁断の池で鯉を捕る部分は第1部第1話冒頭を想起させる（吉宗自身も言及している）。
- 第28話「女掏摸が越前の娘」では、後に同心・佐橋孫兵衛を演じる佐野浅夫が、元スリで足を洗った飾り職人・寅松（かつての名前は寅吉で、「稲妻の寅吉」と異名をとった巾着切り）を演じている。なお、C.A.L公式サイトでは「寅吉」と紹介されているが、オープニングの配役紹介では「寅松」となっている（過去を知らない者からは「寅松」としか呼ばれていない）。
  - 第3部第8話「越前の娘」のリメイクだが、「越前の娘」と違い、母親は他界している。また、実父が存命であり、彼が名乗り出て「母親が死に際に、おえんに越前の娘と騙った」理由が説明された。なお、実父は寅松こと寅吉であった。
  - 前回は「孝行娘が、長患いの母親の薬代欲しさに行った窃盗」（初犯であり突発的な犯行）であったが、今回はスリの常習者である。年齢も、前回は15歳で今回は20歳ぐらい、と差がある。前回は印籠が証拠として存在していたが（16年前、遊び仲間に賭けで取られた物）、今回は「母親がそういった」の一点張りであった。なお、前回の母親は忠相と面識があったが、今回は全くの赤の他人である。
  - また、前回は白州で「父親は大岡越前」と忠相の面前で告白したことで騒動が持ち上がっているが、今回は捕らえられた現場（人のにぎわう縁日）で、風間駿介と辰三の眼前で名乗るのが最初であり、その後、奉行所で村上源次郎、「たぬき」で忠高と三次とおきみ、忠高邸で妙、の順で情報が伝わり、忠相の耳に入るのはさらにその後で、「たぬき」で忠高と三次からあった。加えて、白州での対面（名乗り）を避けるべく、源次郎がおえんを解き放っている（真偽を見極めるため駿介と辰三に追跡させていたが、まかれている）。
- 最終話（第32話）「越前への挑戦状」では、宇津宮雅代が演じる雪絵は最後となった。また、第7部の解説でも記載されているとおり、片岡千惠藏が演じる大岡忠高も、この回が最後の出演となった。
- 1982年10月から『JNNフラッシュニュース』の再度の枠拡大に伴い、20:00 - 20:54に変更（1分縮小）

### 第7部
「大岡越前 第7部」（おおおかえちぜん だい7ぶ）は1983年4月18日から1983年10月24日までナショナル劇場で放送された時代劇。製作はC.A.L。全27話。

#### 概要（第7部）
大岡忠相は鋭い観察力で悪人達からは恐れられ、また町民たちからは人情深い奉行として慕われている。これまで、忠相を見守っていた父・忠高は亡くなった。長崎留学から戻った忠相の親友・榊原伊織は、忠相宅に向かう途中、負傷した志保を救う。志保の傷は、親の敵として襲った忠相につけられたものだった。忠相への誤解も解け、志保は小石川養生所で働くようになった。風間駿介は志保に思いを寄せるが、志保は伊織に惹かれていく。村上源次郎はじめ、同心の風間駿介、すっとびの辰三など真面目で明るい仲間たちと力を合わせて難しい事件を次々解決していく。

#### レギュラー出演者（第7部）
- 大岡越前：加藤剛
- 雪絵：酒井和歌子（第1話 - 第3話、第5話 - 第7話、第9話 - 第12話、第14話 - 第22話、第24話、第26話 - 第27話）
- 風間駿介：和田浩治
- すっとびの辰三：高橋元太郎
- おけい：叶和貴子（第2話 - 第5話、第8話 - 第27話）
- 猿（ましら）の三次：松山英太郎（第1話 - 第5話、第8話 - 第27話）
- 留吉（たぬきの板前）：大橋壮多（第1話 - 第3話、第5話、第8話 - 第11話、第13話 - 第14話、第17話、第22話、第27話）
- 志保：根本律子（第1話 - 第4話、第7話 - 第8話、第10話、第12話 - 第13話、第15話 - 第19話、第21話、第24話 - 第27話）
- おはな：遠藤真理子（第1話 - 第3話、第5話 - 第7話、第9話 - 第10話、第12話、第14話 - 第22話、第24話 - 第27話）
- 養生所所員（後の高木保之進）：高井清（第1話 - 第2話、第4話、第7話 - 第8話、第10話、第12話 - 第13話、第16話、第19話、第25話）
- 大岡妙：加藤治子（第1話、第6話、第9話、第21話）
- 徳川吉宗：山口崇（第9話、第21話、第24話、第27話）
- 村上源次郎：大坂志郎
- 榊原伊織：竹脇無我（第1話 - 第4話、第7話 - 第8話、第10話、第12話 - 第13話、第15話 - 第19話、第21話、第24話、第26話 - 第27話）

#### 準レギュラー
- 中山出雲守：永井智雄（第10話、第14話）
- 有馬兵庫頭：江並隆（第27話）

#### スタッフ（第7部）
- 製作総指揮：松下幸之助
- 製作代表：松下正治、丹羽正治
- 製作：山下俊彦、小林郁、逸見稔
- 原案：葉村彰子
- 脚本：植木昌一郎、津田幸於、星川清司、廣澤榮、櫻井康裕、大西信行、稲垣俊、芦沢俊郎
- 音楽：山下毅雄
- 題字：朝比奈宗源
- ナレーター：芥川隆行
- 撮影：片山顕、萩屋信、原田裕平、安達重穂、牧浦地志
- 美術：鈴木孝俊、高見哲也
- 録音：中川清、面屋竜憲、渡部芳丈、神戸孝憲
- 照明：真城喩、伊勢晴夫、大谷康郎、武邦男、岡田耕二
- 編集：河合勝巳
- チーフ助監督：井上泰治、髙倉祐二、矢田清巳、金鐘守、尾田耕太郎、福田光、内沢豊
- 擬斗：菅原俊夫、三好郁夫、土井淳之祐
- 邦楽監修：中本敏生
- 衣裳：東京衣裳
- 美粧・結髪：東和美粧
- 装置：磯谷幸一
- 装飾：小原昭
- 小道具：高津商会
- かつら：山崎かつら
- 記録：原淳子、内藤幸子、小川加津子、西野敏子
- 演技事務：山下義明
- 進行主任：杉浦満洲男
- 計測：小林善和、原田国一、藤井重光
- 整音：加藤正行
- 現像：東洋現像所
- 舞踏振付：藤間紋蔵（第15話）
- 騎馬：岸本乗馬センター（第25話）
- 協力：俳優座、京都・大覚寺
- 制作協力：東映
- プロデューサー：西村俊一
- プロデューサー補：大庭喜儀
- 特技：宍戸大全
- 監督：倉田準二、山内鉄也、松尾正武、居川靖彦

#### 解説（第7部）
- クランクイン直前に大岡忠高を演じた片岡千惠藏が死去したため、忠高も死去した設定となる。理由は代役の務まる役者がいないことによる。
  - 忠高の妻（忠相の母）・妙は、忠高の柳原の屋敷に一人住まいしている設定となっており、忠相・雪絵夫妻の間で、たびたび同居するかどうか話題になる。
- この部から、雪絵役の宇津宮雅代が酒井和歌子と交代し、第8部まで出演した。
- この部から、根本律子（第10部からは根本りつ子と表記）演じる、小石川養生所に勤める志保が登場し、第14部に至る。第15部には登場しないが、最終回スペシャルで復帰する。
- この部から、大部屋俳優の高井清演じる、小石川養生所所員・高木保之進が登場し、最終回スペシャルまで全ての部に登場する（第7部〜第8部までの役者名は「高井清」、第9部以降は「高井清史」だが、同一人物である）。
  - この部ではまだ名がつけられておらず、オープニングの配役では「養生所所員」と表記された。髷は各部一貫して町人髷であり、この部では伊織が「セイキチ」と呼ぶことがあるなど、町人かと思われる描写がある。
- この部から、オープニングの配役紹介の「トメ」（配役紹介の最後）が、竹脇無我になる。
- この部から伊織も第6部の新三郎のように、当時はまだ存在しない聴診器を使うシーンが存在する。ただし、伊織の使う聴診器は、聴診器の初期の形態のもの（筒状）である。
- 「たぬき」の板前が留吉という名で登場する（それ以前は、三次が調理し忠相の役宅や忠高宅で腕をふるうこともあった）。三次が、第2話「紅蜘蛛の娘」で登場した「おけい」の身元引受人となり、「おけい」は第3話以降「たぬき」で女中として働くようになる。
- 第6部で忠相が裁断を下すお白州の背面のふすまの模様が茶色であったが、この部では従来通り水色に戻っている。
- 第1話で、第10部〜第13部に同心佐橋孫兵衛役で出演している佐野浅夫が、第1話に志保の父親・川本弥兵衛役（直接共演する場面はない）でゲスト出演した。
  - 前述の通り、忠高が死去した設定であり、第1話で忠相と伊織が仏壇に手を合わせるシーンが登場した。仏壇の位牌には「曜山院譽誠仁日涼大居士」という戒名が書かれ、享年68と書かれている。死因は卒中と説明があり、伊織は「あの方こそ生粋の三河武士だと思っていた。世の中がめっきり寂しくなった思いだ」と語っている。なお、実際の大岡忠高も享年68で卒中で死去しているが、史実では忠相の町奉行就任前のことである。
  - この回（第1話）で、妙が村上源次郎に婿養子をとるよう促すシーンがあり、村上源次郎の住む同心屋敷の隣が、風間駿介の同心屋敷であることが分かる。なお、辰三が事件発生時に駆け込む同心屋敷が、まだ村上源次郎宅であることも分かる。
- 第5話「夢で拾った五十両」は、古典落語（人情噺）の名作「芝浜」を翻案したものである。ただし、熊五郎が拾った財布が、殺人の上強奪された皮財布で、さらに財布の返還に忠相らが関わったように描かれている部分はオリジナルである。しかし、ドラマの「落ち」と落語「芝浜」の「サゲ」は同一となっている。
  - 落語の「芝浜」には、この回のとおり魚河岸が描かれることから、魚河岸の成立年から享保年間の出来事を寛政以降に落語に仕立てた説がある（例えば、大正14年の三田村鳶魚の著書「鳶魚随筆」など）。
  - 「芝浜」は、3代目桂三木助が安藤鶴夫（安鶴さん）とともに改作したものが著名であるが、この回の脚本を担当した大西信行の師匠にあたる正岡容と安藤鶴夫は犬猿の仲であった。また、第15部でレギュラーとなる隼の六助は、3代目桂三木助の実子である4代目桂三木助が演じている。
- 第6話「見えない目撃者」では、桔梗の花のような匂いで喘息治療に使われた「ロベリア草」（キキョウ科のルリミゾカクシ）が鍵となる。
  - ロベリア（草）は、ロベリンという成分を持ち、呼吸興奮作用により気管支を広げる効果があるため、気管支喘息の治療で実際に用いられていたが、ニコチンに近い作用もあるため（例：聖なるパイプ）利用には注意を要する。
  - この回で、妙の持病が喘息であることが分かり、加齢とともに風邪をひくと喘息の発作が出やすくなると説明される。
  - 理由は不明であるが、辰三が、博多仁和加で用いられるお面（現在では二◯加煎餅の梱包や同梱される「にわか面」で有名）をかぶっている。
- 第7話「嘘つき親父の真実」では、悪役ではあるが、菅貫太郎と福本清三が北町奉行配下の岡っ引き・千造、その下っ引き・定役で出演している。
  - 白州において、凶器に付いた血糊は人間のものか、犬・猫の類のものか、忠相が伊織に尋ねるシーンがあり、この回では伊織は「区別できる」「人間の血糊」と証言する。血糊の主を確認する場面が第2部第2話「悪の決算」にもあり、伊織は「今の医学では、血糊は人間と動物の区別ができない」ことをハッキリ語るのだが、どういうわけかその部分は省略されている。
  - 第9部第16話「兄を殺した非道医者」でも、血糊が人間のものか否かの問答があり、この回と同じく菅貫太郎が裁かれる役（悪徳医者）を演じている。
- 第9話「天下一品意地くらべ」は、大岡越前第1部第1話から脚本を提供し、「大岡越前」のバックボーンを築き上げた稲垣俊の最終作品である。
  - 第7部で初めて吉宗が登場する回である。
  - 前半は、取り潰し間近と吉宗も心配している南部藩を出奔した浪人を探し出す過程では、古典落語（人情噺）の名作の1つ「井戸の茶碗」の前半部分に近い内容となっており、仏像から小判が出てきて受け取るかどうか一悶着起こるのは落語と同じである。その後、浪人が差し出す茶碗が名器・井戸の茶碗と分かる部分までは落語「井戸の茶碗」を踏襲している。屑屋に出した浪人（南部藩主が探していた人物）と購入した妙が強情に井戸の茶碗の所持を拒むため、忠相の裁きにより「井戸の茶碗」は結局競りに出される。水戸家や尾張家まで競りに出て、こっそりと吉宗も競りに出て千両で落札し、その落札額を困窮している南部藩に役立てる部分はオリジナルである。
  - 落語「井戸の茶碗」は、武士の本分は「清貧」であることを描くものであり、噺家にとって難しい演出となるが、この回ではその意図を正しく理解し、ストーリーに落とし込んでいるのも特徴。
  - 劇中では、亡くなった柳原の御前こと忠高の骨董趣味を懐かしむ村上源次郎や辰三、妙の台詞が暖かいものになっている。また、この回では村上源次郎と辰三が共に行動しており、初期の「大岡越前」に近い描写となっている。
  - 競りの場面では、日頃倹約に努めている吉宗が「水戸や尾張には負けられぬ」と千両出し落札となる。忠相が「上様のお心遣い、伏せておくのは惜しい」と吉宗に言うが、「誰にも言うなよ。締まり屋の米将軍の余の名が廃る」と吉宗は忠相に語る。
- この部で、初期の「大岡越前」で多く脚本を提供し、骨格を作ったとも言える稲垣俊、津田幸於（幸夫）の担当する回は終了となった。
- 第19話「仇討ち夫婦駕籠」では、伊織がコレラ（コロリ）について話す場面があるが、日本でコレラが確認された年は1822年であり、享保年間では、コロリはコレラを指す言葉としては使われていない（頓死などを指す言葉）。
- 第20話「辞世に託した三千両」は、第3部第6話「狐火の五千両」を多少結末を変更しリメイクしたものである。辞世の歌には、三千両の隠し場所を折り込み、隠し金を配下の泥棒に探させながら御上に返上する意図を忠相に託すといった変更があり、辞世の歌の意図の通り忠相達が一網打尽にするなどの差違がある。
- 第21話「母は天下の御意見番」では、「忠高の一周忌に来られなかった」として、城を抜け出した吉宗が柳原の忠高の屋敷を訪れ、妙とともに深川まで出歩く。高利貸しの問題に直面する話となるが、結末は落語の「五貫裁き」の翻案となっている。
- 第24話「悪魔が狙った江戸小町」では、心に傷を負い、女だけを襲う連続殺人犯・直次を、小倉一郎が好演している。
  - 直次のような犯罪者をどう裁くか、忠相や伊織が悩むのもこの回の特徴である。
- 第27話「将軍暗殺危機一髪」では、小石川養生所に寄進をしている武蔵屋総兵衛が殺される。第5部第2話「すり替えられた薬」、第10話「殴りこみ仁術」で登場する武蔵屋宗兵衛（演：堀雄二）も、小石川養生所に寄進している設定であり、名前が違うため同一人物かどうかは不明であるが、第5部の設定を継承したものと見られる。

### 第8部
「大岡越前 第8部」（おおおかえちぜん だい8ぶ）は1984年7月16日から1985年1月21日までナショナル劇場で放送された時代劇。製作はC.A.L。全26話。

#### 概要（第8部）
大岡忠相は鋭い観察力で悪人達からは恐れられ、また町民たちからは人情深い奉行として慕われている。忠相には、新しい部下が増え、新米同心の蕪木兵助と、蕪木付きの岡っ引き勘太や、恩人の岡っ引きの死がきっかけとなって、「たぬき」で女中をしているおけいも岡っ引きとなった。ベテラン同心の村上源次郎はじめ、中堅同心の風間駿介、若手同心の蕪木兵助、すっとびの辰三、勘太など真面目で明るい仲間たちと力を合わせて難しい事件を次々解決していく。

#### レギュラー出演者（第8部）
- 大岡越前：加藤剛
- 雪絵：酒井和歌子（第1話 - 第4話、第6話 - 第7話、第9話 - 第12話、第14話 - 第15話、第17話 - 第18話、第21話、第23話 - 第26話）
- 風間駿介：和田浩治
- すっとびの辰三：高橋元太郎
- おけい：叶和貴子（第1話 - 第2話、第4話 - 第10話、第12話 - 第13話、第15話 - 第23話、第25話 - 第26話）
- 勘太：谷幹一（第1話 - 第2話、第4話 - 第10話、第13話、第15話、第17話、第20話、第22話、第26話）
- 猿（ましら）の三次：松山英太郎（第1話 - 第10話、第13話 - 第26話）
- 志保：根本律子（第1話 - 第5話、第8話 - 第11話、第13話 - 第17話、第19話、第21話、第24話、第26話）
- おはな：香山まり子（第1話 - 第14話、第16話 - 第26話）
- お由美：山本郁子（第2話 - 第10話、第12話 - 第25話）
- 高木（養生所所員）：高井清（第1話 - 第5話、第8話 - 第9話、第11話、第13話 - 第14話、第16話、第19話、第21話、第24話、第26話）
- 水すましの源五郎：園田正美（第1話、第13話、第15話、第20話 - 第21話）
- 蕪木兵助：森田健作（第1話 - 第2話、第4話 - 第10話、第12話 - 第26話）
- 徳川吉宗：山口崇（第18話、第26話）
- 村上源次郎：大坂志郎（第1話 - 第15話、第17話 - 第26話）
- 榊原伊織：竹脇無我（第1話 - 第5話、第8話、第10話 - 第11話、第13話 - 第16話、第19話 - 第22話、第24話、第26話）

#### 準レギュラー
- 有馬兵庫頭：有馬昌彦（第26話）

#### スタッフ（第8部）
- 製作総指揮：松下幸之助
- 製作代表：松下正治、丹羽正治
- 製作：山下俊彦、小林郁、逸見稔
- 原案：葉村彰子
- 脚本：葉村彰子、星川清司、櫻井康裕、大西信行、芦沢俊郎、加瀬高之
- 音楽：山下毅雄
- 題字：朝比奈宗源
- ナレーター：芥川隆行
- 撮影：萩屋信、脇武夫、原田裕平、古谷伸、片山顕
- 美術：鈴木孝俊、三浦鐐二
- 録音：中川清、渡部芳丈、神戸孝憲、木村均
- 照明：伊勢晴夫、大谷康郎、武邦男、岡田耕二
- 編集：河合勝巳
- チーフ助監督：井上泰治、髙倉祐二、矢田清巳、金鐘守、曽根勇
- 擬斗：菅原俊夫
- 邦楽監修：中本敏生
- 衣裳：東京衣裳
- 衣裳提供：全国呉服青年連合会
- 美粧・結髪：東和美粧
- 装置：和田順吉、広瀬哲三
- 装飾：長尾康久、長谷川優市呂
- 小道具：高津商会
- かつら：山崎かつら
- 記録：大原より子、小川加津子、川島庸子、内藤幸子、西野敏子
- 演技事務：山下義明、石川正男
- 進行主任：杉浦満洲男
- 計測：小林善和、原田国一、藤井重光、野村敬治、西田圭司
- 整音：加藤正行
- 現像：東洋現像所
- 騎馬：岸本乗馬センター（第1話）
- 協力：俳優座、京都・大覚寺
- 制作補：山田勝
- 制作協力：東映
- プロデューサー：西村俊一
- プロデューサー補：大庭喜儀
- 特技：宍戸大全
- 監督：倉田準二、山内鉄也、居川靖彦

#### 解説（第8部）
- この第8部より、オープニング・エンディングの背景の「お白州の砂」を意匠とした模様の色が、青地から「若干水色がかった白」に変わる。
- 第4部以降、伊織の登場・物語に関与する回が減っていたが、この第8部は、伊織の登場回数は多く、物語への寄与が大きくなっている。そのため、初期（第1部〜第3部）に近いテイストの回も多い。
- 吉宗は第18話「名乗れぬ証人は将軍様」、第26話「将軍救った美女軍団」の2話のみ登場する。
- 第1話冒頭から、森田健作演じる蕪木兵助が加わる（第12部第1話まで）。
- 高井清演じる、小石川養生所所員のオープニングの配役名が「高木」となっている。配役名に役名の姓が出た初出は、第3話「殺しの依頼は能面の女」であるが、この部では役名の表記がある回とない回がある。また、薗田正美が演じる自身番で働く水すましの源五郎が登場し、第12部に至る。
  - 大部屋俳優の演じている高木同様、源五郎もオープニングの配役紹介に役名が表示される回とされない回がある。
- 後述の岡っ引き・鎌倉河岸の文蔵の下で、勘太（演：谷幹一）が働いており、文蔵の死後はおけいのフォロー役となる。このため、この第8部では、同心3人、岡っ引き3人体制となる。ただし、「おけい」は必ずしも蕪木付きになるとは限らず、村上源次郎などの指示により三次と行動を共にすることも多い。また、「おけい」はこの第8部まで出演となり、勘太（第9部以降「出目の勘太」と表記される）は第15部まで登場した。
- 第1話において、蕪木兵助に同心の辞令が交付される。蕪木兵助の父（第1話で「やへい」と呼ばれている）は、村上源次郎と同時に同心のお役目を拝領し、村上源次郎が南町の仏同心に対して、「南の鬼」と呼ばれていた（同様の呼称として、第1〜3部に与力・神山左門がいた）。しかし、蕪木兵助本人は同心よりも「筆」で世の中を生きたかったようで、絵を得意とする。また、同心が肌に合わないことで、よく風間駿介と喧嘩になる。
  - 第1話では、第10部〜第13部に同心・佐橋孫兵衛役でレギュラー出演する佐野浅夫が、蕪木兵助付きの大ベテランの岡っ引き・鎌倉河岸の文蔵役でゲスト出演している。文蔵は新米の蕪木兵助を支えたり、忠相も一目置く存在に描かれるなど、佐橋孫兵衛を彷彿とさせる役柄になっている。
  - 第1話では、蕪木兵助が火事場で見た定火消の臥煙（がえん）を元に描いた鬼の絵を見た文蔵が、蕪木兵助に人相書を描くように頼む。この人相書が事件解決の糸口となるが、鎌倉河岸の文蔵は捜査中に襲われ、蕪木兵助や忠相たちに真相を語った後に死亡する。
  - 忠相が、定火消・中山靱負（演：鈴木瑞穂）の部下・倉橋金太夫（演：江見俊太郎）を、裁きの前に事前に中山配下ではないことにしてしまう物語の流れや、「龍吐水」が（第1部第2話以降初めて）登場する点は、第1部第2話「町火消誕生」を意識したものと見られる。
  - おけいの父は、かつて、鎌倉河岸の文蔵に捕らえられたことが分かる。おけいの母・お茂は、おけいに常に「鎌倉河岸の文蔵は恩人」と語っていた（なお、第7部第2話「紅蜘蛛の娘」では、三次と「おけい」の父と「お茂」が知己であったことが語られている）。文蔵の死をきっかけに、おけいは文蔵の後を継ぎ岡っ引きになることを村上源次郎に願い出る。忠相は前例がないことから抵抗があったが、伊織の「前例がなければ作ってしまえば良い」「養生所では志保さんが活躍している」旨の発言を機に、この願いを認めることになる。
  - 佐野浅夫は、上述の通り、第7部に引き続きこの第8部でも第1話でゲスト出演するが、第7部同様、殺されてしまう役となった。
- 第2話「幽霊駕籠の仇討ち」に登場する駕籠かきの名前は、権三と助十であるが、大岡政談の「権三助十（小間物屋彦兵衛）」のリメイクではない。
  - 偽装入水自殺で殺された女の妹・お由美が登場し、第3話以降、三次の「たぬき」で働くことになる。
- 第3話「殺しの依頼は能面の女」では、第1部第3話「謎の父子鶴」のように、着流しの浪人姿で忠相が町を歩き回る説明や、それを見かねた村上源次郎が苦言を呈する点では、共通点がある。また、忠相と伊織の友情についても「おさらい」の形で、医師として伊織を信頼する忠相と、医師として忠相をフォローする伊織（と影で協力する三次）が描かれている。
- 第5話「十手が消えた女風呂」は、第1部第22話「黒い罠」で描かれた、八丁堀の同心たちが女湯を使うために、女湯に刀掛けがあったエピソードを使いながら、新米同心・蕪木兵助の成長を描く。
- 第7話「意地比べ江戸っ子気質」は単独で2度目の「三方一両損」を扱った回である（第1部の小エピソードを含めれば3度目）。
- 第13話「復讐唐人剣」は、第2部第3話「復讐・唐人剣」と同様に、見世物小屋で手品を披露しながら今は亡き親の敵を狙う兄妹を描くが、敵となった事件の背景は、長崎で密輸という無実の罪を着せられたことにあり、物語の背景は第1部第15話「折鶴殺人事件」に類似している。
- 第15話「厩火事殺人事件」は、大店の後家の殺人事件と、落語の「厩火事」に相当する話を組み合わせている。
  - 落語の「厩火事」では、夫に不満を持つ女房に孔子の故事などを教えるのは仲人であるが、このエピソードでは、忠相と伊織がアドバイスする。
  - 落語「厩火事」の夫にあたる役を山田吾一が演じている。本放送当時、山田吾一と風貌がソックリであり自身もそれをネタにしていた3代目古今亭志ん朝が「厩火事」を得意としていた。
  - このエピソードの結末は、「厩火事」が早速落語になったというもので、「たぬき」で、落語の「厩火事」を某レギュラー出演者が演じるという、衝撃的なオチとなっている。
- 第16話「抜け荷暴いた娘掏摸」では、娘掏摸・おぎんの父・仁兵衛の抜け荷の罪について、第3部第20話「ゆすり」で設定された公訴時効10年（史実では、公事方御定書で設定された「旧悪」という時効制度では1年である）が、あまり触れられておらず、設定に若干不整合が見られる。
- 第17話「らくだが死んだ」は、古典落語の「らくだ」を、（寄席評論家正岡容の弟子であり）古典落語の翻案が多い大西信行が、ほぼそのままドラマに翻案したものである。
  - 落語の「らくだ」と同様に、死人に「かんかんのう（踊り）」を踊らせるなど、落語を忠実に翻案しているが、この落語の「らくだ」が成立した時期が、1821年（文政4年）に、両国でラクダが見世物になって以降と考えられており（当時の江戸の人は、図体の大きいこの動物が何の役に立つのか思案したため、役に立たない図体の大きい人間を「らくだ」と呼ぶようになり、落語の「らくだ」が生まれている）、また、「かんかんのう」も1820年（文政3年）に生まれたものである。
  - なお、ドラマでも「らくだ」の語源について、村上源次郎が「両国でラクダが見世物になったでしょう」と語っていることから、由来となったエピソードの一部のうち、意図的に「文政年間」を省略して翻案したものと見られる。
- 第19話「闇夜に咲いた魔性の女」では、定廻り同心の風間駿介・蕪木兵助らが岡場所へ捜査にあたっているが、史実では、通常は、吉原などの遊郭は隠密廻り同心が捜査にあたっていた。
- 第20話「札つき婆命を賭けた大芝居」は、第2部第23話「鬼の目に涙」と同様に、札付きの婆の偽者の婿役として村上源次郎が演じている。
  - なお、村上源次郎役の大坂志郎とおげん役の赤木春恵が夫婦を演じた映画・ドラマは多く、この本放送に近い時期に放送されたものとしては、1986年の大河ドラマ「いのち」等がある。
- 第24話「雪絵を狙った夜の奉行」は、第3部第11話「夜の奉行」のリメイクにあたる（脚本も第3部と同様大西信行が担当）。
  - 夜の奉行のかぶっている弱法師（よろぼし）の面は、謡曲の「弱法師」で使われるものである。謡曲「弱法師」は、タイトルは「よろぼおし」、謡曲の本文では「よろぼし」と読む。劇中、忠相らも謡曲の本文の読みの通り「よろぼし」と呼んでいる。
  - この回の脚本家は、寄席評論家正岡容門下の大西信行だが、同門下生に3代目桂米朝がいる。米朝の落語の師匠が4代目桂米團治で、「菜刀息子（ながたんむすこ）」という短い落語を長編の「弱法師（よろぼし）」と改作し、上方落語の評論誌「上方はなし」に残している。また、米朝は、東京で上方落語を演じていた2代目桂小南や一門の弟子に伝え、2代目桂小南は「菜刀息子」として、この部の本放送当時はよく演じていた（NHKの衛星放送番組「落語特選」の素材が残っている）。

### 第9部
「大岡越前 第9部」（おおおかえちぜん だい9ぶ）は1985年10月28日から1986年4月21日までナショナル劇場で放送された時代劇。製作はC.A.L。全26話。

#### 概要（第9部）
大岡忠相は鋭い観察力で悪人達からは恐れられ、また町民たちからは人情深い奉行として慕われている。見習い同心の立花喬之助が、同心だった父の死により組替えとなり、姉の千鶴とともに、蕪木の向かいの同心長屋に移ってきた。千鶴を一目惚れした蕪木は、何かと立花家へ出入りすることになる。また、長いつきあいとなったすっとびの辰三と忠相の役宅に奉公していた「おはな」がついに夫婦となった。大岡家では、新しい奉公人として「おちよ」を雇うが、引き続き「おはな」も大岡家で働く。新しいメンバーとともに、ベテラン村上源次郎はじめ、同心の風間駿介・蕪木兵助、見習い同心の立花喬之助、すっとびの辰三、出目の勘太など真面目で明るい仲間たちと力を合わせて難しい事件を次々解決していく。

#### レギュラー出演者（第9部）
- 大岡越前：加藤剛
- 雪絵：平淑恵（第1話 - 第8話、第10話 - 第19話、第21話 - 第26話）
- 風間駿介：和田浩治（第1話 - 第3話、第5話、第7話 - 第14話、第16話、第21話 - 第22話、第26話）
- 猿（ましら）の三次：松山英太郎（第1話 - 第19話、第21話、第24話、第26話）
- すっとびの辰三：高橋元太郎（第1話 - 第19話、第21話 - 第26話）
- 出目の勘太：谷幹一
- 立花喬之助：佐藤佑介
- 千鶴：舟倉由佑子（第1話 - 第13話、第15話 - 第19話、第21話 - 第23話、第26話）
- 志保：根本律子（第1話 - 第3話、第5話 - 第9話、第11話 - 第26話）
- おはな：香山まり子（第1話 - 第5話、第7話 - 第19話、第22話 - 第23話、第25話 - 第26話）
- おちよ：片山由香（第4話 - 第10話、第12話 - 第19話、第21話 - 第26話）
- おあき：坂上味和
- おはる：加藤由美
- おなつ：桂川京子
- おふゆ：小林有里
- 高木（養生所所員）：高井清史
- 水すましの源五郎：園田正美
- 蕪木兵助：森田健作
- 徳川吉宗：山口崇（第1話 - 第2話、第4話、第7話、第9話、第26話）
- 村上源次郎：大坂志郎（第1話 - 第9話、第11話 - 第26話）
- 榊原伊織：竹脇無我（第1話 - 第3話、第5話 - 第9話、第12話 - 第14話、第16話 - 第18話、第20話 - 第21話、第24話、第26話）

#### スタッフ（第9部）
- 製作総指揮：松下幸之助
- 製作代表：松下正治、丹羽正治
- 製作：山下俊彦、小林郁、逸見稔
- 原案：葉村彰子
- 脚本：葉村彰子、櫻井康裕、大西信行、芦沢俊郎、加瀬高之
- 音楽：山下毅雄
- 題字：朝比奈宗源
- ナレーター：芥川隆行
- 撮影：原田裕平、片山顕、古谷伸、萩屋信
- 美術：鈴木孝俊
- 録音：中川清、渡部芳丈、神戸孝憲、木村均
- 照明：武邦男、真城喩、伊勢晴夫、大谷康郎、岩見秀夫、岡田耕二
- 編集：河合勝巳
- チーフ助監督：髙倉祐二、金鐘守、井上泰治、久郷久雄、矢田清巳
- 擬斗：菅原俊夫、上野隆三、土井淳之祐
- 邦楽監修：中本敏生
- 衣裳：東京衣裳
- 衣裳提供：全国呉服青年連合会、全国呉服専門店会連合会
- 美粧・結髪：東和美粧
- 装置：和田順吉、増田道清、磯谷幸一
- 装飾：長尾康久、長谷川優市呂、籠尾和人
- 小道具：高津商会
- かつら：山崎かつら
- 記録：川島庸子、内藤幸子、西野敏子、満尾晃子
- 演技事務：山下義明、石川正男
- 計測：小林善和、原田国一、藤井重光、山口鉄雄
- 整音：加藤正行
- 現像：東洋現像所
- 騎馬：岸本乗馬センター
- 協力：俳優座、京都・大覚寺
- 制作補：山田勝
- 制作協力：東映
- プロデューサー：西村俊一
- プロデューサー補：大庭喜儀
- 特技：宍戸大全
- 監督：工藤栄一、倉田準二、山内鉄也、居川靖彦、岡本静夫

#### 解説（第9部）
- 特にこの部以降、悪行を働いて裁きを受けるべき者の屋敷やアジトに潜入した忠相が「南町奉行、大岡越前」と名乗り、大立ち回りをした後に、南町奉行配下の捕り方が押し寄せるパターン（遠山金四郎を主役とした「江戸を斬るII」以降と同様の展開）が目立って増えてくる。
  - 初期は、忠相は市中を出歩いて事件においてめぼしい情報を得ても、直接捜査に出向くよりも、配下の与力・同心たちに助言を与えて捜査させ、捕り方まで任せることが多かった。
  - 「ナショナル劇場」の「水戸黄門」や「江戸を斬るII」以降では、主人公が潜入捜査を行う際、通常は本名を名乗らないことが多い（「水戸黄門」であれば「越後の縮緬問屋の隠居」、「江戸を斬るII」以降であれば「大工の金公」など）。また、他局の勧善懲悪ものの時代劇（例えば「暴れん坊将軍」であれば、「貧乏旗本の三男坊・徳田新之助」と最初は名乗る）も同様であることが多いが、この「大岡越前」では、忠相が正式な身分・名前を告げることがほとんどである。
- この部では同心が最多の4人体制となる。岡っ引きは2人体制になる。勘太が前作では文蔵やおけいの下っ引き扱いであったが、この部から辰三同様、独立した岡っ引きになる。
- 見習い同心の立花喬之助とその姉・千鶴が登場し、第14部に至る。
- 第1部から登場している大坂志郎演じる同心の最古参・村上源次郎はこの部の最終回が最後の登場になる。なお、演じた大坂志郎は第10部の放送終了後に死去し、後述のとおり、第11部第15部では「村上源次郎」と大坂志郎を追悼する話が放映された。
- 第5部から登場している同心・風間駿介を演じた和田浩治は、この部の本放送終了後に死去したため、風間駿介にとってもこの部の最終回が最後の登場となった。
  - この部制作の時点で風間駿介役の和田浩治は体調不良になっており、そのため風間駿介が登場しない回も少なくなく、また登場する回でも登場場面が減少しており、しばしば蕪木兵助が風間駿介のような役回りを演じていた。風間駿介が不在のときには、（千鶴の台詞で）小田原へ出向いて留守とされたこともある。
- 第8部同様、基本的には風間駿介＋辰三、蕪木兵助＋勘太の組み合わせだが、風間駿介不在時には蕪木兵助＋辰三、立花喬之助＋勘太となっていた。
  - 風間駿介が姿を消したことについては、大坂志郎演じる村上源次郎も同時に姿を消したためか、物語中では語られなかった。
  - 風間駿介の登場回数減少のためか、第8部から登場した蕪木兵助が、前作よりも成長し、風間駿介に次ぐ若手同心の柱として描かれている（立花喬之助の世話を村上源次郎が風間駿介でなく蕪木兵助に頼むなど）。
- 辰三とおはなが第3話でようやく結婚する。この夫婦の設定は次の第10部まで継続する。第4話で転居し、勘太の住む長屋（勘太の部屋の隣）で暮らし、おはなは、引き続き大岡家へ通い奉公することになる。
  - 第8部第17話「らくだが死んだ」で、勘太と「らくだの馬」の間の壁に穴が空いており、この回では勘太の部屋との穴をきちんとふさいだことを長屋の大家が言及する。ただし、「らくだの馬」の部屋は勘太の部屋の左隣、辰三とおはなの新居は、勘太の部屋の右隣に位置する。
- 大岡家の女中が、第4話から登場した「おちよ」とともに、2人体制となり、同様に第10部まで継続する（第10部ではおちよ役が交代する）。
- この第9部から、雪絵役が平淑恵へ交代し、最終回スペシャルに至る。
  - 第2話では、雪絵は、医術の心得があまりないように描かれており、第6部まで実父譲りの医術の心得がある設定は継承されていない。第1部では、実父母は病死し寡婦の吉本作左ヱ門のもと、男手一つで育てられていた設定だが、第13〜15部では雪絵の母・静加が登場することから、平淑恵の雪絵は第1部の設定が継承されていない、と考えることもできる。
- この第9部から第11部まで3部連続して、第1話と第2話が前後編構成となる。なお、そのいずれにも名和宏が悪役で出演している。
- 第1話〜第2話は、上述の通り前後編となっている。内容としては、第1部第27話〜第28話「天一坊事件」の（吉宗の）御烙印・天一坊と山内伊賀亮に相当する役の性別を男性から女性に変更している。
  - 第1話〜第2話は、第1〜3部まで、い組（鳶）の伊三郎役でレギュラー出演者だった中村竹弥が老中・松平乗邑役でゲスト出演した。
  - 第1話では、伊織と三次が大阪に向かう道中に、伊織の「亡くなった呑舟先生が…」という台詞があり、この話で、海野呑舟が亡くなったことが初めて明らかになる（呑舟を演じた志村喬は、この部の本放送の3年前の1982年に死去）。
  - 第2話では、第5部、第7部で小石川養生所に寄進していた武蔵屋の設定が復活する。
  - 第1部第27話〜第28話「天一坊事件」の類似点は、吉宗とご落胤との対面を先延ばししようとする忠相に対し吉宗が謹慎処分にする点で、相違点は以下の表の通り。

| 相違点                        | 第9部第1〜2話「天下を狙った魔性の女」 | 第1部第27〜28話「天一坊事件」                                                                        |
| ----------------------------- | --- | --- |
| 御烙印                        | 女：まさ姫（の偽者・「おあき」） | 男：天一坊（の偽者・宝沢（ほうたく））                                                               |
| 首謀者                        | 女：「まさ姫」を預かっていた浄蓮院妙真 （の偽者（妹）・紀州家の奥から逐電し、姉を殺して入れ替わる）                                                       | 男：山内伊賀亮 （このドラマでは描かれていないが 豊臣恩顧の子孫として描かれることが多い）             |
| 首謀者と忠相との やりとり     | 特に問答対決などはない。露見後は殺される。 | 前半は問答対決となり忠相は敗れる。 偽者と露見直後に逃げ出すが、忠相の助力で 大橋文右ヱ門に殺される。 |
| 御烙印似顔絵の 作成者         | 蕪木兵助 | 忠相                                                                                                 |
| 紀州で証人を探し に向かった者 | 風間駿介、蕪木兵助 | 村上源次郎、榊原伊織                                                                                 |
| 御烙印証明の品を 持ち出した者 | 「まさ姫」を預かっていた浄蓮院妙真（の偽者（妹）） | 天一坊（の偽者・宝沢（ほうたく））                                                                   |
| 御烙印の措置                  | 浄蓮院妙真の殺害を目撃したために脅迫されたことに配慮し 「まさ」姫役を演じた「おあき」は江戸で暮らすことになり、 第3話で、三次の店「たぬき」で働き始める。 | 処刑される。                                                                                         |

- 第10話「夫婦の絆は値千両」では、第3部で初代おはなを演じた田坂都がゲスト出演している。また、この回は珍しく村上源次郎が登場せず、風間駿介が村上源次郎のような役回りを演じていた。なお、この回の出演者表記のトメは森田健作であった。
- 第12話「縛られたお地蔵様」は第4部第14話「巷談 縛られ地蔵」のリメイクである。最初に地蔵に縄をかけたのはリメイク元と同じく辰三であり、ラストで有名になった地蔵に願をかけるのも辰三である（なお、第4部の辰三の願は、この部の第3話で成就した）。
- 第14話「奉行に似ていた復讐鬼」では加藤剛が二役を演じている。役名は佐原雄之進。
- 第16話「兄を殺した非道医者」では、第2部第2話「悪の決算」、第7部第7話「嘘つき親父の真実」と同様に、白州において、凶器に付いた血糊は人間のものか、犬・猫の類のものか、忠相が伊織に尋ねるシーンがあり、この回では伊織は「区別できる」「人間の血糊」と証言し、菅貫太郎演じる真の犯罪者（林田玄庵）が罪を白状した後、第2部第2話「悪の決算」と同様に、伊織は「今の医学では、血糊は人間と動物の区別ができない」と語る。
  - 林田玄庵が伊織の嘘の発言の際「金さえあれば俺も長崎に行って蘭方医学を学びたかった」と語り、かつては医術への志は高かったように描かれている。菅貫太郎は第7部第7話「嘘つき親父の真実」でも同様の伊織の発言で自白する役を演じている。
- 第19話「義賊つむじ風の仇討ち」では、蕪木兵助が画才を活かして「読売（瓦版）」に絵を描く副業をしていたことが分かる。
- 第20話「見えぬ目が見た真犯人」は、第4部以降必ず登場していた辰三が登場しない回となった。
- 第26話「吉宗暗殺仇討ちの陰謀」では山口崇が二役を演じている。役名は川田市之進。
  - 吉宗が目安箱を自ら開錠せずに投書を読む描写があり、第2部第21話「勇気ある挑戦」での説明（及び史実としても正しい描写）から後退している。

### 第10部
「大岡越前 第10部」（おおおかえちぜん だい10ぶ）は1988年2月29日から1988年9月5日までナショナル劇場で放送された時代劇。製作はC.A.L。全27話。

#### 概要（第10部）
大岡忠相は鋭い観察力で悪人達からは恐れられ、また町民たちからは人情深い奉行として慕われている。見習い同心だった立花喬之助が正式な同心となり、ベテラン同心として村上源次郎に代わり、佐橋孫兵衛が加わった。また、新米の見習い同心として北風正吾が加わった。また、三次の営む船宿「やなぎ」にはお柳がおり、三次とともに忠相の密偵となって活躍する。新しいメンバーとともに、ベテラン佐橋孫兵衛はじめ、同心の蕪木兵助・立花喬之助、見習い同心の北風正吾、すっとびの辰三、出目の勘太など真面目で明るい仲間たちと力を合わせて難しい事件を次々解決していく。

#### レギュラー出演者（第10部）
- 大岡越前：加藤剛
- 蕪木兵助：森田健作（第1話 - 第23話、第25話 - 第27話）
- 雪絵：平淑恵（第1話 - 第15話、第18話 - 第19話、第21話 - 第27話）
- 猿（ましら）の三次：松山英太郎
- すっとびの辰三：高橋元太郎（第1話 - 第2話、第4話 - 第5話、第7話 - 第11話、第13話 - 第20話、第22話 - 第26話）
- 出目の勘太：谷幹一（第1話 - 第15話、第19話 - 第27話）
- 立花喬之助：佐藤佑介
- 志保：根本りつ子
- お柳：森マリア
- 北風正吾：四方堂亘
- 千鶴：舟倉由佑子
- おはな：香山まり子（第1話 - 第2話、第4話 - 第5話、第7話 - 第11話、第13話 - 第15話、第17話 - 第20話、第22話 - 第27話）
- しのぶ：清水美砂
- おたま：高橋靖子（第1話 - 第15話、第17話 - 第20話、第22話 - 第27話）
- お千代：西村美有紀（第1話 - 第15話、第18話 - 第19話、第22話 - 第27話）
- 高木（養生所所員）：高井清史
- 水すましの源五郎：園田正美
- 徳川吉宗：山口崇（第26話、第27話）
- 佐橋孫兵衛：佐野浅夫
- 榊原伊織：竹脇無我（第1話 - 第3話、第5話 - 第6話、第8話 - 第18話、第21話 - 第22話、第26話 - 第27話）

#### スタッフ（第10部）
- 製作総指揮：松下幸之助
- 製作副指揮：松下正治
- 製作代表：山下俊彦、丹羽正治
- 製作：谷井昭雄、藤井貞夫、逸見稔
- 原案：葉村彰子
- 脚本：葉村彰子、大西信行、芦沢俊郎、櫻井康裕、石川孝人、田上雄、垂水悟郎
- 音楽：山下毅雄
- 題字：朝比奈宗源
- ナレーター：芥川隆行
- 撮影：萩屋信、原田裕平、片山顕、赤塚滋、平山善樹、都築雅人
- 美術：鈴木孝俊、高見哲也、倉橋利韶
- 録音：中川清、神戸孝憲、木村均、面屋竜憲、小金丸輝貴、中路豊隆、中山茂二
- 照明：真城喩、伊勢晴夫、大谷康郎、岩見秀夫、武邦男
- 編集：河合勝巳
- チーフ助監督：曽根勇、井上泰治、山本憲、金鐘守、内沢豊、梅原重行、和田圭一、久郷久雄
- 擬斗：菅原俊夫
- 邦楽監修：中本哲
- 衣裳：東京衣裳
- 美粧・結髪：東和美粧
- 装置：青木茂雄
- 装飾：長谷川優市呂
- 小道具：高津商会
- かつら：山崎かつら
- 記録：川島庸子、内藤幸子、西野敏子、小川加津子、野崎八重子
- 演技事務：山下義明
- 計測：原田国一、作村龍二
- 整音：加藤正行
- スチール：深野隆、金井謹治、北脇克巳
- 現像：IMAGICA
- 舞踏振付：藤間藤雄（第1話）
- 刺青師：毛利清二（第13話）
- 騎馬：岸本乗馬センター（第23話）
- 協力：京都・大覚寺
- 制作補：山田勝
- 制作協力：東映
- プロデューサー：西村俊一
- プロデューサー補：大庭喜儀
- 特技：宍戸大全
- 監督：山内鉄也、松尾正武、矢田清巳、髙倉祐二

#### 解説（第10部）
- この第10部から、企画として、逸見稔が明示される（なお、第11〜13部は、制作、第14部は企画として明示される）。
- 第3部からチーフ助監督を務めていた髙倉祐二と、第4部からチーフ助監督を務めていた矢田清巳が監督に昇格する。
- 第9部まで、オープニングで紹介されていた「音楽：山下毅雄」が、この部では、エンディングで紹介されるように変更となった。
- 第9部まで、放送の冒頭に「大岡越前」のタイトルバックとオープニングジングルが存在したが、第10部からは、番組冒頭すぐに物語が始まるようになった（タイトルバックなし、オープニングジングルも基本的にない）。
  - ただし、第3話「巷の噂を買う女」、第8話「医者は悪事の隠れみの」は、タイトルバックはないがオープニングジングルがある形でスタートする。
- 第9部に続き、同心は4人体制であるが、前作から引き続き登場するのは、蕪木兵助・立花喬之助のみである。
- この第10部から、ベテラン同心は大坂志郎演じた村上源次郎に替わり、佐野浅夫演じる佐橋孫兵衛となる。佐橋孫兵衛は第13部第17話まで登場し、最終回スペシャルで復帰する。
  - この時点では、大坂志郎は「降板」ではなく、病気療養のための「休養」であったが、結果としては、復帰は叶わなかった。
  - 忠相と村上源次郎は（旗本・大岡忠高と同心・村上源次郎が身分を隔てて親しい関係にあり、忠相の子供時代は子守をした間柄でもあった。さらに忠相は、村上源次郎の娘・千歳と許嫁の関係でもあったことから）「源さん」「若」と呼び合っていたのに対し、佐橋孫兵衛とは「孫さん」「お奉行」と呼び合っている。
  - 村上源次郎に比べ、佐橋孫兵衛は年齢の割に無茶をし、忠相がそれを抑える描写が増える（例えば、第12話「暴利を貪る悪徳商法」など）。村上源次郎は、時に忠相の行動を戒めていたが、この部の初期の段階では、その役割は佐橋孫兵衛には果たせていない。特に第10部前半においては、同心の後進指導役も忠相が担う状態になっていた。後半ようやく落ち着いた老同心となっていく。
- 若手同心のエース格が蕪木兵助となり、第12部第1話に至る。また、立花喬之助が見習い同心から昇進する。
- 見習い同心として、北風正吾が加わるが、この部のみの登場である。
- この第10部では、この時期の部では珍しく、辰三が不在の回が多く、幹太が不在の回も少なくなく、辰三と幹太が揃って出ない回も多い。逆に、伊織が出る回が多く、伊織と辰三、幹太が揃って出る回は第1話と第2話だけである。
- この第10部のみ、三次は、同心たちのたまり場であった小料理屋「たぬき」に代わって、船宿「やなぎ」を経営している（翌11部に、「たぬき」に戻る）。
- 密偵として新たに森マリア演じるお柳が登場し、第13部に至る。なお、この部以後、密偵は常時2人体制となる。
  - お柳は、普段は船宿「やなぎ」の女将として働いている。
- この第10部のみ、清水美砂演じる「しのぶ」が登場する。清水が、NHKの連続テレビ小説「青春家族」で主演となってブレイクする直前の出演である。
- 第10部のポスターからそれまでのNマークに変わってNationalのロゴマークが登場した。
- 第4話「華のお江戸の意地競べ」は単独で3度目の「三方一両損」を扱った回である（第1部の小エピソードを含めれば4度目）。財布を落とした植木屋の男・清六と財布を拾った魚屋の男・宇之吉に、それぞれ蕪木兵助と佐橋孫兵衛が加担したため騒動が大きくなった（第6部第3話「意地っ張り三方一両損」で財布を落とした男に加担した村上源次郎の役割を蕪木兵助、財布を拾った男に加担した忠高の役割を佐橋孫兵衛に置き換えている）。
  - 第6部第3話「意地っ張り三方一両損」と同様に、財布を拾った男・宇之吉と財布を落とした男（清六）の妹（お町）とが、夫婦になる約束をしている設定であり、複雑な事態となった。
  - 同じく三方一両損を扱った第8部第7話「意地比べ江戸っ子気質」で、財布を拾った大工の佐吉役だった赤塚真人が、この回では財布を落とした清六役となっている。
- 第10話「命を賭けた悲哀の捕縄」では、亡き父の跡を継いで「おりん」が女目明かしになるよう願い出る。第8部第1話では、伊織が忠相らに「養生所にも女医者（志保）がいる。前例なら作れば良い」と語っていたが、この話では伊織が「忠相、女は女らしく、穏やかに暮らせるよう、考えてやれ」と第8部第1話とは全く逆の助言を行い、雪絵に「案外古い」とたしめられるなど、伊織の発言に不整合がある。
- 第15話「凶賊に奪われた十手」にて、しのぶが佐橋孫兵衛の養女となる（第10部の初期から、しのぶは孫兵衛の世話を焼いていた）。
  - なお、しのぶが佐橋孫兵衛の養女という設定は、この第10部のみで、第11部以降は引き継がれていない。
- 第17話「夢で拾った因果な財布」は、第7部第5話「夢で拾った五十両」と同じく、古典落語（人情噺）の「芝浜」を翻案したものである。
  - 第7部第5話「夢で拾った五十両」は、落語の「芝浜」の設定そのままに殺人事件が加わった内容であった。この回では、財布を拾う男が魚屋から大工に変更され、拾った財布の中に小判とともに抜け荷（密輸）に使う割符が入っており、この割符を取り戻そうとする悪人が登場するなど改変部分が多い。ただし、財布を拾った大工が酒を断ち、酒を勧められると「また夢になるといけねえ」という台詞があり、落語の「芝浜」のサゲは有効利用されている。
- 第18話「志保が試した麻酔薬」では、アヘンを麻酔薬に利用するため、猫でまず効用を試し（多くの猫が弔われているシーンがある）、志保がアヘンを服用し、人間への効用も確認する。
  - アヘンの密売人を捕らえるために、辰三が女装する。捕らえた密売人は何者かに狙撃され、小石川養生所に運ばれる。
  - 伊織が麻酔薬のないまま大けがを負ったアヘンの密売人を手術し失敗する。その失敗をアヘンの密売人と関係のある瓦版の版元（女性）が瓦版に書き立てる。この版元は密売人を裏切る際にケガを負い、アヘンを用いた麻酔による手術で生還し、白州でのアヘン密売の証言者となる。
  - アヘンを麻酔に利用することを伊織は忠相に告げるが、ご禁制のアヘンのため忠相はすぐに同意しない。伊織や志保は忠相の同意のないまま、アヘンの麻酔を志保の体で臨床試験を行い、成功に至る。
  - 伊織のアヘンの麻酔薬適用提案の直後に、忠相は公儀にその旨を届け、許可を得ている。ただし、忠相は、伊織達のアヘンの取り扱いにあたっては、なかなか仲が進展しない伊織と志保に配慮した「条件」を付けている。
  - 第3部第15話「天狗の眠り」では、史実に基づきチョウセンアサガオを用いた麻酔とその歴史が説明されるが、この部では史実を重視しない（娯楽性を重視する）逸見稔が企画として明示されており、史実軽視が強くなっている。従って、エンディングナレーション等でも一切その説明はない。
- 第19話「掏った財布で恩返し」では、第11部から第13部まで千夏役で出演する川島なお美がゲスト出演した。
- 第20話「親不孝息子の敵討ち」では、父親の吉田屋伊左衛門から勘当された若旦那・伊之助が、練馬大根を売り歩き勘当を解いてもらおうとする。練馬大根はちょうど享保年間には定着した大根である（文献上の初出は、1683年（天和3年）に戸田茂睡が編集した「紫の一本」である）。
  - 物語の冒頭、勘当された若旦那の伊之助が三次に金を無心するが、それを見ていた忠相が「寄場送り」を示唆し、伊之助は渋々大根を売り歩くことになる。第4部以降の解説に度々書いたが、人足寄場はまだ享保期には存在しない。
  - 豆問屋の「束ね」として値上げに反対する吉田屋伊左衛門が、値を釣り上げようとする玉屋仁兵衛の手の者に殺されることになる。吉田屋伊左衛門を演じた浜田寅彦は、「大岡越前」においても悪役を演じることが多いが、この回では珍しく真っ当な商売をする大店の主を演じている（ただし「大岡越前」では、浜田寅彦が悪役を演じないケースもままある（例えば第9部では有馬兵庫頭を演じている））。
  - 伊之助の勘当が解かれないまま吉田屋伊左衛門は死亡するが、忠相の裁きは亡き伊左衛門の意を汲んだ裁きを下す。
- 第21話「狙われた赤ん坊」では、伊織の往診に忠相が従うシーンがある。
- 第22話「駕籠屋が見ていた真犯人」は、第2部第6話「権三と助十」の脚本を担当した大西信行本人がリメイクしている。もともとは大岡政談の「小間物屋彦兵衛（権三助十）」の翻案である。第2部の解説も参考にされたい。なお、大岡政談「小間物屋彦兵衛（権三助十）」の翻案は、第2部第6話「権三と助十」、第6部第11話「江戸っ子駕籠」に続き3度目であり、本作は第2部第6話「権三と助十」のリメイクとなる。
  - 当初7月25日に放映予定だったが翌週の8月1日に変更となった。その年のプロ野球オールスターゲーム第1戦が雨天順延となり、TBS系列の中部日本放送が放映権を獲得していた第2戦が7月25日（月曜）にずれたため、第22話の放送を急遽延期したことによる。
  - 第2部第6話「権三と助十」との違いは、下表の通り。

| 相違点                                | 第10部第22話「駕籠屋が見ていた真犯人」 | 第2部第6話「権三と助十」 |
| ------------------------------------- | --- | --- |
| 被害者                                | 小柳圭子演じる金貸しのお寅が強硬に小間物屋彦兵衛に 借金を取り立てる因業ぶりが強調される。 殺害現場に小間物屋彦兵衛の手拭いが残され、 彦兵衛の借金の証文も消えていた。 | 小間物屋彦兵衛が借金を申し込んだ馬喰町旅籠 「よねや」の女隠居おたね。 門跡（）様へ収める「講中」のために貯めていた金なので 貸せないと小間物屋彦兵衛の借金を断った後に、 何者かに殺害される。 |
| 小間物屋彦兵衛の 証言                 | 一貫して無実を訴える。 | 彦兵衛の部屋で発見された大金が盗んだ金と疑われる。 その金は大坂にいる妻子を呼び寄せ、独立して店を開くために 貯めた金と証言し続けるが、村上源次郎の拷問によって 最終的には自分が殺害したと自白する。 |
| 小間物屋彦兵衛の 扱い                 | 真犯人・丑松を油断させるために伊織の力を借りて 小間物屋彦兵衛を入牢中に死んでしまったことにした。                                                                     | 忠相の判断で、権三と助十の証言の前に小間物屋彦兵衛は 拷問によって牢死してしまったことにした。 小間物屋彦兵衛は忠相の役宅で匿っていた。 |
| 長屋の対応                            | 小間物屋彦兵衛が長患いで伊織の診察を受け、 伊織の発案で長屋連中から入牢中に解き放ちの 嘆願書が出される。                                                              | 牢死とされた際に、長屋連中は弔いをあげるために、 亡骸を引き取りたいと願い出たが、 （匿っていることを内緒にしているため） 重罪人という理由で、亡骸の下げ渡しは拒否された。 |
| 真犯人                                | 小間物屋彦兵衛牢死（扱い）前、権三と助十の証言で、 真犯人・丑松が分かるが証拠不充分で解き放たれる。                                                                   | 小間物屋彦兵衛牢死（扱い）後、権三と助十の証言で、 左官の勘太郎が分かるが、 （真相究明のために）証拠不充分で解き放った。 勘太郎は手引きしただけで、真犯人は直参旗本・青山十太夫で、 追跡した忠相（と三次）に成敗された。 |
| 小間物屋彦兵衛の 子                   | 牢死とされた後、娘・お七が上方から出てくる。 | 牢死とされた後、息子・彦三郎が上方から出てくる。 |
| 真犯人確定時の 対応                   | （佐橋孫兵衛によって牢死したわけではない） | 村上源次郎の筋書きで、彦三郎・権三・助十が再吟味を訴え、 乱暴狼藉を働いたことにして奉行所へ捕縛する。 村上源次郎は、小間物屋彦兵衛が牢死と告げられていたときも、 冤罪だった可能性を考えていた。 そのため、小間物屋彦兵衛が無実と判明すると 村上源次郎は切腹する覚悟だった。 忠相は「源さんに腹なんか切らせるもんか」と語っている。 |
| 白州                                  | 権三が、牢死させてしまったのはあんまりだと語る。 | 忠相が、正直者の権三と助十に褒美を与える旨を伝えると、 無理な願いと承知の上、死んだ彦兵衛さんを 生きて返して欲しいと頼む。 |
| 小間物屋彦兵衛の 生存を知っていたか？ | 白州が終わるまで、佐橋孫兵衛は、小間物屋彦兵衛が 生きていることは知らされていなかったが、 三次や辰三は知っていたように描かれている。                                  | 白州が終わるまで、村上源次郎は、小間物屋彦兵衛が 生きていることは知らされていなかった。 |

- 第23話「臆病風を吹き飛ばせ！」では、第8部第24話「雪絵を狙った夜の奉行」と同様に、「弱法師（よろぼし）」の面を被った手練れ（小田切玄之介）が登場する。この手練れと対峙し、死の恐怖を感じた新人同心・北風正吾の成長を描く。「しのぶ」が一時さらわれ、北風正吾が救出に向かう。
  - 死の恐怖を感じ怖じ気づいた北風正吾を、忠相は役宅に呼び、励ますために自分の欠点（金槌）を語り、完全無欠な人間ではないと話す。忠相の言によれば「5歳の夏に、大岡家の知行地・相模国茅ヶ崎に父に連れていってもらい海辺で水遊びをしていたときに、波にさらわれて塩水をたらふく飲み、以来水に近付こうとしなかった。父は体は自然に水に浮かぶと励まし、泳ぎを覚えさせようとしたが、恐怖のあまりひきつけを起こすほどだった」とのこと（その後の雪絵との会話で、塩水をたらふく飲んだのは事実だが、金槌については嘘であった可能性も示唆される（真相は忠相が話をはぐらかせたため不明。なお、第4部第17話「友情」では、忠相が車屋藤兵衛により川に投げ込まれるが、泳げない描写はない））。
  - その上で、忠相は北風正吾に「恐れを知ることは大切なことだ。恐れを知ってさらに一歩進む真の勇気は、おのれ自身との喧嘩に勝って、初めて得られる」と励ます。北風正吾は、蕪木兵助に十手術を教わるなど積極的になっていく。
  - なお、この回で語られた大岡忠相の知行地は実際に茅ヶ崎にあった。茅ヶ崎市には大岡家累代の菩提寺である浄見寺があり、忠相の墓も浄見寺にある。また、毎年4月中旬には「大岡越前祭」が催されている。
- 第26話「辻斬り三葉葵の陰謀」、第27話「将軍吉宗暗殺計画」は前後編構成となっている。
  - 江戸市中の辻斬りが「三つ葉葵の紋」を付けていたことから騒動となる。この回では、単に「三つ葉葵」と表現され、第2部第22話「幻術師」で村上源次郎が各御三家の葵の紋を見分けることができていたが、このあたりは簡略化されている。
  - 第26話では、アヘンを、忠相と伊織が横流ししているという書状が目安箱に投げ込まれるが、第18話「志保が試した麻酔薬」で公儀から麻酔薬として使用することについて、既に承認を得たことについては一切触れられていない（ただし、小石川御薬園でケシが栽培されていることは言及がある）。
  - 目安箱の開錠方法なども、第26話のナレーションでは簡略化されており、第2部第21話「勇気ある挑戦」のように吉宗自らが箱を開錠する描写はない。
  - 信濃松本藩の水野忠恒の乱行による改易（享保10年（1725年））の3年後を舞台としている。改易理由について、乱行（史実では、江戸城松の廊下で刃傷沙汰を起こした）であることを理由にすると、家臣・領民へ悪影響となるため、形式上養子手続きの遅延を理由に改易とした。真の改易理由を知らない遺臣・堀田蔵人らは将軍吉宗に逆恨みしていた。この遺臣達を尾張藩江戸家老・日高弾正や米問屋・富田屋利兵衛が悪用し（尾張大納言宗春は関与していない）、吉宗を暗殺しようとする（この回でも宗春を「尾張大納言」と表現しているが、第3部解説でも書いたとおり、大納言は没後に贈位された）。なお、堀田蔵人は富田屋に狙撃されそうになった吉宗をかばい盾となって銃弾を受け怪我を負うが、伊織の治療を受け、事件解決後、忠相の取りなしで（治療の甲斐無く死亡したことにして）、娘・奈津とともに信州へ帰っていった。
  - 伊織の処方した薬のすり替え、雪絵の誘拐、目安箱の投書に誘導されて町に出る吉宗など、お馴染みのパターンが複数盛り込まれている。
  - 前後編とも、辰三が登場しない（ただし、辰三の妻「おはな」は忠相の役宅にて登場する）。

### 第11部
「大岡越前 第11部」（おおおかえちぜん だい11ぶ）は1990年4月23日から1990年10月15日までナショナル劇場で放送された時代劇。製作はC.A.L。全26話。

#### 概要（第11部）
大岡忠相は鋭い観察力で悪人達からは恐れられ、また町民たちからは人情深い奉行として慕われている。忠相の知行地から片瀬堅太郎が医師になるべく榊原伊織を尋ね、養生所の見習い医師となった。また、叔父の勘太を頼ってやってきたお京は、目明かしになるべく忠相の許しを得て娘目明かしになる。また、第7部以降、4部ぶりに忠相の母・妙が登場することも第11部の特徴の1つである。引き続き登場するベテラン同心の佐橋孫兵衛はじめ、同心の蕪木兵助・立花喬之助、すっとびの辰三、出目の勘太など真面目で明るい仲間たちと力を合わせて難しい事件を次々解決していく。

#### レギュラー出演者（第11部）
- 大岡越前：加藤剛
- 蕪木兵助：森田健作
- 雪絵：平淑恵（第1話 - 第5話、第7話 - 第26話）
- 猿の三次：松山英太郎（第1話 - 第3話、第7話、第9話 - 第11話、第13話、第15話 - 第26話）
- すっとびの辰三：高橋元太郎（第1話 - 第5話、第7話、第9話、第11話 - 第14話、第16話 - 第26話）
- 出目の勘太：谷幹一
- 立花喬之助：佐藤佑介
- 千夏：川島なお美（第1話 - 第5話、第7話、第9話、第11話 - 第26話）
- 志保：根本りつ子（第1話 - 第11話、第13話 - 第20話、第22話 - 第26話）
- お京：相楽晴子（第5話 - 第7話、第9話 - 第11話、第13話、第15話 - 第26話）
- お柳：森マリア
- 千鶴：舟倉由佑子（第1話 - 第5話、第7話、第9話 - 第11話、第13話 - 第26話）
- 片瀬堅太郎：佐野圭亮（第3話 - 第7話、第9話、第11話、第13話 - 第20話、第22話 - 第26話）
- おはな：安永亜衣（第1話 - 第5話、第7話、第9話 - 第14話、第16話、第18話 - 第26話）
- お松：海野圭子
- お竹：中尾麻祐子
- お梅：武田京子
- 高木保之進（養生所員）：高井清史
- 水すましの源五郎：薗田正美
- 佐橋孫兵衛：佐野浅夫
- 大岡妙：加藤治子（第1話 - 第2話、第21話、第25話）
- 吉宗：山口崇（第1話 - 第2話、第7話)
- 榊原伊織：竹脇無我（第1話 - 第4話、第7話、第9話、第11話、第13話、第16話、第18話 - 第20話、第22話 - 第24話、第26話）

##### 準レギュラー
- 水野和泉守：幸田宗丸（第1話）
- 中山出雲守：高野真二（第1話）
- 有馬兵庫頭：中村錦司（第1話 - 第2話）

#### スタッフ（第11部）
- 製作総指揮：松下正治
- 製作副指揮：丹羽正治
- 製作代表：山下俊彦、藤井貞夫
- 製作：谷井昭雄、三好俊夫、逸見稔
- 原案：葉村彰子
- 脚本：葉村彰子、大西信行、芦沢俊郎、櫻井康裕、土橋成男
- 音楽：山下毅雄
- 題字：朝比奈宗源
- ナレーター：芥川隆行
- 撮影：萩屋信、原田裕平、片山顕、小林善和、平山善樹、都築雅人
- 美術：鈴木孝俊、高見哲也、塚本隆治
- 録音：中川清、神戸孝憲、木村均、面屋竜憲、小金丸輝貴
- 照明：伊勢晴夫、大谷康郎、佐々木政一、畑下隆憲、岩見秀夫
- 編集：河合勝巳
- チーフ助監督：和田圭一、佐藤晴夫、原田徹、佐野陽一、井上泰治、梅原重行、喜田川隆義
- 擬斗：菅原俊夫、上野隆三、土井淳之祐
- 邦楽監修：中本哲
- 衣裳：東京衣裳
- 美粧・結髪：東和美粧
- 装置：和田順吉、増田道清
- 装飾：窪田治、籠尾和人、長尾康久
- 小道具：高津商会
- かつら：山崎かつら
- 記録：重信美香、西村直美、西野敏子、小川加津子、内藤幸子、石田照、野口多喜子
- 演技事務：山下義明
- 計測：作村龍二、原田国一、長町満、境哲也
- 整音：加藤正行
- スチール：深野隆、高瀬和三郎
- 現像：IMAGICA
- 舞踏振付：藤間藤雄（第25話）
- 騎馬：岸本乗馬センター（第5話）
- 協力：京都・大覚寺、京都・北野天満宮（第22話、第25話）
- 制作担当：山田勝
- 制作協力：東映太秦映像
- プロデューサー：大庭喜儀
- チーフプロデューサー：西村俊一
- 特技：宍戸大全
- 監督：山内鉄也、松尾正武、矢田清巳、髙倉祐二、宮越澄

#### 解説（第11部）
- この部は放送20周年記念となり、ポスターにも「おかげさまで20年」と記載される。
- 同心が、佐橋孫兵衛・蕪木兵助・立花喬之助の3人体制となる。また、この部から、忠相の同心（村上源次郎と佐橋孫兵衛を除く）に対する呼び方が名字で統一される。
- 下の表のように、三次の店が「たぬき」（小料理屋）に戻り、同心の数も減り、辰三の妻も「たぬき」の女中になったことから、「だんらん風景」が「たぬき」に集約される傾向が強くなった。
- 設定等の変更が多いことから、第10部等との比較は以下の通りとなる。

| 相違点                        | 第11部 | 第10部                                                                                 |
| ----------------------------- | --- | -------------------------------------------------------------------------------------- |
| オープニング 紹介順序         | タイトル→サブタイトル→原案→脚本→ 音楽→ナレーター→監督→（配役） | タイトル→サブタイトル→原案→脚本→（配役）→監督 （音楽・ナレーターはエンディングで紹介） |
| オープニング テーマ           | テーマ曲の章の4（口笛・コーラスなし） （なお、口笛・コーラスありの回もある。詳細はテーマ曲の章参照） | 全話テーマ曲の章の3（口笛・コーラスあり）                                              |
| エンディング 逸見稔の扱い     | 制作 | 企画                                                                                   |
| エンディング プロデューサ紹介 | プロデューサ2名 西村俊一は一画面単独で表示、 大庭喜儀は他のスタッフと同等で、その筆頭の扱い。 | プロデューサ1名 西村俊一                                                               |
| 大岡家                        | 3名 大岡忠相、雪絵、 妙（第7部以来の出演、準レギュラー） | 2名 大岡忠相、雪絵                                                                     |
| 白州のふすま                  | グレー地に水色模様 | 白地に水色模様 （第1部は灰色模様、第6部は茶色模様）                                    |
| 同心                          | 3名 ベテラン：佐橋孫兵衛 中堅：蕪木兵助 若手：立花喬之助 | 4名 ベテラン：佐橋孫兵衛 中堅：蕪木兵助 若手：立花喬之助 新人：北風正吾                |
| 岡っ引き                      | 3名 すっとびの辰三 出目の勘太 お京（第5話から、勘太の姪（相楽晴子・第11部のみ）） | 2名 すっとびの辰三 出目の勘太                                                          |
| 小石川養生所                  | 肝煎：榊原伊織 女医：志保 養生所員：高木保之進 （第7部の登場からようやく名前が付く・町人髷） 見習い医師：片瀬堅太郎 （第3話から（佐野圭亮（第3部まで政吉を演じた 里見浩太朗の息子で、佐野浅夫とも親戚にあたる））） | 肝煎：榊原伊織 女医：志保 養生所員：高木                                               |
| 南町奉行 役宅女中             | 1名 おはな（未婚（安永亜衣）） | 2名 おはな（辰三の妻（香山まり子）） お千代                                            |
| 三次の店名                    | 「たぬき」に戻る | 船宿「やなぎ」                                                                         |
| 三次の店の女中                | 女将：お柳 女中：お松：海野圭子（第3話以降） 女中：お竹（中尾麻祐子・辰三の妻） 女中：お梅（武田京子） （女中3名で「松竹梅」となる、高橋靖子は役名の変更のみ）                                                      | 女将：お柳 女中：しのぶ（清水美砂・孫兵衛の養女になるまで） 女中：おたま（武田京子）   |
| 佐橋孫兵衛の家族              | 実の娘・千夏（川島なお美（第13部まで）） （2時間スペシャルでは美栞了で復活） | 養女・しのぶ（清水美砂）                                                               |
| 辰三の妻                      | お竹（たぬき女中（中尾麻祐子（第12部まで））） | おはな（忠相役宅奉公人（香山まり子））                                                 |
| 辰三と勘太の長屋              | 壁に穴が空いている。位置関係は変更無し。 （第9部第4話以前の設定に戻っている） | 壁の穴は埋められた。（第9部第4話〜第10部）                                             |

- オープニングジングルは基本的に第10部同様ないが、第1話と最終話には存在する。また第5話では、オープニングテーマが流れた後にオープニングジングルと同じ音が鳴る。
- 第1話及び第2話「吉宗暗殺の野望」は前・後編扱いであり、第1話の終わりに「前篇・終」と記載される。第10部の最終話同様、尾張大納言宗春が吉宗の質素倹約に対抗し華美な振る舞いをとることが描かれる（なお、大納言は宗春の没後に贈位された）。
  - 第1話の冒頭では、第3部第3話「天下の果し合い」の冒頭の落書「公方さまは乞食に似たり、尾張は天下に似たり」を、差別用語に配慮して「公方さまはなんとかに似たり、尾張は天下に似たり」と尾張藩士（木谷邦臣）が読み上げるシーンがある。また、第2話では、忠相の配慮で、江戸城外で、吉宗と尾張大納言宗春が直言し合うシーンがあるため、第3部第3話「天下の果し合い」のエッセンスが一部流用されている。
  - 大まかな内容は、第1部第15話「折鶴殺人事件」や第2部第3話「復讐・唐人剣」や第5部第12話「唐獅子の復讐」を組み合わせた、第8部第13話「復讐唐人剣」と、第6部第2話「辻斬り三葉葵」や尾張藩との確執を描いた各話をミックスさせたものである。
  - 第4部第20話まで有馬兵庫頭を演じていた中村錦司が、久しぶりに有馬兵庫頭に復帰した。また忠相の母・妙も登場し、忠高の位牌の前で決意を語るシーンなどがあるため、初期から第7部あたりに近い印象を与える。
  - 第1話で、毒針についた成分は「ヴェノム（Venom）」と志保が語る。伊織の説明は「ハブやマムシの毒を抽出した毒液」だったが、ヴェノムは、特定の動物が「咬む」「刺す」といった行為によって相手に注入する毒素を指す言葉で、ハブ・マムシなどに限定して使われる言葉ではない。
  - 第2話では、清国使節団の侍女であった秀麗（お松）と、見世物小屋で手品を披露する麗華（園江）が、抜け荷の濡れ衣を着せられた大村屋の姉妹と判明する（翻案元の第5部第12話「唐獅子の復讐」では「大村屋」は濡れ衣を着せる方の屋号の1つ、この回で濡れ衣を着せる方の屋号が「玄海屋」で、翻案元の第5部第12話では濡れ衣を着せられる方の屋号であり、屋号をソックリ入れ替えている）。事件の解決後、「お松」は三次の店「たぬき」で働くことになる（第9部以降、初回エピソードで事件に巻き込まれた女性が、三次の店で働くようになる展開が続いている）。
  - 第1〜第2話、第7話で、「鹿の子餅」を振る舞うシーンがあるが、享保年間にはまだ「鹿の子餅」は作られていない。9代将軍・徳川家重の宝暦年間から作られはじめた餅（和菓子）である。
- 第3話「薬袋に黒い罠」では、冒頭に忠相の知行地の代官の推薦状を持った片瀬堅太郎が登場する。その際に、近江屋嘉兵衛が胆石の痛みで苦しんでいるところに、榊原伊織・志保が遭遇し痛み止めの薬を処方する。近江屋嘉兵衛は、法外な治療代を要求する沢井喬庵（菅貫太郎）にこれまでかかっていたが、効果がなかったため、伊織に主治医を変えることにした。その後、発作が起こった際に、養生所に薬に取りに行った際に、帰る途中に喧嘩に巻き込まれた際に処方薬がすり替えられ、その薬を飲んだ近江屋嘉兵衛が死んでしまう。第1部第19〜20話「悪魔の人形使い」や第5部第2話「すり替えられた薬」からたびたびリメイクされた展開となっている（直近では第10部第26話「辻斬り三葉葵の陰謀」）。
  - 毎度のことではあるが、伊織は「人間である以上、過ちを犯さない保証はない」と語る点もほぼ共通である（まれに間違ってないと伊織が言うこともある）。
  - 薬のすり替えは、近江屋嘉兵衛の後妻・おこう、沢井喬庵の弟・才次郎、沢井喬庵らが結託して近江屋嘉兵衛を毒殺しようとしたものである。
  - 片瀬堅太郎が養生所を訪れた際、養生所員の高木が、初めて自ら「高木保之進」と名乗るシーンがある。また、伊織の処方箋から薬を処方した責任を感じ、自殺しようとし、志保と片瀬堅太郎に止められる場面もある。
- 第4話「緋桜の女」は、殺生をしない「義賊・緋桜組」の頭・お紋が、15年前に一度の殺生で「緋桜組」を解散したことや、その犠牲者の一人娘・お糸を引き取り育てたことから「江戸払」となった。
  - 第3部第20話「ゆすり」で設定された「旧悪」（この「大岡越前」ではいわゆる「公訴時効」が10年、「公事方御定書」では12か月）は無視されている。
- 第5話「娘目明し一番手柄」冒頭、伊豆三戸浜から江戸に出た「江戸で知らない人はいない、江戸一番の大目明しの出目の勘太親分」と信じている出目の勘太の姪・お京が登場するが、関東一円を荒らす盗賊団・野洲の仙五郎の盗人宿に勝手に近付いたため、人質になり、その捕り物の過程で辰三が狙撃され怪我を負う（人質になっても、お京は化粧豆を落とすなど、探索に協力している）。また、忠相が直々に探索に向かい、江戸町奉行管轄外の下総古河藩で盗賊団を捕らえたため、古河藩の町奉行（西山辰夫）に裁きを任せている。
  - この回で、第11部の長屋の辰三と勘太の部屋の位置関係が分かる。勘太の部屋とは第9部以降と位置は変わらないが、第9部第3話まで壁に穴が空いていた設定が復活している。
  - 事件解決後、お京は忠相へ直々に目明しになりたいと告げる。忠相は「夢や憧れでできる仕事ではない」と目明しの厳しさを語り、目明しの「修業」をすることを認めることにした。
    - 「お京という名の娘目明しが、谷幹一演ずる岡っ引きとコンビを組む」という図式は、同じナショナル劇場で放送されていた『江戸を斬る（第2部 - 第6部）』（主演：西郷輝彦）でおなじみの展開で、第4部から第6部まで採用されていた（岡っ引きの名は「出目の金太」）
      - ただし、各部によってお京を演じる女優は異なり、第4部から順にジュディ・オング、山口いづみ、由美かおるで、設定は各部ごとにリセットされ別人である。例えば、第5部では設定編で父親の吉兵衛（佐野浅夫）が殉職し、その遺志を継いで家業を継いでいる）。
      - また、第3部ではレギュラーの女スリの名前がお京であった（演：ジャネット八田）。

    - 第1部に当たる『江戸を斬る 梓右近隠密帳』（主演：竹脇無我）でも既に娘目明し・小夜（榊原るみ）が登場している（こちらでチームを組んでいるのは高橋元太郎演ずる「がってん竹」と、浅若芳太郎演ずる「のっそり松」）。また父親・仏の長兵衛（大坂志郎）が健在で同様に岡っ引きである。
- 第6話「鱈に当たった変な奴」は、落語の「らくだ」などをベースにした大がかりな翻案となっている。らくだの馬の死因が、フグから家主・六兵衛を毒殺させるためにトリカブトを仕込んだ鱈に変わっている（六兵衛は鱈が嫌いなので馬が食べた）。また、白州ではトリカブトを通常腰痛のために利用してきたと語る金井大演じる聖天の仁造に、多量のトリカブトの粉末からどの程度1度に服用してきたのか迫る場面など、全体的にコミカルな話に変わっている。
  - 第8部第17話「らくだが死んだ」の解説のとおり、「ラクダ」が江戸市中で知られるのはこの舞台の100年後だが、この回では「らくだ」の語源の説明は削除されている。
  - なお、この回でも「らくだの馬」の遺体を運び出す役割は出目の勘太である。
  - この回で、花沢徳衛は5度目のゲスト出演であり、その5話全ての脚本を大西信行が担当している（第4部第23話「持った病の人助け」、第6部第16話「因業大家と人情大工」、第7部第21話「母は天下の御意見番」、第8部第7話「意地比べ江戸っ子気質」、第11部第6話「鱈に当たった変な奴」）。しかも、全て役名は「長屋の家主・六兵衛（六兵ヱ）」である。多くが因業な大家を演じてきた（落語「五貫裁き」の翻案が多い）が、この回では、長屋は古いが安い店賃で貸してきた家主であり、地上げにも耳を貸さず、長屋の住民にも慕われている描写があるのが大きな違いである。
- 第7話「将軍様とふかし藷（）」は、第6部第13話「情が仇の蕎麦がき代」と第7部第12話「鬼を泣かせた娘」を組み合わせて翻案している。無断外出した吉宗が、貧しい姉弟の博打好きの父親の借金を、雨宿りと熱々の「ふかしいも」の礼に5両与える部分は第6部の翻案となり、おくみに実の両親が見つかって白州に持ち込まれ、育ての親の過去をおくみが語る部分は第7部の翻案となる。
  - 吉宗が貧しい姉弟に5両与えたことで大問題になったため忠相は吉宗をとがめ、おくみに針箱（葵の紋入り）を改めて贈ることになる。
- 第10話「相合傘の出逢い」の冒頭部は、第7部第3話「相合傘の女」とほぼ同じである。
  - なお、忠相に傘を貸した綾の義母の菊は、自刃しようと逡巡しているときに、ちょうど綾に横恋慕した男の雇った悪党が部屋に入り込んだため、自刃を強要され懐刀が体に刺さった状態のところを綾に発見される。虫の息の菊は、綾にとどめを刺すように願い、綾は菊の自殺を幇助した。白州では心神喪失状態と忠相は判断するが、綾は「とどめを刺したのは私。義母は取り留める可能性があった」「御定法通りの裁きを望む」旨を忠相に語る。この白州の展開は第1部第10話「裁かれる者は....」に類似しているが、第三者の証言者（志保）が確実であるとして無罪とした。
- 第14話「お奉行様は用心棒」の冒頭では、辻斬りのおとり捜査で、蕪木以下の同心・辰三・勘太が女装している。
- 村上源次郎を演じていた大坂志郎が第10部放送終了後に死去し、第11部第15話において「追悼作」が放映された。村上源次郎が生前捕らえた下手人とその娘に関わる事件を題材にしている。作中では登場人物らの台詞や忠相らの墓参で村上源次郎の存在と死去が明らかにされたのみだが、本放送当日、TBSの番組宣伝番組では村上源次郎の登場場面が紹介された。また、この回は初期の部以来、お白洲及び越前の裁きがないこの時期の部としては珍しい話となった。
- 第16話「三方納めた一両損」は、大岡政談の「三方一両損」を単独で4度目に扱った回である（第1部の小エピソードを含めれば5度目）。なお、三方一両損を単独で扱った最初の第6部第3話を除く、第8部第7話、第10部第4話、今回の第11部第16話の3話に連続して赤塚真人が出演しており、第8部と同じく3両を拾った男を演じている（第10部では3両を落とした男）。なお、第6部第3話で財布を落とした元次を演じた桜木健一が、この回でも同様に財布を落とした金太を演じている。
  - 内容としては、第8部のように左官職人が見せ物扱いになり、第6部・第10部のように、当事者が別の当事者の妹と夫婦になる約束をしている設定は使われているが、第6部や第10部のように、同心らの板挟みになる描写はない。
- 第17話「濡れ衣晴らした人情長屋」は、大岡政談の「小間物屋彦兵衛（権三助十）」の4度目（第2部第6話、第6部第11話、第10部第22話）の翻案となる。第6部では忠相の乗った駕籠屋が真相を語るため大岡政談の「権三助十」を踏襲していたが、この回では第2部、第10部をベースにしている。殺しの疑いをかけられるのは小間物屋の「ごへえ」（位牌にもそう書かれている）と名前が改変され、小間物屋の娘・おきちが上方から出てくる。
  - 志保の策で、再吟味のためにあえて小間物屋の娘・おきちを縛り上げて奉行所に訴え出る。
  - 無実の小間物屋を牢死した扱いにし、密かに匿った真相は、佐橋孫兵衛・三次・お柳・志保のみに知らされ、その他の同心・岡っ引・雪絵には知らされていなかった。
- 第18話「殺しを招いた横恋慕」は、女医・志保に横恋慕する大店の主が殺され、志保が下手人となるよう策略がある点で、第10部第9話「見破った偽の証拠」の翻案となっている。
- 第21話「奉行の母は大べら棒」は、妙の住む柳原の屋敷に雨漏りが多く、屋根を修繕する話であり、第6部第16話「因業大家と人情大工」のリメイクとなっている（妙の会話も亡き忠高を意識している）。ただし、第6部第16話は落語の「大工調べ」のみの翻案だが、この回は白州の裁きが2度開かれ、前半の裁きは「五貫裁き」を翻案し、毎朝の返済の書き付けに難渋した因業大家が再度訴え出て、後半は「大工調べ」の翻案となっている。
- 第22話「贋金を掏った女」で、千夏役の川島なお美が二役を演じている。役名はお小夜（女スリ）。
- 第26話「めでためでたの大岡裁き」で蕪木兵助と千鶴が結婚する。
  - なお、この回の放映前にナレーターの芥川隆行が病死し、猿の三次役の松山英太郎も本放送後に病死するため、この回が最後の出演となる（三次については旧作のフィルムを使い回して、第12部第1話にも登場する）。
- 第24話放送当日の1990年10月1日から、富山県でのネット局が、日本テレビ系列の北日本放送から、同日開局となったTBS系列新局のチューリップテレビへと変更された[2]。

### 第12部
「大岡越前 第12部」（おおおかえちぜん だい12ぶ）は1991年10月14日から1992年3月30日までナショナル劇場で放送された時代劇。製作はC.A.L。全24話。

#### 概要（第12部）
大岡忠相は鋭い観察力で悪人達からは恐れられ、また町民たちからは人情深い奉行として慕われている。猿の三次は、刺客に襲われた忠相をかばって命を落とし、同心・蕪木兵助も、その一味と思われる集団を目撃した娘お鈴を救おうとして重傷を負い、忠相や新妻の千鶴らの見守るなか死亡する。三次を失った「たぬき」では、三次の昔馴染みでお鈴の父親でもある丁の目の半次を板前に迎えて、店を続けることにした。この部では、吟味方（詮議方）与力・片平弥平次や同心・筧甚八も加わる。また、北町奉行所同心・赤垣伝兵衛が「たぬき」の看板娘には嫌がられるものの、よく「たぬき」に出入りするようになる。浪人姿の忠相に酒をおごってもらうかわりに、重要な情報を提供することもある。南町奉行所では、冒頭相次ぐ不幸が訪れたが、ベテラン同心の佐橋孫兵衛はじめ、吟味方（詮議方）与力・片平弥平次、同心の筧甚八・立花喬之助、すっとびの辰三、出目の勘太など真面目で明るい仲間たちと力を合わせて難しい事件を次々解決していく。

#### レギュラー出演者（第12部）
- 大岡越前：加藤剛
- 雪絵：平淑恵
- 筧甚八：原田大二郎
- すっとびの辰三：高橋元太郎
- 出目の勘太：谷幹一（第1話 - 第13話、第15話 - 第16話、第18話 - 第19話、第21話 - 第24話）
- 立花喬之助：佐藤佑介（第1話 - 第19話、第21話 - 第24話）
- 千夏：川島なお美（第1話 - 第19話、第21話 - 第24話）
- 志保：根本りつ子（第1話 - 第10話、第12話 - 第15話、第17話 - 第24話）
- お柳：森マリア
- 千鶴：舟倉由佑子（第1話 - 第19話、第22話 - 第24話）
- お鈴：花島優子
- 片瀬堅太郎：佐野圭亮（第1話 - 第10話、第12話 - 第24話）
- お千代：山下志麻
- お玉：宮川明子
- お梅：武田京子
- 北村一平：島英臣
- 高木保之進：高井清史（第1話 - 第10話、第12話 - 第24話）
- もぐらの久助：井上茂（第1話 - 第11話、第13話 - 第19話、第22話 - 第24話）
- 丁の目の半次：左とん平（第5話 - 第24話）
- 猿（ましら）の三次：松山英太郎（第1話）※過去映像の編集で登場、配役紹介にはない
- 蕪木兵助：森田健作（第1話）
- 赤垣伝兵衛：小松政夫（第1話 - 第11話、第13話 - 第19話、第22話 - 第24話）
- 片平弥平次：西岡德馬（第6話、第17話、第20話）
- 徳川吉宗：山口崇（第12話、第16話）
- 佐橋孫兵衛：佐野浅夫
- 榊原伊織：竹脇無我（第1話 - 第10話、第12話 - 第15話、第17話 - 第24話）

##### 準レギュラー
- 水野和泉守：幸田宗丸（第1話、第11話 - 第13話、第16話、第20話、第24話）
- 中山出雲守：高野真二（第1話、第3話、第7話、第11話、第16話、第20話、第24話）
- 有馬兵庫頭：中村錦司（第2話、第12話、第24話）

#### スタッフ（第12部）
- 製作総指揮：松下正治
- 製作副指揮：丹羽正治
- 製作代表：山下俊彦、藤井貞夫
- 製作：谷井昭雄、三好俊夫、逸見稔
- 原案：葉村彰子
- 脚本：葉村彰子、大西信行、芦沢俊郎、櫻井康裕、土橋成男
- 音楽：山下毅雄
- 題字：朝比奈宗源
- ナレーター：杉山真太郎
- 撮影：小林善和、萩屋信、片山顕、原田裕平、都築雅人、平山善樹、赤塚滋
- 美術：鈴木孝俊、栗崎元成、塚本隆治
- 録音：神戸孝憲、中川清、小金丸輝貴、木村均、田辺義教
- 照明：伊勢晴夫、大谷康郎、武邦男、佐々木政一、畑下隆憲
- 編集：河合和子
- チーフ助監督：和田圭一、佐藤晴夫、佐野陽一、井上泰治、久島和也、喜田川隆義、高垣博也
- 擬斗：菅原俊夫、三好郁夫
- 邦楽監修：中本哲
- 衣裳：東京衣裳
- 美粧・結髪：東和美粧
- 装置：山本永寿
- 装飾：窪田治
- 小道具：高津商会
- かつら：山崎かつら
- 記録：西村直美、西野敏子、小川加津子、内藤幸子
- 演技事務：山下義明
- 計測：作村龍二、原田国一、望月真寿夫、長谷川光徳
- 整音：加藤正行
- スチール：深野隆、高瀬和三郎
- 現像：IMAGICA
- 騎馬：岸本乗馬センター（第12話）
- 協力：京都・大覚寺
- 制作担当：山田勝
- 制作協力：東映太秦映像
- プロデューサー：大庭喜儀
- チーフプロデューサー：西村俊一
- 特技：宍戸大全
- 監督：山内鉄也、矢田清巳、髙倉祐二

#### 解説（第12部）
- 猿（ましら）の三次を演じていた松山英太郎が第11部の放送終了後に死去したため、第1話で三次の殉職を回想するシーンが入れられた。多くの場面は別の役者を使い後ろ姿のみ写し、斬られる場面は第9部第3話「辰三おはなの祝言騒動」で斬られたふりをした場面を再編集している。また、他局の昼の情報番組「森田健作の熱血テレビ」の司会を担当することになった森田健作も京都での長期撮影が不可能になったため、第1話で蕪木兵助の殉職という形で降板した。
- この第12部第1話から原田大二郎演じる筧甚八が本所奉行所から移籍の形で登場した。原田は第3部の与力・池田大助役以来の出演であり、筧甚八役としては第13部まで出演した。
- この第12部第6話から西岡德馬演じる吟味方与力あるいは詮議方与力・片平弥平次が準レギュラーで登場する。この片平弥平次を演じる西岡德馬は第13部まで出演した。
  - なお、第6話「能面の女が雇った刺客」の冒頭の片平弥平次が自己紹介するシーンでは「片平さへいじ」と名乗っている。ただし、オープニングの配役紹介では「片平弥平次」となっており、その後登場する第17話でも「片平弥平次」と名乗っている。
- 三次に代わる密偵として左とん平演じる丁の目の半次が第5話「瞼の父は盗っ人だった」から登場し、最終回スペシャルに至る。
  - 第5話では、丁の目の半次が上方から帰ってきた際に、三次が「たぬき」を営んでいたことを思い出し、「たぬき」に顔を出す。実の娘お鈴が忠相宅で働いていることや、これまで三次が忠相の手下となって働き、忠相をかばい死んだことを忠相・佐橋孫兵衛・お柳らに打ち明けられ、「たぬき」の板前の跡を継ぐことになる。
- 北町奉行所の同心として小松政夫演じる赤垣伝兵衛がこの部から登場し、第15部に至る（この時点ではダメ同心の扱いだった）。なお小松政夫は同時間枠の「江戸を斬る」（里見浩太朗主演）や「翔んでる！平賀源内」でも同様のダメ同心役を演じていた。配下の岡っ引きである井上茂は「翔んでる！平賀源内」に続いてコンビを組んでいる。
  - 赤垣伝兵衛と「たぬき」の女将・お柳とコミカルなやりとりが描かれ、「たぬき」の女中たちは赤垣伝兵衛を「北町のゲジゲジ」と呼んでいた。
  - 赤垣伝兵衛は、この部では大店から金をせびった際に情報を得たり、夜鷹などに非常に詳しかったりする。南町奉行所で得ていない情報が多いため、「たぬき」にて、忠相が赤垣伝兵衛に酒をおごり（赤垣伝兵衛は、忠相を気前の良い浪人と思い込んでおり、南町奉行とは知らない）、その際の会話で、忠相は赤垣伝兵衛の知る情報を得て、南町奉行所の捜査に役立てていることが多い。
  - また、第17話「地獄の淵に咲いた恋」では、南町奉行所の与力・片平弥平次と同心・筧甚八が潜入捜査で得たアヘンの抜け荷取引を、既に赤垣伝兵衛が把握し、その話を聞いた忠相が驚いた表情を見せるなど、イレギュラーな方法ではあるものの情報収集能力には長けているように描かれている。
- 忠相宅の奉公人が再度一新され、花島優子演じるお鈴と島英臣演じる北村一平となった。お鈴は第13部まで、北村一平は第14部まで登場する。
  - 北村一平は、主に大岡家役宅で家計のやりくりや雑用を担当している。お鈴は主に料理を担当し、料理の腕は、大岡夫妻や北村一平が一目を置いている。
- 第1話において、蕪木兵助が筧甚八の単独行動を戒め、南町奉行所では協力しながら捜査にあたる（忠相の方針）ことを話した後に殉職という形となる。第2話「無慈悲裁いた怒りの白洲」では、筧甚八も行動を改め、南町奉行所の流儀に従い、蕪木兵助の未亡人となった千鶴にも認められる描写がある。その後は、筧甚八が立花家で食事をしている場面が多くなる。
  - 第2話「無慈悲裁いた怒りの白洲」は、第5部第3話「欲しかった思い遣り」のリメイクとなっている。
- 第12話「将軍救った鉄拳仁術」は、本放送が正月はじめの放送にあたったため、吉宗が登場するほか、伊織の長崎時代の先輩にあたる津山宗純（演：加山雄三）が登場し、吉宗の病を治すとともに、長崎奉行と結託して行われていた抜け荷の解決が描かれた。
  - 津山宗純が伊織の師匠・海野呑舟の弟子であったかどうかは、言及がなかったことから不明である。
  - 吉宗の病は、長崎奉行から献上されたオウムによるオウム病であった。オウム病はクラミジアの一種なので抗生物質による治療が必須で、オウム病という名称自体は近年呼ばれるようになったもの。
  - オープニングの配役紹介は通常、最後（トメ）に竹脇無我となっているが、この回では加山雄三がトメに紹介されている。
- 第14話「姫様の好物ふかし藷」は第11部第7話「将軍様とふかし藷」の翻案となっているが、お忍びで出歩くのは吉宗ではなく水戸家の姫に変更されている。
- 第16話「十手を持った無法者」では、吉宗が町を出歩いている際に岡っ引き（玄次）の横暴を見たため（この騒動を酔っ払いの喧嘩として処理したのが赤垣伝兵衛）、吉宗は激怒し、岡っ引き・小者を廃止する旨、北・南町奉行2名に通達する。しかし、忠相の反対により3か月後まで様子を見ることになった。その後、玄次の悪行が裁かれた後は、吉宗は岡っ引き・小者を容認する方針に改めた。
  - 冒頭、普段は辰三が左官業、勘太が刃物の研ぎを請け負っていることが説明される。
  - 同心たちが岡っ引き・小者の給金を与えていることも、筧甚八や立花喬之助により説明されている。
  - オープニングの配役紹介は、通常、最後（トメ）が竹脇無我となっているが、この回では竹脇無我が登場しないため、山口崇がトメに紹介されている。
- 第21話「鬼を泣かせた大工裁き」は、第11部第21話「奉行の母は大べら棒」をリメイクしたもので、雨漏りとなった家は佐橋孫兵衛宅であり、雨の日に家の中で傘を差すはめになるのは、佐橋孫兵衛・千夏親子である。
  - 第11部第21話と同様に、大西信行による落語（大岡政談）の「五貫裁き」「大工調べ」を組み合わせて翻案したものである（大工調べの翻案はこの回で5度目となる（参考：第3部第21話、第5部第23話、第6部第16話、第11部第21話、第12部第21話））。
- 第12部のポスターからTBSのロゴマークが変更され、Nationalの下の松下電器・松下電工の書体の位置も変更された。

### 第13部
「大岡越前 第13部」（おおおかえちぜん だい13ぶ）は1992年11月16日から1993年5月10日までナショナル劇場で放送された時代劇。製作はC.A.L。全26話。

#### 概要（第13部）
大岡忠相は鋭い観察力で悪人達からは恐れられ、また町民たちからは人情深い奉行として慕われている。この部では、養生所医師・片瀬堅太郎が、死傷事件の検死・治療を速やかに行うべく、第1話より奉行所付き医師となり、さらに第19話より定廻り同心に任命され、正式に南町奉行所の一員となる。また、赤垣伝兵衛は北町奉行所を追われ、南町奉行所の同心となる。ほか、終盤で佐橋孫兵衛が罪人の供養のため西国巡礼の旅に出た。また、雪絵の母・静加が登場する（第1部当初の設定は、雪絵の実母は病死し、吉本作左ヱ門の養女として男手1つで育てられた）。

#### レギュラー出演者（第13部）
- 大岡越前：加藤剛
- 雪絵：平淑恵（第1話 - 第14話、第16話 - 第22話、第24話 - 第26話）
- 筧甚八：原田大二郎（第1話 - 第7話、第9話 - 第10話、第12話 - 第14話、第16話 - 第22話、第24話 - 第26話）
- 丁の目の半次：左とん平（第1話 - 第7話、第9話 - 第13話、第17話 - 第18話）
- すっとびの辰三：高橋元太郎（第1話 - 第22話、第24話 - 第26話）
- 出目の勘太：谷幹一
- 立花喬之助：佐藤佑介
- 千夏：川島なお美（第1話 - 第7話、第9話 - 第14話、第16話 - 第18話、第20話 - 第26話）
- 志保：根本りつ子（第1話 - 第3話、第5話 - 第7話、第9話 - 第10話、第12話 - 第13話、第15話 - 第26話）
- お柳：森マリア（第1話 - 第25話）
- 片瀬堅太郎：佐野圭亮
- 千鶴：舟倉由佑子 (第1話 - 第14話、第16話 - 第26話)
- お鈴：花島優子（第1話 - 第2話、第18話）
- 北村一平：島英臣
- 高木保之進：高井清史
- すみれ：吉井丈絵
- お君：彩木優花
- お梅：武田京子
- 蛍：浦田久美
- もぐらの久助：井上茂（第1話 - 第13話、第15話 - 第26話）
- 赤垣伝兵衛：小松政夫 （第1話 - 第13話、第15話 - 第26話）
- 片平弥平次：西岡德馬（第1話、第2話）
- お蓮：鮎川いずみ（第1話 - 第3話）
- 佐橋孫兵衛：佐野浅夫（第1話 - 第17話）
- 徳川吉宗：山口崇（第4話、第9話、第14話）
- 静加：藤間紫（第1話 - 第14話、第17話 - 第26話）
- 榊原伊織：竹脇無我（第1話 - 第2話、第5話 - 第7話、第9話 - 第10話、第12話 - 第13話、第15話 - 第26話）

##### 準レギュラー
- 永松左兵衛：中野誠也（第1話 - 第2話、第7話、第14話、第26話）
- 水野和泉守：幸田宗丸（第1話 - 第2話、第14話、第26話）
- 中山出雲守：高野真二（第4話、第14話）
- お照：ふじまゆか（第4話、第8話、第14話）

#### スタッフ（第13部）
- 制作：逸見稔
- 原案：葉村彰子
- 脚本：葉村彰子、大西信行、芦沢俊郎、櫻井康裕、土橋成男
- 音楽：山下毅雄
- 題字：朝比奈宗源
- ナレーター：杉山真太郎
- 撮影：萩屋信、小林善和、片山顕、原田裕平、都築雅人
- 美術：鈴木孝俊、三浦鐐二、高見哲也、佐野義和、稲野實、辻野大
- 録音：神戸孝憲、中川清、小金丸輝貴、木村均、田辺義教、佐藤茂樹
- 照明：畑下隆憲、伊勢晴夫、大谷康郎、佐々木政一、岩見秀夫
- 編集：河合和子
- チーフ助監督：和田圭一、佐藤晴夫、井上泰治、久島和也、梅原重行、渡辺譲、高垣博也
- 擬斗：菅原俊夫
- 邦楽監修：中本哲
- 衣裳：東京衣裳
- 美粧・結髪：東和美粧
- 装置：森俊昭、水谷好孝、山本永寿
- 装飾：渡辺源三、極並浩史、辻俊安、窪田治、籠尾和人
- 小道具：高津商会
- かつら：山崎かつら
- 進行：宮崎俊弥、松田渡、木岡敦、釣田泰、土生川明弘
- 記録：中田英子、西村直美、西野敏子、小川加津子、内藤幸子、三橋千尋
- 演技事務：山下義明、西村尚三
- 計測：作村龍二、原田国一、松木春吉
- 整音：加藤正行
- スチール：深野隆
- 現像：IMAGICA
- 協力：京都・大覚寺（第2話、第8話、第17話、第23話）、京都・仁和寺（第3話、第5話）、江戸独楽：小宮征夫（第4話）
- 制作協力：東映太秦映像
- プロデューサー：西村俊一、大庭喜儀、山田勝
- 特技：宍戸大全
- 監督：山内鉄也、矢田清巳、髙倉祐二、井上泰治

#### 解説（第13部）
- 第1部からプロデューサーを務めていた西村俊一が、この部をもって降板する。
- 第7部からチーフ助監督を務めていた井上泰治が監督に昇格する。
- 前作ではまったくのダメ同心だった赤垣伝兵衛のキャラクターが、娘・蛍を登場させるなどして多少和らげられた。第4話で忍びで市中を徘徊していた吉宗に十手を向けたことで北町奉行所を追われるが、忠相の計らいで第5話から南町奉行所に加わり、それまで小料理屋「たぬき」で顔を合わせる浪人として接していた忠相の正体を知ることとなる。
- この部から、藤間紫演じる雪絵の母・静加が準レギュラーで登場し、第15部に至る。第1話では、榊原伊織とは、忠相と雪絵が結婚した折に顔を合わせているような台詞があるが、概要に書いたとおり設定の不整合がある。
  - 配役紹介では、佐野浅夫と竹脇無我の間に紹介され、竹脇無我が出演しない回は、最後（トメ）に紹介される。
- 第2話で、大岡家の女中が、北村一平との結婚で暇を願い出たお鈴から、静加付きだったすみれ（登場は第1話から）に交代し、最終回スペシャルに至る。
  - おはな（遠藤真理子）は結婚後も屋敷に長屋から通っていたが、お鈴は屋敷を出てしまい、、次（最後）の出番は第18話のみとなる（長屋暮らしをしており、懐妊したことが描写される）。なお死に別れた母親も盗賊だった。
- この部のみ、中野誠也演じる火付盗賊改方頭・永松左兵衛が準レギュラーで登場する。永松は第14部第20話にも1話限り登場しているが、この時は立花一男が演じた。
- この部のみ、鮎川いずみ演じるお蓮が準レギュラーで登場する。当初は与力・片平弥平次付きの密偵の役回りで登場し、その後は忠相らの指示により動いていた。なお、鮎川いずみは、この撮影時期にプライベートで足を骨折し、3か月入院したため[3]、芸能界引退を決意している。
- この部のオープニングは、配役紹介などで使われる文字が第7話までは細く、第8話以降太い文字が使用されているが、混在して利用されている回もある。
- 佐橋孫兵衛を演じる佐野浅夫が同時間枠の「水戸黄門」の3代目水戸光圀役に選ばれたため、第17話「舅も認めた婿手柄」でお役御免を願い出て諸国巡礼に出るという形で降板する（ただし2006年3月20日の最終回スペシャルでは復帰している）。
- 前2作では小石川養生所員だった片瀬堅太郎が南町奉行所付き監察医となる。さらに、佐橋孫兵衛の勇退に伴って、第19話冒頭で同心に昇格する。ただし、監察医のころも、同心のように探索を手伝うこともあった。また、監察医としての心得は同心になってからも生かされている。第24話では本来は密偵が担当する賭場などの潜入捜査を担当している。
- 丁の目の半次も第18話で「江戸払」となり、降板するような描写はなされたが、次の第14部では初回から復帰している。
  - ただし、半次が旅立つ際、「お鈴の子供が生れ、その子が歩けるようになるころには戻れるだろう」と、復帰を暗示するセリフがある。
- たぬきのお梅を演じた武田京子は第11部からの連続出演となった。たぬきの女中は部ごとに変わる役柄であるが、3部連続出演はまれである。第10部でも「やなぎ」の女中おたま役でレギュラー出演していたことから、女中役では4部連続の出演となった。
- 筧甚八を演じた原田大二郎、千夏を演じた川島なお美、「たぬき」などの女将兼密偵のお柳を演じた森マリアがこの部をもって降板する。ただし、最終回スペシャルでは、千夏を美栞了が、お柳を東てる美が演じて再登場している。
- 第5話「冤罪晴らす情けの十手」は第12部第10話「恋しい父は逃亡者」のリメイクで、今回、逃亡者から傷を受けるものの彼を庇うのは立花である。
- 第7話「祖父の秘密は大泥棒」では、同時間枠の「水戸黄門」の初代水戸光圀役の東野英治郎がゲスト出演した。オープニングでは、最後（トメ）の位置で配役が紹介されている（竹脇無我は出演していないため、佐野浅夫の次に紹介された）。
- 第9話「秋刀魚の煙が目にしみた」は、第11部第7話「将軍様とふかし藷」のリメイク。お忍びの吉宗に静加が付きそう、吉宗の「虎穴に入らずんば虎子を得ず」の潜入捜査が役に立つ、などの変更がある。なお、今回のお忍びの原因は、目安箱の投書（長屋の打ちこわしと立ち退き）であるが、これは放送当時（バブル期）の地上げ騒動を反映している。
- 第10話「女を喰った非道医者」は、第11部第24話「非道裁いた怒りの白洲」のリメイク。夫の薬代のため、医者（諸井久庵）の勧めで提げ重（売春婦の一種）に身を落とした浪人の妻が事件を目撃し、「証言すると自分の行状が白州で明らかになる」という葛藤が追加されている。また、前回は伊織による凶器の血曇りの鑑定がキーとなっていたが、今回は「被害者は伊織の手術で助かっ」ており、白州で犯人を名指ししている。
  - なお、前回は「血痕が人のものか犬のものか鑑定できた」とウソをつき、犯人（強欲だが、満足に医学を学んでいない医師）を欺いて自白させたのち、「実はウソで、いくら蘭方医学でもそこまで医学は発展していない」と伊織自身が犯人に説明していたが、今回は逆となっており、被害者の生存を確かめた犯人が「なぜ腸を切ったのに生きているのだ？」と質問したところ、伊織が「蘭方の手術で切断された部分を縫い合わせた」と答えており、「そこまで蘭方は進んでいるのか」と犯人が驚愕している。
- 第12話「金の亡者は悪検校」では、殺される検校の名前が実在した八橋検校と同じ読みである（八ッ橋検校となっている）。
  - なお、検校などの盲人の当道座は寺社奉行の管轄下である。劇中、なべおさみ演じる宅悦が「関東総検校講習所」において、二代目八ッ橋検校を相続することを認められているが、劇中相続を認めた一人である「典薬頭」は、本来若年寄の配下にある。
  - また、「関東総検校」となった人が講習所を開いたことはあるが、「関東総検校講習所」という組織としては存在していない。
  - 白州において、片瀬堅太郎の策で墨をコールタール（その流れで木タールも伊織の説明で出てくる）と偽って宅悦の目に塗ろうとするが、既にこの時代にはオランダを介してヨーロッパへ醤油が輸出されており、瓶詰めの際にはコールタールで気密性を保っていた[4]。長崎留学の経験のある伊織が知っていたとしてもおかしくはない。
- 第19話「両刃が抉る復讐の謎」は「長崎の仇を江戸で」のパターンである。同じ趣向の第11部第1話・第2話（前後編）では、唐人一座に捜査に行くのは忠相だったが、今回は静加に変更されている。
- 第24話「伊織を狙う狐面の女」は、第12部第6話「能面の女が雇った刺客」のリメイク。前回は標的が忠相で刺客として依頼を受けるのは片平だったが、今回は標的が伊織で刺客に見込まれるのは忠相である。
- 第25話「大工と左官の意地比べ」は、大岡政談の「三方一両損」を単独で5度目に扱った回である（第1部の小エピソードを含めれば6度目）。なお、第6部第3話で財布を落とした元次を演じ、第11部第16話でも財布を落とした金太を演じた桜木健一が、この回で財布を拾った千太を演じている。
  - 第6部・第10部・第11部のように、当事者が別の当事者の妹と夫婦になる約束をしている設定は使われているが、第6部や第10部のように、同心らの板挟みになる描写はない。ただし、大工と左官仲間たちの意地の張り合いにより騒ぎが大きくなった。

#### 再放送と欠番（第13部）
- 第12話「金の亡者は悪検校」は、地上波などの再放送では欠番となっている。目の不自由な人への配慮とみられる。なお、2015年の時代劇専門チャンネルでの連続放送では放送された。

### 第14部
「大岡越前 第14部」（おおおかえちぜん だい14ぶ）は1996年6月17日から1996年12月2日までナショナル劇場で放送された時代劇。製作はC.A.L。全24話。

#### 概要（第14部）
大岡忠相は鋭い観察力で悪人達からは恐れられ、また町民たちからは人情深い奉行として慕われている。榊原伊織は長崎に行っており、結城新三郎が長崎から出てきて、養生所をあずかっている。南町奉行所は、夏目甚八が新たに加わり、立花喬之助、医術の心得もある片瀬堅太郎、そして、有能なベテラン同心になった赤垣伝兵衛がいる。第4話で、今は亡き父親がかつて赤垣伝兵衛の下で働く岡っ引きだったという子吉が、赤垣伝兵衛に説得され岡っ引きとなった。なお、丁の目の半次は、再び「たぬき」に戻り店を切り盛りし、密偵の役割も再び続けることになった。榊原伊織は最終話にのみ登場し、陥れられた新三郎を救うことになる。

#### レギュラー出演者（第14部）
- 大岡越前：加藤剛

- 雪絵：平淑恵（第1話、第3話 - 第7話、第10話 - 第24話）
- 丁の目の半次：左とん平
- 志保：根本りつ子（第1話 - 第8話、第10話 - 第24話）
- お鈴：中野みゆき（第1話、第3話 - 第24話）
- すっとびの辰三：高橋元太郎（第1話 - 第2話、第7話 - 第16話）
- 出目の勘太：谷幹一（第1話 - 第16話、第21話、第23話）
- 立花喬之助：佐藤佑介
- 夏目甚八：てらそま昌紀（第1話、第3話 - 第24話）
- 千鶴：舟倉由佑子（第1話、第3話 - 第7話、第10話 - 第24話）
- 片瀬堅太郎：佐野圭亮
- 北村一平：島英臣
- 高木保之進：高井清史
- すみれ：吉井丈絵
- 子吉：中村獅童（第4話 - 第8話、第10話 - 第24話）
- お春：稲村友紀
- お秋：彩木優花
- 蛍：坂野友香
- 赤垣伝兵衛：小松政夫
- 徳川吉宗：山口崇（第3話、第8話）
- 静加：藤間紫
- 結城新三郎：西郷輝彦（第1話 - 第7話、第9話 - 第24話）
- 榊原伊織：竹脇無我（第24話）
- 見雲遊山：森繁久彌（第1話）

##### 準レギュラー
- 水野和泉守：高野真二（第1話、第8話）

#### スタッフ（第14部）
- 企画：逸見稔
- 原案：葉村彰子
- 脚本：葉村彰子、大西信行、櫻井康裕、吉田剛、田上雄、山内鉄也、田口耕三、廣澤榮、佐藤五月、中村勝行、井上泰治
- 音楽：山下毅雄
- 題字：朝比奈宗源
- ナレーター：杉山真太郎
- 撮影：小林善和、片山顕、都築雅人
- 美術：高見哲也、三浦鐐二、辻野大
- 録音：佐藤茂樹、面屋竜憲、中川清、木村均、田辺義教
- 照明：伊勢晴夫、大谷康郎、武邦男、岩見秀夫
- 編集：河合和子
- チーフ助監督：梅原重行、六車雅宣、和田圭一、佐藤晴夫
- 擬斗：菅原俊夫、三好郁夫、土井淳之祐、上野隆三
- 邦楽監修：中本哲
- 衣裳：植田光三、米田稔
- 美粧・結髪：東和美粧
- 装置：岡田厚詩
- 装飾：長尾康久、平田俊昭、窪田治、三木雅彦
- 小道具：高津商会
- かつら：山崎かつら
- 記録：森井千尋、中田英子、西村直美、小川加津子、内藤幸子
- 進行主任：進藤盛延
- 進行：宮崎俊弥、松田渡、木岡敦、土生川明弘
- 演技事務：山下義明
- 計測：作村龍二、山本辰也、長谷川光徳
- 整音：神戸孝憲
- スチール：荒川大介
- 文芸：皿田明
- 現像・テレシネ：IMAGICA
- 刺青：毛利清二（第9話）
- 騎馬：岸本乗馬センター（第11話）
- 協力：京都・大覚寺（第9話、第11話、第20話 - 第21話）、元離宮・二条城（第3話）、御室・仁和寺（第2話、第16話、第18話）
- 制作協力：東映太秦映像
- プロデューサー：五十嵐通夫、大庭喜儀、山田勝
- 特技：宍戸大全
- 監督：山内鉄也、矢田清巳、髙倉祐二、金鐘守、井上泰治

#### 解説（第14部）
- 第14部のポスターからTBSのロゴマークが変更され、2020年3月まで使用されていたロゴとなった。
- 第5部からチーフ助監督を務めていた金鐘守が監督に昇格する。
- 第13部までは、撮影から仕上げまで一貫して16mmフィルムで製作されていたが、第14部からは、撮影したネガフィルムをIMAGICAにおいて現像後直接テレシネし、編集はビデオによって行うようになった（このため、2015年3月の時代劇専門チャンネルの放送では標準画質素材のアップコンバートマスターで放送されている）。
- オープニング／エンディングに用いられる背景（白州の砂を意匠としたもの）が、この部で白に変わった（それまでは水色がかった白）。
- オープニングの配役紹介の順番が主に2通りあり、結城新三郎役の西郷輝彦が出演する回は、トメに西郷輝彦がクレジットされ、その前に小松政夫がクレジットされる。西郷輝彦が出演しない場合、小松政夫は、加藤剛・（平淑恵）の後（左とん平の前）に紹介され、最後は特技の宍戸大全がクレジットされる。また、山口崇は、トメグループトップに紹介されている。
- この部から必殺シリーズの脚本家である吉田剛、中村勝行、佐藤五月が参加しており、必殺シリーズと同様に時事風刺を盛り込んだ話が作られている（例えば第14話では、学歴信仰を背景にした受験戦争を題材にしている）[要出典]。
- ベテラン同心に小松政夫演じる赤垣伝兵衛が事実上昇格して第15部に至る。第12部の初登場時のようなダメ同心ではなく、良い意味で枯れた印象の頼れる同心となった。ただし、これ以後も、昔の北町奉行の同心時代に関わった話が存在する。なお、忠相と村上源次郎は「源さん」「若」と呼び合い、佐橋孫兵衛とは「孫さん」「お奉行」と呼び合っていたが、赤垣伝兵衛とは「赤垣」「お奉行」と呼び合っている。役者の実年齢は大坂志郎や佐野浅夫は加藤剛より年上だが、小松政夫は4歳年下となる。
- 佐藤佑介演じる立花喬之助が同心の“若頭”に昇格する。なお、佐藤佑介と姉・千鶴を演じた舟倉由佑子もこの部をもって降板した。
- てらそま昌紀演じる同心・夏目甚八が登場する。立場は立花喬之助より下で、片瀬堅太郎より上である。
- この部では、初期のようにレギュラー陣が揃わない回が多く、たぬきも出ない回も多いので、事件解決後にたぬきでレギュラー陣が集わなくなる。そのせいか、半次の登場も少ない。また、辰三の登場も数えるほどで、勘太と伝兵衛が出ない回も少なくなく、辰三と勘太、伝兵衛が揃って何故か最終回にも登場してない。
  - 第3話「将軍様は金魚迷惑」では、お忍びの吉宗が殺人事件の現場に居合わせたため夏目が捕縛する。これは他の同心や岡っ引きは過去に吉宗と出会っており顔を知っているが、夏目は初対面であり単なる浪人としか思っていなかったため。
  - 第7話「復讐果たす怒りの十手」において、父親も同心であり、夜烏の儀十（石橋雅史）一味に殺され、その遺志を継いでいることが明らかとなる。
- 榊原伊織を演じる竹脇無我は、病気の治療の関係で最終話（第24話）のみ出演となっている。
- この部ではナショナル劇場の『江戸を斬る―梓右近隠密帳―』の音楽（例えばオープニング曲など）が多用されている回がある[要出典]。作曲は両作とも山下毅雄。
  - ただし、梓右近役は竹脇無我であり、西郷輝彦が主役を務めたのは第2部 - 第6部であるため、配役に沿った流用というわけではない。なお西郷編の作曲家はいずみ・たく。
- 第6部に登場した新三郎（西郷輝彦）が復帰している。この部から苗字が設定され結城新三郎と名乗っており（オープニングクレジットも同様）、高木などからは「結城先生」と呼ばれていた。性格も以前のような江戸っ子から武士らしい落ち着いたキャラクターに変更され、身分も士分に変更された。「おらんだ新三」と呼ばれることは少なくなっている（第13話「情けを教えた人参泥棒」では悪人からその呼び名が出ている）。
- 志保を演じる根本りつ子がこの部をもって降板するが、最終回スペシャルでは復帰している。
- その他、主要登場人物の周辺の家族関係・人間関係に再度一部設定変更が加えられた。
  - 前作まで登場のお柳、筧甚八、赤垣伝兵衛付きの岡っ引き・久助、立花喬之助の妻となった千夏の存在が抹消されている。ただし、お柳と千夏は最終回スペシャルで別の女優が演じて復帰する。
- 第1話には、新三郎の師匠・見雲遊山役として、森繁久彌が特別出演しており、当ドラマへの出演は、今回が初めてであった。[5]また、その付き添い人役は、第11部まで猿の三次を演じていた松山英太郎の実娘である由夏が演じている。
  - 第1話では、第12部第12話「将軍救った鉄拳仁術」で扱われたオウム病が再び登場。患者が徐々に増えていた。ただし、話中では「南蛮の羽根の綺麗な鳥」などと紹介されており、「オウム病」という名称は登場していない。
  - 第1話などでは、第11部〜第13部で北町奉行・中山出雲守を演じた高野真二が、老中・水野和泉守役を演じている。
- 第2話「罪を前払いした男」では、死んだはずの男かどうかを確認するために母印（指紋）照合を迫るシーンがある。
  - 第12話「偽証に悩む男の良心」では手形照合が採用されている。
- 第1部〜第4部において、村上源次郎の娘で榊原伊織の妻・千春を演じた土田早苗が、第3話「将軍様は金魚迷惑」でお金（おかね）という役でゲスト出演している。
- 第12部〜第13部でもぐらの久助を演じた井上茂が、第7話「復讐果たす怒りの十手」で盗人・伝次という役の他で、数回ゲスト出演している。
- 第11話「狐火の五千両」は、第3部第6話「狐火の五千両」をそのままリメイクしたものである。
- 第14話「母が溺れた受験戦争」は、「昌平黌（昌平坂学問所）」に進むための「予備塾（現代の予備校からのもじり）」において受験者全員に合格者を出し、そこから巨利を得ようとする話である。
  - 昌平坂学問所は寛政年間にできたものであり、現代用語の置き換え（予備校）や、現代用語との誤用（為替と郵便為替の同一化など）がある（必殺シリーズの脚本家（佐藤五月）が執筆しており、同シリーズの時事風刺手法に近いものとなっている[要出典]）。
  - 時事（風刺）を取り入れた作品は以前から存在しており、例えば第13部第9話「秋刀魚の煙が目にしみた」は、長屋の打ちこわしと立ち退きがトラブルの原因であるが、これは放送当時（バブル期）の地上げ騒動を反映している。また、本作の（というよりも時代劇の）定番の一つである「借金のカタに娘を〜」系のトラブルは、サラ金問題の反映も含まれている。同じく定番の「家老や老中などの重役の武士と豪商が組んで悪だくみを行う」は政治家や官僚が大企業と組む事例を示している。
- 第15話「牛も唸った大岡裁き」では、忠相の病気(実は誤解だった)を案じた与平が忠相の元に牛の乳を届ける際に、乳をヒョウタンの中に入れ揺らした影響で偶然ヨーグルト状になり「醍醐」（劇中では「トロリ」と名付けられた）ができるエピソードになっている。これを半次がトッピングとして利用し、それが好評だったために与平がトロリの生産に試行錯誤する様が描かれた（エンドナレーションで「実際にバターが作られたのは50年後」と説明されている）。また、裁きでは「ヴェニスの商人」の「肉は切り取っても良いが、契約書にない血を1滴でも流せば、契約違反」といった部分を翻案しており、忠相自身が通事から聞いた話としてエゲレス（イギリス）の狂言師が書いたものと語っている（作者名は明かされていない）。
- 第19話「無情に泣いた愛の折鶴」は、第4部第19話〜第20話「天下を盗る（前編・後編）」で扱った株仲間が、既に定着した設定となっている（札差株や、法定金利の制定など）。さらに、結城新三郎は「札差株」が既存の株仲間による富の独占になることを指摘し、運用の改善を進言する。この事件を受けて札差株の運用の見直しを行う旨、忠相は決意する。
- 第21話「嘘で守った妻の恥」、第23話「冤罪晴らす大芝居」は、ともに雪恵の昔の知己が事件に巻き込まれており、また真相を暴くために大岡夫妻が浪人中の武家夫婦に扮装する、という共通点がある（過去にも雪恵が貧しい武家の妻を演じ、悪人を欺いたことはあり、これが初めてではない。なお、忠相は常日頃から浪人姿で市中を徘徊しているが、今回の2編の場合は本当に貧しい身なりをしており、生活苦を容易に悪人に悟らせる格好である）。
- 第24話（最終話）「友を裁いた名奉行」は、小石川養生所において患者が殺到している状況で、志保も多忙さから倒れていた。これを打開するやめ、忠相は密かに長崎にいる伊織に相談し、受け入れ患者数を増やすことを計画していた。なお、この回では、小石川養生所の設立の経緯が史実通りとなっている（小川笙船の提案を受け町奉行が建議した旨、伊織が語る。従って、第1部第11話「呑舟先生はどこだ」で描かれた「伊織と忠相が小石川養生所設立に奔走し。海野呑舟を肝煎に迎えた」内容とは異なっている）。また、新三郎が逆恨みされ冤罪で捕らえられ白洲に引き出されるが、江戸に帰ってきた伊織が無罪を証明した。伊織が「たぬき」を訪れた際、「もう看板（閉店）なので」とお鈴に追い返されそうになる下りがある（初対面のため）。

### 第15部
「大岡越前 第15部」（おおおかえちぜん だい15ぶ）は1998年8月24日から1999年3月15日までナショナル劇場で放送された時代劇。製作はC.A.L。全26話。

#### 概要（第15部）
大岡忠相は鋭い観察力で悪人達からは恐れられ、また町民たちからは人情深い奉行として慕われている。伊織が戻ってきた養生所は、女医師を務めてきた志保に代わり、女蘭法医を目指して医学修行中の見習い医師菊江が加わった。菊江は、医学の道の先輩、南町奉行所同心の片瀬堅太郎と恋仲で、医学を教わっている。南町奉行所同心は、片瀬のほか、熱血漢の夏目甚八と冷静沈着な北島駿介が、よきライバルとして事件解決に協力し合う。そんな若手同心たちを、南町奉行所の束ねとして、忠相からも信頼されるようになった赤垣伝兵衛が、あたたかく見守る。前妻を亡くしてから男やもめを通してきた赤垣だったが、雪絵の母・静加の紹介で、笙子というおおらかで美しい新妻を迎えることになった。小料理屋「たぬき」には、半次の昔の弟分で元泥棒の六助が、新しく板前として働くようになり、密偵としても働いている。

#### レギュラー出演者（第15部）
- 大岡越前：加藤剛
- 雪絵：平淑恵
- 丁の目の半次：左とん平
- すっとびの辰三：高橋元太郎
- 出目の勘太：谷幹一
- 夏目甚八：てらそま昌紀
- 北島駿介：島英臣
- 片瀬堅太郎：佐野圭亮
- 隼の六助：4代目桂三木助
- 笙子：河原崎有稀（第3話 - 第26話）
- 高木保之進：高井清史
- 房吉：うえだ峻（第3話 - 第26話）
- 太市：水野純一（第2話 - 第26話）
- すみれ：吉井丈絵
- お花：森永明日夏
- 菊江：弓場沙織
- 赤垣伝兵衛：小松政夫
- 徳川吉宗：山口崇
- 静加：藤間紫
- 結城新三郎：西郷輝彦（第26話）
- 榊原伊織：竹脇無我

#### スタッフ（第15部）
- 原案：葉村彰子
- 脚本：井上泰治、大西信行、佐藤五月、櫻井康裕、藤井邦夫、沢橋凛、鶴島光重、久慈俊旭、田上雄
- 音楽：山下毅雄
- 題字：朝比奈宗源
- ナレーター：柴田秀勝
- 撮影：片山顕、都築雅人、長谷川光徳、小林善和
- 美術：高見哲也、三浦鐐二、辻野大
- 録音：木村均、田辺義教、田代博司、佐藤茂樹
- 照明：亀山譲、大谷康郎、武邦男、畑下隆憲、土居欣也
- 編集：河合和子
- ビデオ編集：鍛冶川一夫
- VE：作村龍二、山本辰也
- チーフ助監督：六車雅宣、佐藤晴夫、梅原重行、和田圭一
- 擬斗：菅原俊夫、清家三彦、三好郁夫
- 邦楽監修：中本哲
- 衣裳：植田光三
- 美粧・結髪：東和美粧
- 装置：岡田厚詩
- 装飾：平田俊昭、西川由紀夫、渡辺源三
- 小道具：高津商会
- かつら：山崎かつら
- 記録：小川加津子、西村直美、内藤幸子、中田英子
- 進行主任：進藤盛延、森井敦
- 進行：土生川明弘、松田渡
- 演技事務：山下義明
- 計測：作村龍二、山本辰也、長谷川光徳
- 整音：神戸孝憲
- スチール：荒川大介
- 特技：宍戸大全
- 文芸：皿田明
- キャスティング担当：藤田知久、川渕豊喜
- 技術協力：IMAGICA
- 能楽：掛川昭二（第1話）
- 刺青：毛利清二（第1話）
- 騎馬：岸本乗馬センター（第13話、第25話）
- 協力：京都・大覚寺（第8話、第13話、第15話、第17話、第23話）、元離宮・二条城（第1話、第13話）、京都・伏見桃山城（第1話）、御室・仁和寺（第6話、第19話）
- 制作協力：東映太秦映像
- プロデューサー：樋口祐三、本間信行、山田勝
- チーフプロデューサー：五十嵐通夫
- 監督：矢田清巳、山内鉄也、金鐘守、髙倉祐二、井上泰治

#### 解説（第15部）
- この部以降、フィルム撮影からVTR収録へ移行している。
- 下記のテーマ曲の項でも触れているが、オープニング・エンディングの曲が変更となった。この第15部のみ利用となっている。
- 赤垣伝兵衛が、第3話「狙われた花嫁」にて、雪絵の母・静加の紹介で後添え（笙子）をもらう。
  - 笙子は青物問屋・三河屋の娘で、大名の家の奥に奉公し、大名の奥方に気に入られ、約40歳になるまで独身という設定。
  - 第13部 - 第14部に登場した赤垣伝兵衛の娘・蛍の存在は、この第15部では一切触れられていない。
- 第12部 - 第14部にかけて大岡家の御用人・北村一平を演じた島英臣の役が変更となり、同心・北島駿介に変わった。
- 半次の弟分として、4代目桂三木助の演じる隼の六助が登場する。半次を「兄貴」と呼び慕っている。
  - 隼の六助の父親は凄腕の盗賊であったが、半次によると盗人の腕よりも料理の腕が良いとのこと。
- 第1話と第9話では、吉宗の御側御用取次として実在した加納久通が登場する（それまでの部では、御側御用取次としては、有馬兵庫頭（有馬氏倫）が登場していた）。
- 第6部と第14部にレギュラー出演した新三郎（西郷輝彦）が最終話で出演し、伊織の窮地を救うことになる。
  - 第26話（最終話）「帰って来た友情」では、江戸の町で疱瘡が流行し、伊織は、人痘法という新しい治療法を試すことを提案するが、保守的な奥医師たちは猛反対し、伊織は、彼らの罠に落ち牢へ。そんな折、長崎で医学修業を終えた新三郎が帰って来て友を救う。
- C.A.Lのプロデューサー・五十嵐通夫と女優・水野久美の長男、水野純一が太市役で出演している。
- オープニングの配役紹介で竹脇無我が出演する回は、最後に竹脇無我がクレジットされ、その前に小松政夫がクレジットされる。竹脇無我が出演しない場合、山口崇が出演の場合は山口崇がトメにクレジットされ、それ以外では小松政夫がトメにクレジットされる。
- この第15部からTBSのロゴ部分がマイナーチェンジされた。また、Nationalの下の松下電器・松下電工の書体が一回り小さくなっている。

### ナショナル劇場50周年記念特別企画スペシャル
「大岡越前 ナショナル劇場50周年記念特別企画スペシャル」（おおおかえちぜん なしょなるげきじょう50しゅうねんきねんとくべつきかくすぺしゃる）は2006年3月20日にナショナル劇場で放送された時代劇。製作はC.A.L。

#### 出演者
- 大岡越前：加藤剛
- 榊原伊織：竹脇無我
- 徳川吉宗：山口崇
- 佐橋孫兵衛：佐野浅夫
- すっとびの辰三：高橋元太郎
- 丁の目の半次：左とん平
- 大岡雪絵：平淑恵
- 志保：根本りつ子
- 片瀬堅太郎：佐野圭亮
- 駒造：島英臣
- 高木保之進：高井清史
- すみれ：吉井丈絵
- 英太：芦田昌太郎
- おとよ：坪井木の実
- おひさ：島美布由
- 藩士：山田幸隆
- 藩士：田井克幸
- おみよ：山内明日
- 楓：西田ひかる
- 月光院：伊藤榮子
- お庭番頭：栗塚旭
- 弥之助：峰岸徹
- 小萩：黒坂真美
- 鮫七：須藤雅宏
- 千夏：美栞了
- 丑松：伊東達広
- 阿部和泉守：鈴木瑞穂
- 西尾豊後守：滝田裕介
- 徳川通春：夏原遼
- 岬大介：頼三四郎
- お柳：東てる美
- 伊三郎：伊吹吾郎
- 野田瓔石：林与一
- 土屋山城守：里見浩太朗
- 窪田弘和
- 山本辰彦
- 矢部義章
- 川上真人
- 三浦英明
- 安藤紀美子
- 吉村美奈子
- 清水万理
- 平井三智栄
- 梅原真子
- 金子礼
- 佐野満弥子
- 中村彰宏
- 大音奈々
- 高島和男
- 樋口英里

#### スタッフ（ナショナル50周年記念特別企画スペシャル）
- 製作：加地隆雄
- 企画：中尾幸男
- 脚本：櫻井康裕
- 音楽：山下毅雄
- ナレーター：鈴木史朗
- 撮影：山本辰也
- 美術：高見哲也
- 録音：中川清
- 照明：畑下隆憲
- 編集：藤原公司
- チーフ助監督：和田圭一
- 邦楽監修：中本哲
- 日本舞踊：若柳錦秀
- 擬斗：菅原俊夫
- 監督助手：喜田川隆義
- 撮影助手：杉原典彦、池田薫
- 録音助手：田代博司、中近一慶
- 照明助手：稲津武、渡辺行洋、加藤真吾
- 装置：野本志郎
- 装置助手：福田敏郎
- 装飾：三木雅彦
- 装飾助手：多田明日香
- 小道具：高津商会
- 美粧：中野進明
- 美粧助手：中村清敷
- 結髪：福本るみ
- 結髪助手：森美登里
- かつら：山崎かつら
- 衣装：植田光三
- 衣装助手：中沢麻美
- スプリクター：小川加津子
- スチール：荒川大介
- VF：横山丈浩
- ビデオ編集：高田晴伸
- 整音：神戸孝憲
- 整音助手：田辺義教
- 演技事務：山下義明
- 文芸担当：皿田明
- 番組宣伝：河野浩之
- プロデューサー補佐：長崎洋二郎、浦壁浩之、八島賢、森井敦
- 進行：世古美智子
- 協力：元離宮・二条城、姫路市好古園、国宝・姫路城、姫路フィルムコミッション、東映太秦映画村
- 技術協力：IMAGICAウェスト、オフィシャル・オーカー
- 制作協力：東映太秦映像、オフィス・ヘンミ
- プロデューサー：藤田知久、樋口祐三、進藤盛延
- 監督：矢田清巳

#### 解説
- このスペシャルが事実上の最終回にあたる。終盤で、大岡忠相が将軍徳川吉宗の任命により、南町奉行から寺社奉行に昇進し、旗本から大名となった。
- キャスティングなどが概ね第11部ごろの陣容に戻され、初期に創設されたはずの町火消がまだ存在しない状態に戻るなど、第15部までのストーリーの続編というよりもアナザーストーリー的な側面が強い。
  - 作中で登場する尾張藩の通達書と町火消の計画書には「享保己亥」とあり、大筋のストーリーが展開されるのは享保4年（1719年）となる。
  - 第13部終盤で同心を辞め巡礼に出たはずの佐橋や、第14部までで降板していた志保も復帰した。また、役者は違いながらも、過去の部で登場していた千夏、お柳、さらには第1〜3部に登場していた伊三郎が復活している。
  - 第1部第2話「町火消誕生」と第11部第1〜2話などのリメイク的なストーリーも含まれている。第1部第2話で描かれた町火消し創設の話が再登場したり、これまでのスペシャルでは尾張藩主として登場してきた徳川宗春が家督相続前の松平通春として登場している。
- 第3部まで政吉を演じた里見浩太朗が、上述の通り忠相を支える老中・土屋山城守役でゲスト出演している。また、これまでレギュラー・準レギュラー出演した俳優が多数、別の役で出演している。
- 親子2代での共演が複数、実現している。
  - 加藤剛の息子である夏原遼、頼三四郎が父との共演を果たした。
  - 里見浩太朗が息子の佐野圭亮と、本シリーズでは初めて共演している。
  - 共演ではないが、岡っ引き・英太役の芦田昌太郎は、第2部から第11部（第5部を除く）に渡り三次役をつとめた松山英太郎の息子である（第5部のみ三次を演じた松山政路の甥にもあたる）。
- 全話を通して唯一のハイビジョン作品。
- 2013年3月6日にBS-TBSで再放送された（時間帯は18:00-19:54）。

## 史実との主要な相違
- 第1部1話は忠相が伊勢山田奉行のころの話から始まっていて、その後江戸南町奉行に命じられる話であったが、実際には山田奉行の次に南町奉行にはなっていない。最終回スペシャルでは史実どおり南町奉行から寺社奉行になっている。実際の忠相の職歴は、江戸幕府書院番→目付→山田奉行→普請奉行→江戸南町奉行→寺社奉行兼奏者番である。
- 大岡忠相の実父・大岡忠高は第5代将軍綱吉治世下の元禄14年に他界している（なお、忠相は同族の旗本・大岡忠真に婿養子に出されている）。
- 大岡忠相は、初期において物語上は青年奉行のように描かれているが、史実では町奉行就任時にすでに40歳であり、嫡男・忠宣がいた。
- 小石川養生所の初代肝煎はこのドラマでは志村喬演じる「海野呑舟」だが、史実では（このドラマにおいて榊原伊織が提起した）「施薬院」を提案した小川笙船である。
  - 第14部最終回「友を裁いた名奉行」では、小石川養生所は史実通り小川笙船の提案を南北町奉行が建議し設立した旨、伊織が語るシーンがある。
- 大岡忠相自身は天一坊事件には関わっていない。
- 第4部以降、裁きに「人足寄場送り」が頻出するようになるが、寛政年間に（鬼平犯科帳の主人公として有名になった）長谷川宣以(平蔵)が建議して作られたものであり、大岡忠相が活躍した時代には存在しない。
- このドラマでは、尾張の徳川宗春を「尾張大納言宗春」と表現しているが、宗春は権中納言であり、死後大納言を贈られている。徳川吉宗は享保元年（1716年）7月13日、32歳で権大納言に昇進したが、それは将軍宣下の三月前であり、大岡忠相が山田奉行だった当時はまだ権中納言だった。
- 第14部で「昌平黌（昌平坂学問所）」が登場するが、朱子学・林家の私塾「学問所」を昌平黌（昌平坂学問所）と改め、幕府直轄となるのは寛政年間である。なお、昌平坂学問所は、直参だけでなく浪人まで聴講できた。

### 本作で使用された大岡政談や古典落語など
- 天一坊事件
- 三方一両損 (落語)
- 大工調べ
- 権三と助十
- 芝浜
- 井戸の茶碗
- 厩火事
- らくだ (落語)

## テーマ曲
山下毅雄作曲のテーマ曲は、旋律がバイオリン、口笛、女声コーラスで奏でられる（一部を除く）。
それまでの時代劇のテーマ曲とは一風変わった曲調で知られる。
口笛は山下自身のものとなっている。ただし、最終回スペシャルでは新規に録音しており、山下が制作前に故人となったため、佐野博美によるものになっている。このテーマはオープニングに使用されたものだけでも、音源は6種類がある。
また、第4部以降、同じく山下毅雄が音楽を担当した『江戸を斬る―梓右近隠密帳―』の音楽も流用され、特に第14部で多用されている（『江戸を斬る―梓右近隠密帳―』でも、本作のオープニングテーマのオルゴールバージョンが「阿蘭陀囃子」として流用されている）。
1. 2よりも主旋律の口笛が強調され、効果音が少ないもの。現在、第1部第3話「謎の父子鶴」（OP/EDのカットがない）でのみ確認できる。
2. 前半の主旋律は口笛が強調された初期バージョン。第1部〜第5部。
3. 前半の主旋律がバイオリンが強調されたものに変わり、曲のテンポが早くなる。もっとも長い期間使用されたバージョン。第6部から第14部まで、ただし、4が使われた時期を除く。
4. 3から女声コーラス・口笛を除いたバージョン。第8部第20〜最終話（第24話を除く）、第9部、第11部第1〜15話（第11話、第13話を除く）。
5. リズムセクションが打ち込み音源になったステレオ音源。前半の主旋律はシンセサイザーが奏で、後半の主旋律は口笛と女声コーラスによるもの。第15部。
6. 曲調・アレンジはオープニング第3期の音源とほぼ変わらない。途中女声コーラスが挿入されるロングバージョン。エンドコーダも異なる。ナショナル劇場50周年記念特別企画スペシャル。

## 歴代ナレーター
- 第1部 - 第11部：芥川隆行
- 第12部 - 第14部：杉山真太郎
- 第15部：柴田秀勝
- ナショナル劇場50周年記念特別企画2時間スペシャル：鈴木史朗

本作の歴代ナレーターは、同時期のナショナル劇場におけるC.A.L制作の時代劇作品（『水戸黄門』、『江戸を斬る』、『翔んでる!平賀源内』、『南町奉行事件帖 怒れ!求馬・南町奉行事件帖 怒れ!求馬II・大江戸を駈ける!』）も上記放送期間と同様のナレーターが担当している。

## 視聴率
- 最高視聴率

第5部第1話（1978年2月6日放映）の31.6%。
数字はビデオリサーチ調べ、関東地区。

## 関連商品

### DVDボックス
2006年から竹書房を販売元にして、第5部まで販売されている。前述の通り、第1部第3話と第2部第22話を除いた第1部第1話〜第3部第15話までは、オープニングとエンディングを短縮した再放送素材のみ残ったため、それが収録されている。第4部以降は、ナレーションや不適切な用語の音消し処理等がなされた再放送素材が用いられているので留意されたい。また、各部とも特典として、番組関係者のみに配られた番組資料小冊子の復刻版が封入されている。
- 大岡越前第一部（2006年3月24日発売）ディスク7枚
- 大岡越前第二部（2006年11月24日発売）ディスク7枚（初期ロットのみ第22話「幻術師」収録）
- 大岡越前第三部（2007年11月24日発売）ディスク8枚
- 大岡越前第四部（2012年5月25日発売）ディスク7枚
- 大岡越前第五部（2013年5月24日発売）ディスク7枚

### サウンドトラック
2002〜2003年にかけてキングレコードから「オリジナル・サウンド・トラック 大岡越前」シリーズが4つ販売され、2007年にアスタエンタテインメントから「大岡越前 オリジナルサウンドトラック」が販売されている。
- オリジナル・サウンド・トラック 大岡越前（2002年2月28日発売）ディスク1枚　収録時間44分
- オリジナル・サウンド・トラック 大岡越前 暗闘編（2002年12月25日発売）ディスク1枚　収録時間40分
- オリジナル・サウンド・トラック 大岡越前 抒情編（2002年12月25日発売）ディスク1枚　収録時間38分
- オリジナル・サウンド・トラック 大岡越前 ファイナル・セレクション（2003年3月26日発売）ディスク1枚　収録時間41分
- 大岡越前 オリジナルサウンドトラック（2007年5月9日発売）ディスク2枚　収録時間93分

### ノベライズ
本放送開始年の1970年から、葉村彰子名義でノベライズされている。
- 葉村彰子：「大岡越前　上」（ルック社・1970年）
- 葉村彰子：「大岡越前　下」（ルック社・1971年）
- 葉村彰子：「大岡越前 1 蒼竜の巻」（グリーンアロー出版社・1974年）
- 葉村彰子：「大岡越前 2 白虎の巻」（グリーンアロー出版社・1975年）
- 葉村彰子：「大岡越前 3 朱雀の巻」（グリーンアロー出版社・1975年）
- 葉村彰子：「大岡越前 4 玄武の巻」（グリーンアロー出版社・1975年）
- 葉村彰子：「新作 大岡越前〈1 翔鶴の巻〉」（ナイタイ出版・1990年9月） ISBN 487206030X
- 葉村彰子：「新作 大岡越前〈2 飛竜の巻〉」（ナイタイ出版・1990年11月） ISBN 4872060350
- 葉村彰子：「新作 大岡越前〈3 天馬の巻〉」（ナイタイ出版・1991年6月） ISBN 4872060431

### 劇画化
DVDボックスの販売元竹書房の「近代麻雀」の増刊として、2012年9月から2013年3月まで月代わりで時代劇漫画雑誌「長編読切時代劇 大岡越前」が刊行され、その続きは「コミック魁」に掲載された（「コミック魁」は休刊状態にあり、未完のまま）。これらをまとめたコンビニコミックが刊行されている（雑誌扱い）。
- 作画・甲良幹二郎／脚本協力・天龍寺弦：「大岡越前 総集編 2013年 5/19号」（竹書房・2013年4月19日発売、雑誌名コード:22948）

## CSでの再放送とハイビジョン化
2013年10月より、時代劇専門チャンネルにおいて全15部のハイビジョンによる放送が決定した。2012年初頭から2013年の春ごろにかけてTBSチャンネルで放送された際には、一部ナレーション等が削除された放送素材で第1部から第3部までをループで放送するにとどまっていた。また、第2部第22話を除き、全15部の全作品が放送されるのは、2003年にTBSチャンネルにおいて標準画質で放送されて以来のことである。
2012年から約1年間、TBSチャンネルで第1部から第3部までリピートで放映された素材は、後述する時代劇専門チャンネルで放映された素材と比較すると、一部のセリフやナレーションの強引なカットがあるため、約1分ほど尺が短くなっており、さらに地上波で欠番扱いとなった回も放映されなかった。また、TBSチャンネルがハイビジョン化された後も、SD画質のまま単純に拡大した放送素材であった。
時代劇専門チャンネルの放送素材（第1部〜第13部）は、従前の標準画質(SD)ビデオを単純に拡大（アップスケーリング）したものではない。時代劇専門チャンネルがハイビジョン放送になったころから多くの古い時代劇を完パケのフィルムから再テレシネ時にHDリマスターしたように、「大岡越前」もフィルムからあらためてHDリマスターしたものである。これは、フィルムの質感を残しながらも、現行のハイビジョン番組とほぼ遜色のない精細画質となっている。なお、フィルム撮影だがテレシネ後ビデオで編集することになった第14部と、完全にビデオ収録となった第15部については、第14部は単純拡大であり、第15部についても、超解像技術によるアップスケールとは明記されていない。また、第1部第3話と第2部第22話を除いた第1部第1話〜第3部第15話までは、オープニングとエンディングを短縮した再放送素材のみ残ったため、端役やスタッフの詳細が不明である（これはDVDボックスでも同様である）。
音質については、DVDボックスと比べて、第1部〜第2部は極めて良好であるが、第3部は音がこもった状態で放送された。第5部も、音質が若干悪い回がある。
なお全話において、次回予告はカットされている。
これまで再放送などで欠番扱いされたもののうち、1作品を除き放送が予定されている。
- 第1部：2013年10月より、全話HD画質放送
- 第2部：2013年11月より、第22話（DVDボックスでは初期のロットにのみ収録され、その後削除）を除く全27話HD画質放送
- 第3部：2013年12月より、全話HD画質放送（音質が非常に劣化しており、DVDボックスの音質の方がよい）
- 第4部：2014年2月より、全話HD画質放送
- 第5部：2014年3月より、全話HD画質放送（一部音質が劣化した回がある）
- 第6部：2014年4月より、全話HD画質放送（一部音質が劣化した回がある）
- 第7部：2014年6月より、全話HD画質放送
- 第8部：2014年7月より、全話HD画質放送
- 第9部：2014年8月より、全話HD画質放送
- 第10部：2014年10月より、全話HD画質放送
- 第11部：2014年11月より、全話HD画質放送
- 第12部：2014年12月より、全話HD画質放送
- 第13部：2015年1月より、全話HD画質放送
- 第14部：2015年3月より、全話放送（テレシネ後ビデオ編集のため、標準画質の拡大となっている）
- 第15部：2015年4月より、全話放送（超解像技術の使用は言及されていない）
- ナショナル劇場50周年記念特別企画スペシャル：2015年5月放送（2006年放映のため、HD画質による制作）

### 史実上の人物・組織等
- 大岡忠相（大岡越前）
- 徳川吉宗
- 享保の改革
- 町奉行
- 同心
- 岡っ引
- お白洲
- 小石川養生所
- 火消#江戸の町火消
- 大岡忠高

### 関連作品
C.A.L作品
- スピンオフ
  - 疾風同心 - 本作からの放送局を越えたスピンオフ作品。第5部から第9部まで登場した同心・風間駿介を主人公にした作品（制作：C.A.L、東京12チャンネル）。
  - 八丁堀暴れ軍団 - 上記の続編（制作：C.A.L、東京12チャンネル）。
- ナショナル劇場作品 - キャスト・脚本に重複や翻案が見られる。
  - 水戸黄門 (パナソニック ドラマシアター)
  - 江戸を斬る―梓右近隠密帳―
    - 保科正之に「梓右近」という双子の弟がいたという設定で、竹脇無我主演。音楽は本作と同じ山下毅雄で「大岡越前のテーマ」が使われる回がある。片岡千惠藏、大坂志郎、中村竹弥、高橋元太郎など出演者が共通であり、加藤剛もゲスト出演している。

  - 江戸を斬る (西郷輝彦)（第2部 - 第6部）
  - 江戸を斬る (里見浩太朗)（第7部・第8部）
- リメイク
  - スペシャル時代劇 大岡越前 - NHK BSプレミアムで2013年から放送されている時代劇。NHKと本作の版権を持つC.A.Lが共同で制作。本作で脚本を担当した大西信行らにより、現行の放送基準に沿ってリメイクしている。再放送されにくい第1部第1話などの表現をマイルドに作り直した。

徳川吉宗を主役にしたもの（大岡越前が脇役として登場する）
- 暴れん坊将軍 - 越前役は横内正→田村亮→大和田伸也
- 八代将軍吉宗 - 越前役は滝田栄

その他
- 雪姫隠密道中記 - 1980年、毎日放送・S.H.P.製作のテレビ時代劇（関東ではTBS系列で放送）。脚本に本作でおなじみの葉村彰子、津田幸於、櫻井康裕、大西信行、大久保昌一良らが名を連ねており、作風がナショナル劇場の時代劇に近い（道中記であること、主人公らが高い身分を隠していること、クライマックスで葵新之介(結城新之介)が正体（結城秀康の妾腹の息子で、徳川家光の名代として隠し目付を勤めている）を明かし悪人たちを平伏させるなど、『水戸黄門』に近い）。雪姫の護衛・巌谷源八郎（源八）役で和田浩治、おさらばお千（盗賊）役で森マリア、その部下の韋駄天の六助役で小松政夫がレギュラー出演しており、キャストも一部本作と重複する。
- 地獄の左門十手無頼帖 天知茂が本作と同名の与力「神山左門」を演じた時代劇シリーズ（制作：東映、フジテレビ）、1982年 - 1984年、全4作）。舞台は、片岡千惠藏が演じる遠山景元が南町奉行の時代となっている。